# Hunebed
Een hunebed of dolmen is een megalithische (Oudgrieks: μέγας megas: groot, λίθος lithos: steen) grafkamer uit het neolithicum (4000-3000 v.Chr.) die bestaat uit ten minste drie, maar vaak (veel) meer staande draagstenen, overdekt door een of meer dekstenen.
Hunebedden zijn volgens de gangbare theorie resten van prehistorische grafkamers. Ze zijn echter niet te beschouwen als graven in de gewone betekenis, maar eerder als knekelhuizen. Het is niet met zekerheid te zeggen dat grafsignalisatie de oorspronkelijke functie van al deze bouwwerken is geweest. Er zijn dolmens waarvan vermoed wordt dat ze enkel als heiligdom dienstdeden.
In Nederland worden ze vooral gevonden in Drenthe, veelal op de Hondsrug. Ze zijn gebouwd tussen 3350 en 3050 v.Chr., in de meest westelijke uitloper van het territorium van de trechterbekercultuur. In totaal zijn er daar 52 hunebedden bewaard gebleven in Nederland. In Duitsland en Denemarken zijn er nog honderden te vinden.

## Terminologie
Volgens Van Dale is een dolmen een Frans megalithisch bouwwerk, en een hunebed een Nederlands-Deens megalithisch bouwwerk. In de Nederlandstalige wetenschappelijke literatuur komen beide termen voor.
In het dagelijkse taalgebruik blijken de termen hunebed en dolmen grotendeels synoniem en zijn voor Nederlanders de dolmens van Bretagne gewoon Franse hunebedden. In dit artikel worden dan ook beide termen gebruikt.
Archeologen gebruiken beide woorden gewoonlijk niet als synoniem. De term hunebed wordt doorgaans gebruikt wanneer de ingang zich in het midden van de lange zijde bevindt. Bij dolmens zit de ingang aan de korte zijde. De hunebedden in Noordoost-Nederland, Noordwest-Duitsland en Denemarken hebben andere kenmerken en zijn door een andere cultuur (trechterbekercultuur) gebouwd dan de dolmens in grote delen van Frankrijk en België (zoals de allée couverte van de Seine-Oise-Marnecultuur). De hunebedden in Nederland behoren, samen met de hunebedden in Nedersaksen, tot de westgroep van de trechterbekercultuur.
In Duitsland wordt de term hunebed (Hühnenbett of Hünenbett) gebruikt voor een grafkamer die omringd wordt door een rechthoekige krans. Er bestaat ook het Kammerloses Hünenbett. Ook hier betreft het een rechthoekige krans, maar dan zonder megalithische kamer. In Duitsland wordt de benaming Dolmen ook voor een specifieke bouwvorm gebruikt.

## Etymologie
Dolmen wordt vooral in Vlaanderen gebruikt en ontleent zijn gebruik uit de Angelsaksische en Franse wetenschappelijke literatuur. Het woord zou door onderzoekers van eind 18e eeuw ontleend zijn aan het Keltische taol, wat tafel betekent en maen of men wat steen betekent. In die tijd werd namelijk gedacht dat dolmens en menhirs Keltische cultuurelementen waren. Théophile Corret de la Tour d'Auvergne introduceerde deze benaming (geschreven als dolmin) in de archeologische wereld in zijn Origines gauloises (1796). De Oxford English Dictionary verwijst naar tolmen (Cornisch, gat van een steen).
Hunebed is als woord ouder. In het boek van Johan Picardt heten de hunebedden steenhopen gebouwd door grouwsamen barbarische en wreede reusen, huynen, giganten. Deze visie was in overeenstemming met de orthodoxe Bijbeluitleg waarin vóór de Zondvloed reuzen op aarde waren. Picardt heeft het consequent over steenhopen, maar de term huynen beklijfde en in 1685 noemde Titia Brongersma de steenhoop een hunebed.
Het woord hunebed verwijst mogelijk naar Hūnen, dat Saksen of Westfalen betekent.

## Bouw
Het bouwwerk bestaat uit rechtopstaande grote stenen (zuilen of draagstenen) waarop platte dekstenen rusten. Doorgaans staan de draagstenen grotendeels op evenwijdige lijnen. Twee draagstenen en een deksteen worden juk of trilithon genoemd. Het juk of meerdere jukken worden afgesloten door sluitstenen. De ruimtes tussen deze stenen werden opgevuld door kleinere stenen, de stopstenen (als stapelmuur). De ingang bij hunebedden is vaak in het midden van de lange zijde en bevat in sommige gevallen poortstenen. Deze poort kan ook de lengte van een gang hebben.
Het geheel werd afgedekt door een dekheuvel. Deze heuvel is in veel gevallen verdwenen. Ook komen er kransstenen voor; deze zijn rond het hunebed geplaatst (vaak in een ronde, niervormige of ovale vorm).
In Nederland werden zwerfstenen gebruikt als bouwmateriaal, in andere landen de lokale steen, in België bijvoorbeeld puddingsteen.
De vorm van hunebedden en dolmens kan per gebied of tijdperk van bouw verschillen. Zo hebben dolmens in Frankrijk vaak de ingang aan de korte zijde en worden ze soms afgedekt met een cairn. In o.a. Duitsland komen af en toe Wächtersteine voor.

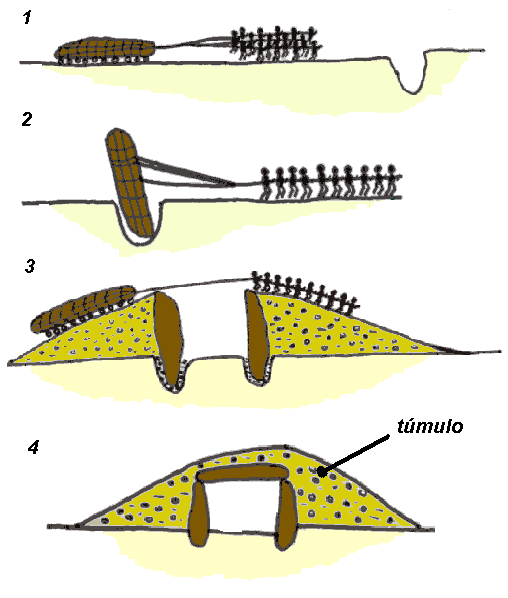
Draagstenen ondersteunen de dekstenen en het geheel wordt afgedekt met een dekheuvel
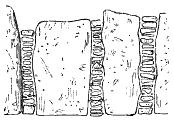
Stopstenen tussen de grotere draagstenen bij Svenneby, een ganggraf, in Zweden
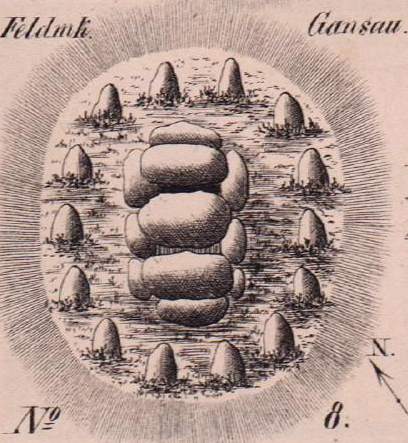
Kransstenen rondom Großsteingrab Hanstedt II
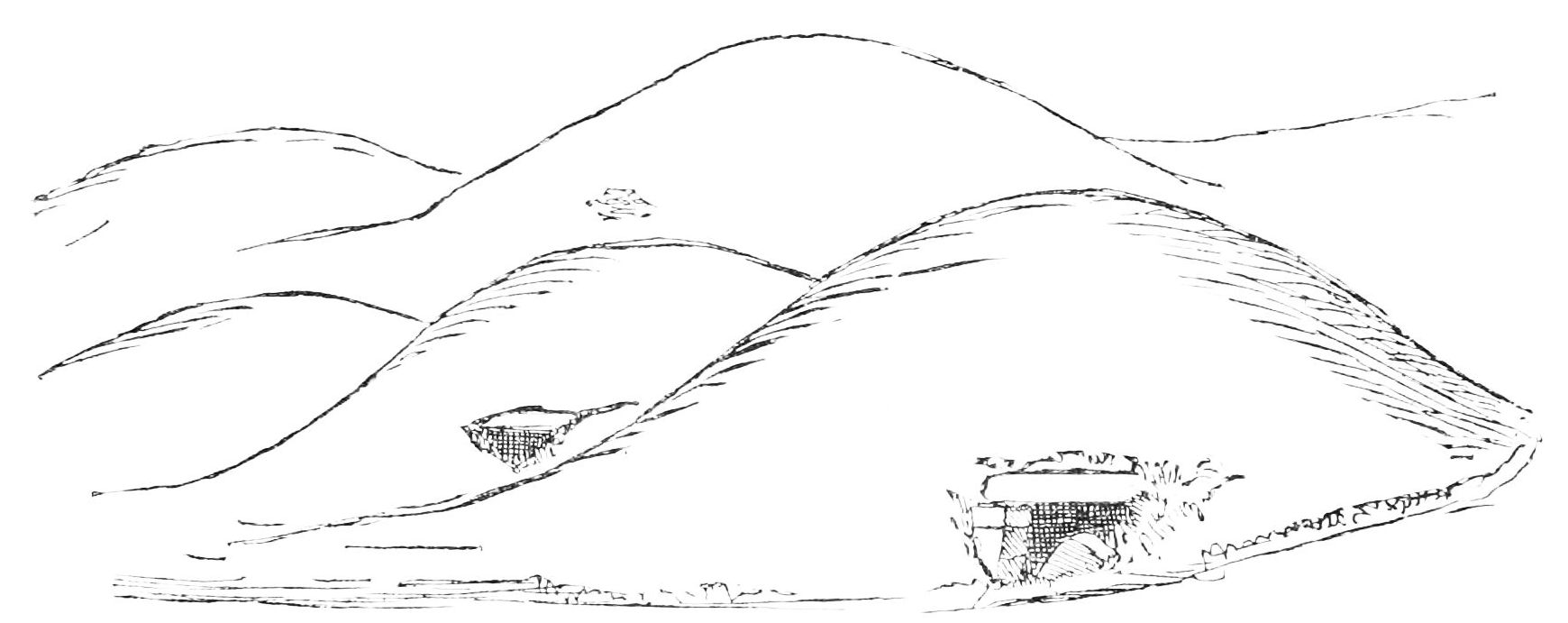
Het uiterlijk van een hunebedden in dekheuvels, Popular Science Monthly Volume 16, 1879-1880
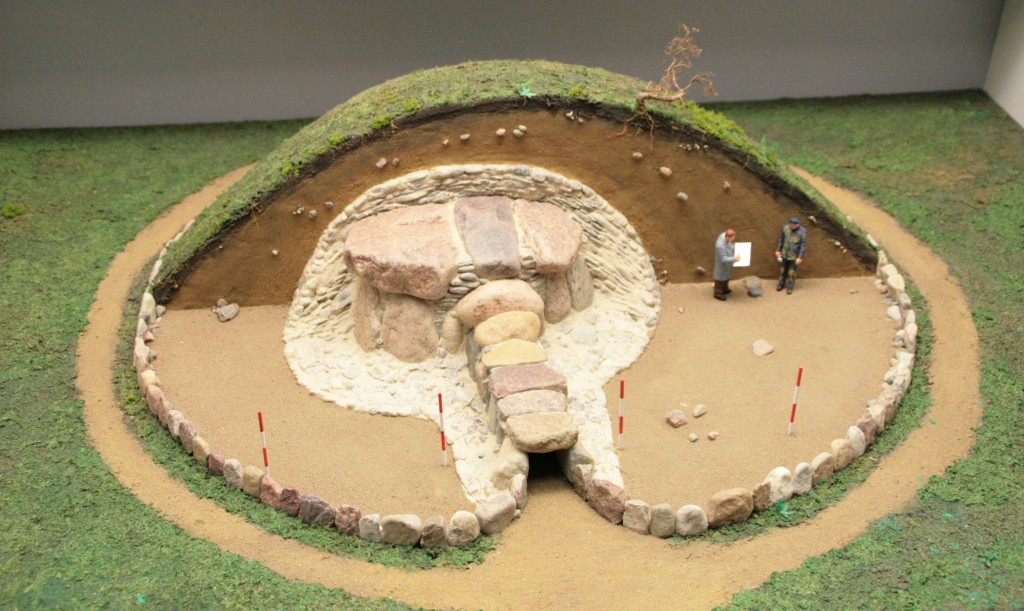
Model van Denghoog; een ganggraf afgedekt met een cairn die weer afgedekt wordt door een heuvel
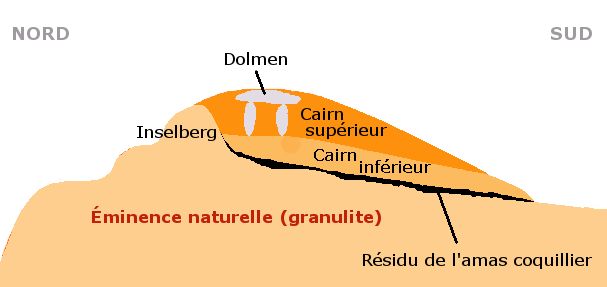
Doorsnede van Dolmen de la pointe de la Torche met zijn cairns
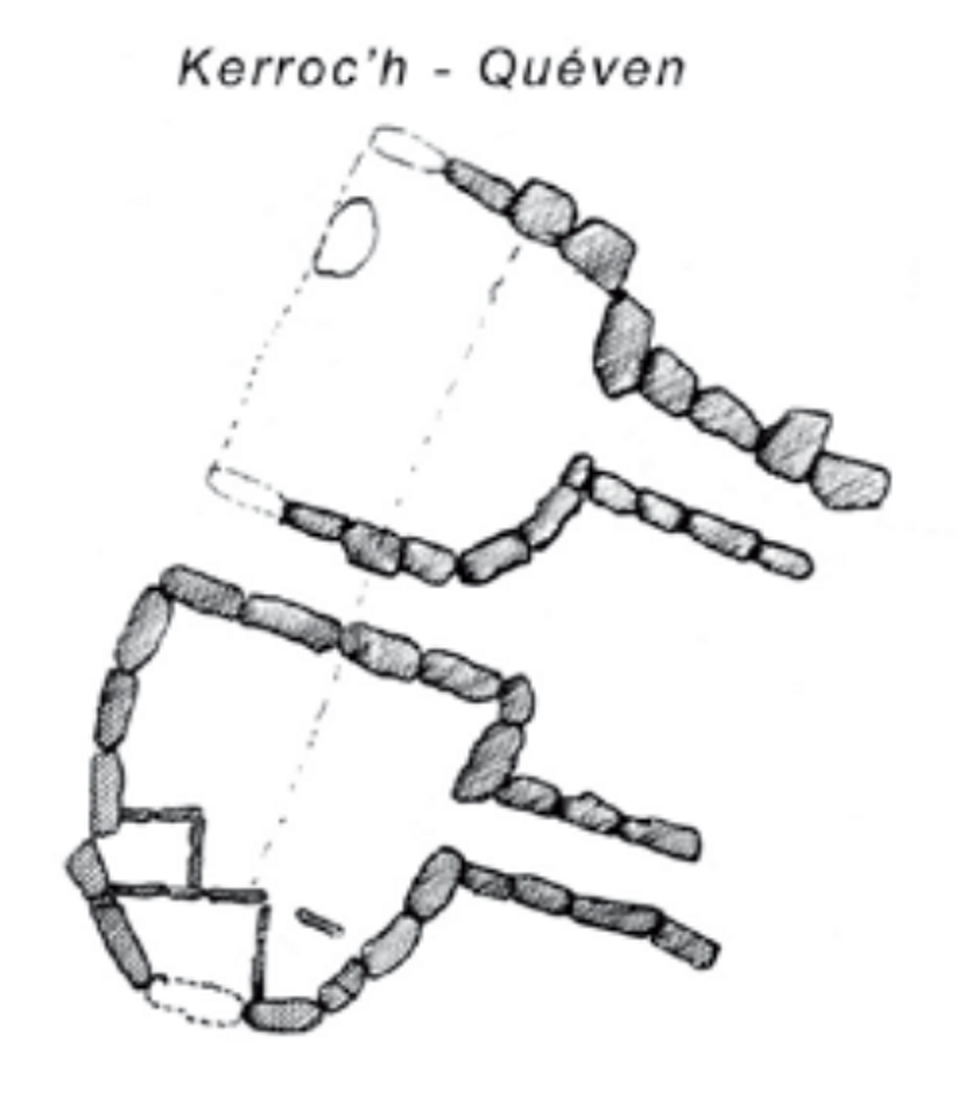
Plattegrond van de dubbele kamers in Dolmens à couloir de Kerroc'h
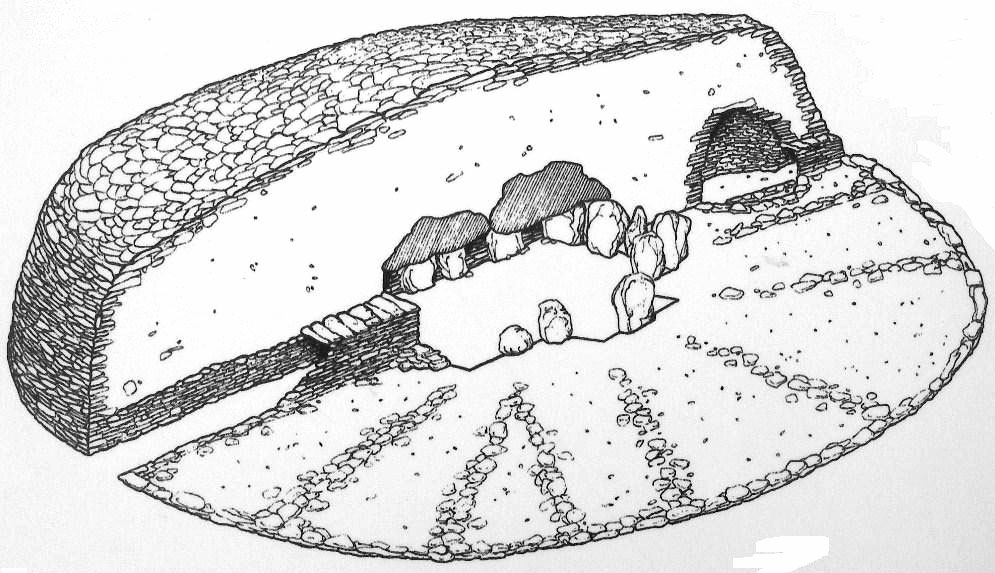
Doorsnede van de dolmen de la Pierre Tourneresse bij Cairon, Calvados
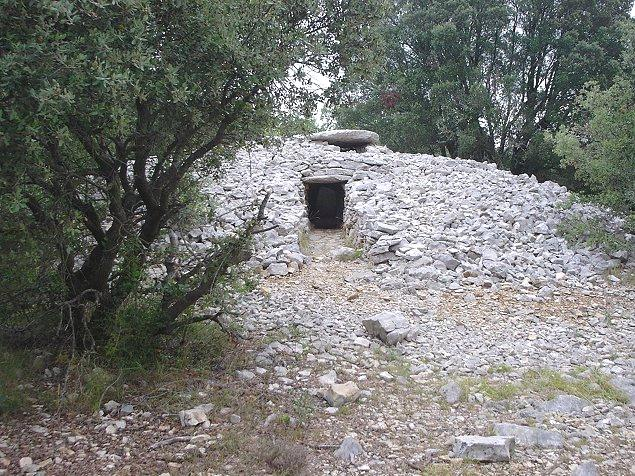
De Dolmen du Lamalou wordt afgedekt met een cairn
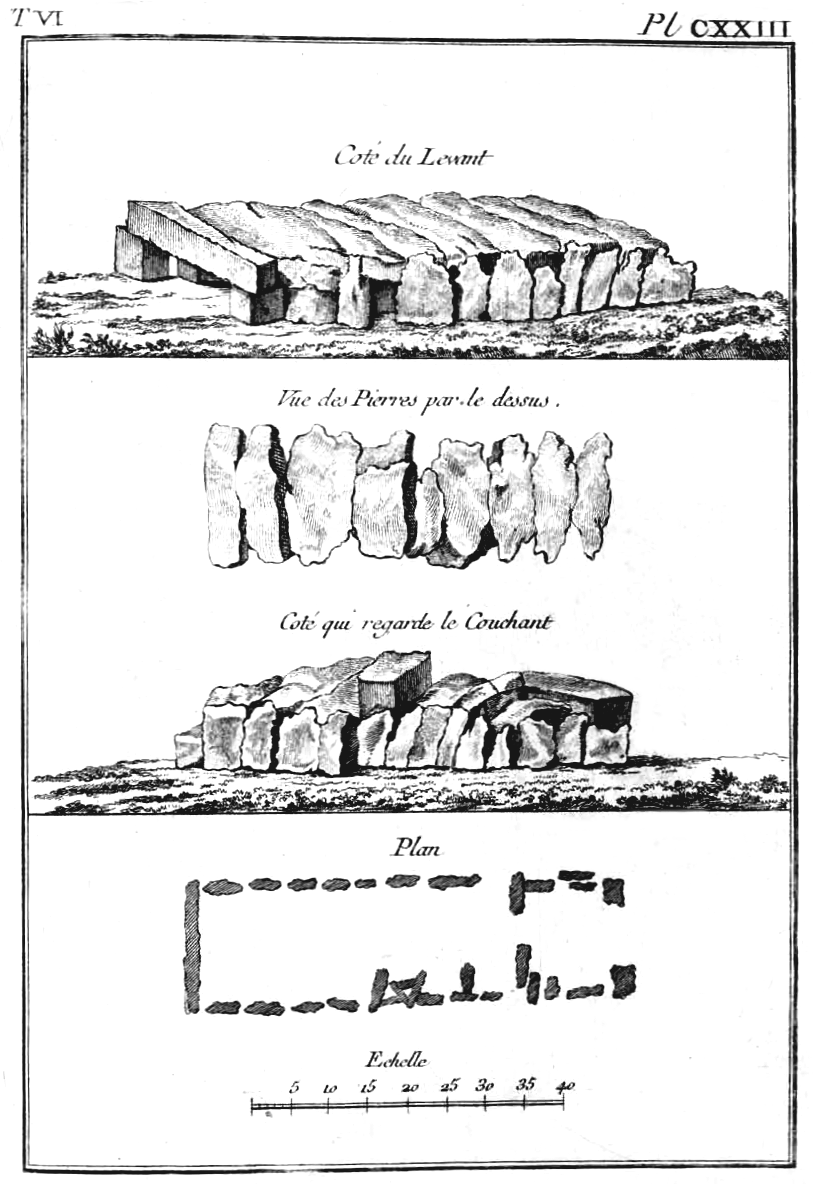
Tekening van La Roche-aux-Fées (een allée couverte in Ille-et-Vilaine), 1756
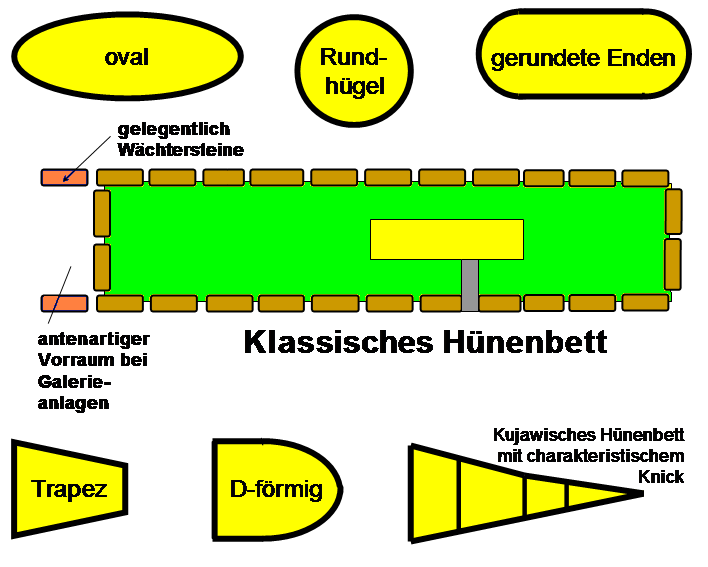
In deze schematische afbeelding zijn links Wächtersteine te zien

## Huidige tijd

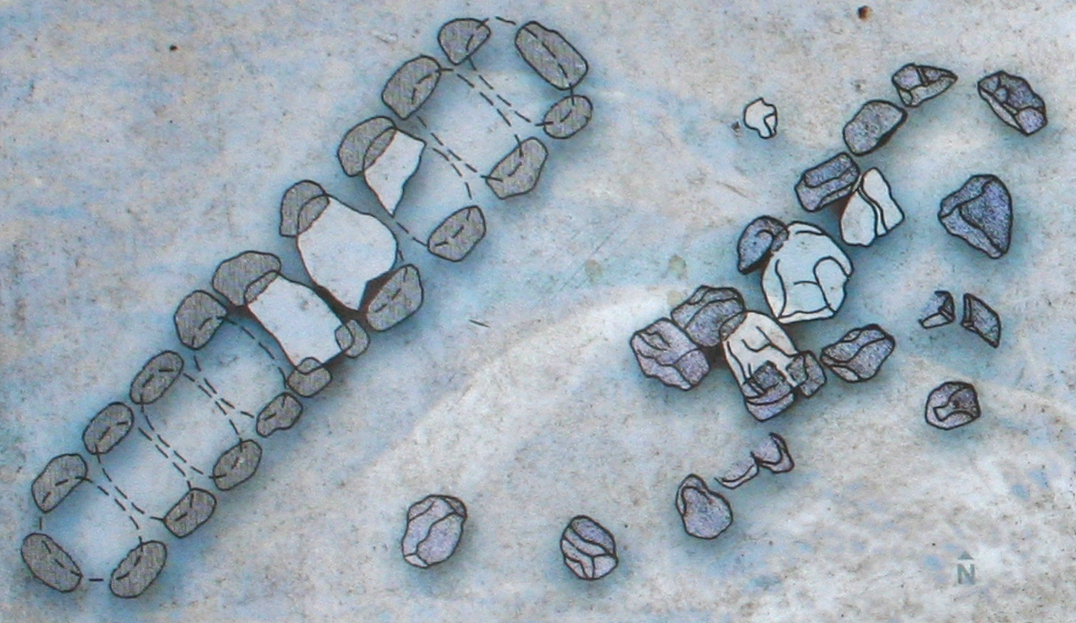
Links een reconstructie van Großsteingrab Stenum en rechts de huidige staat van het bouwwerk

Veel van deze prehistorische monumenten zijn in de loop van de eeuwen vernield om de stenen te gebruiken als bouwmateriaal voor bijvoorbeeld wegen, kerken, huizen en dijken. Ook speelden soms ideologische of religieuze motieven een rol bij de vernietiging van (gedeelten van) hunebedden. Zo werd in de synode van Arles (452) het aanbidden van stenen, bronnen en bomen verboden. Dit beleid werd door Karel de Grote vervolgd. Ondanks eeuwenlange verboden worden de stenen in o.a. Bretagne nog aanbeden.

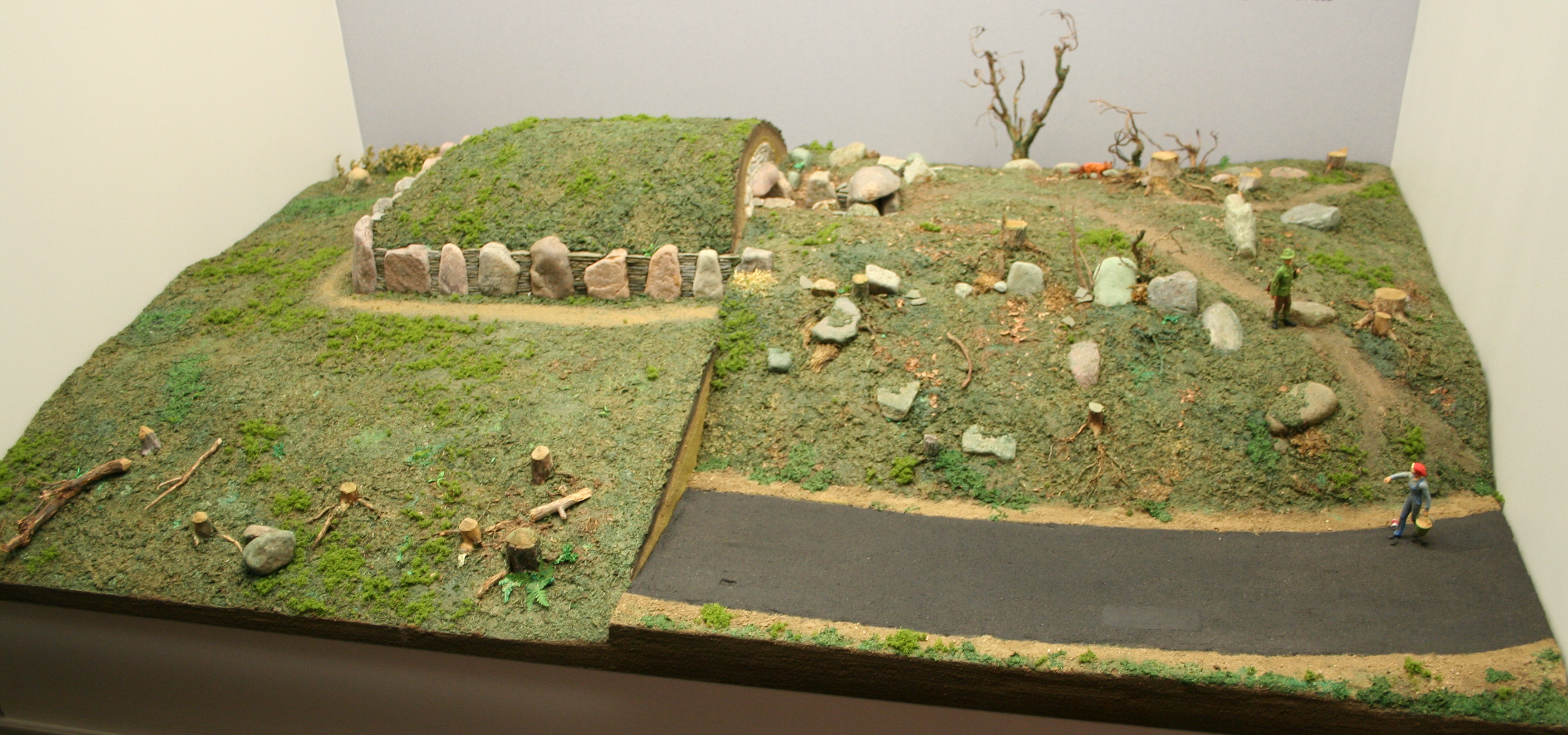
Een model met links de oorspronkelijke situatie en rechts de huidige situatie van Großsteingrab Flehm 1

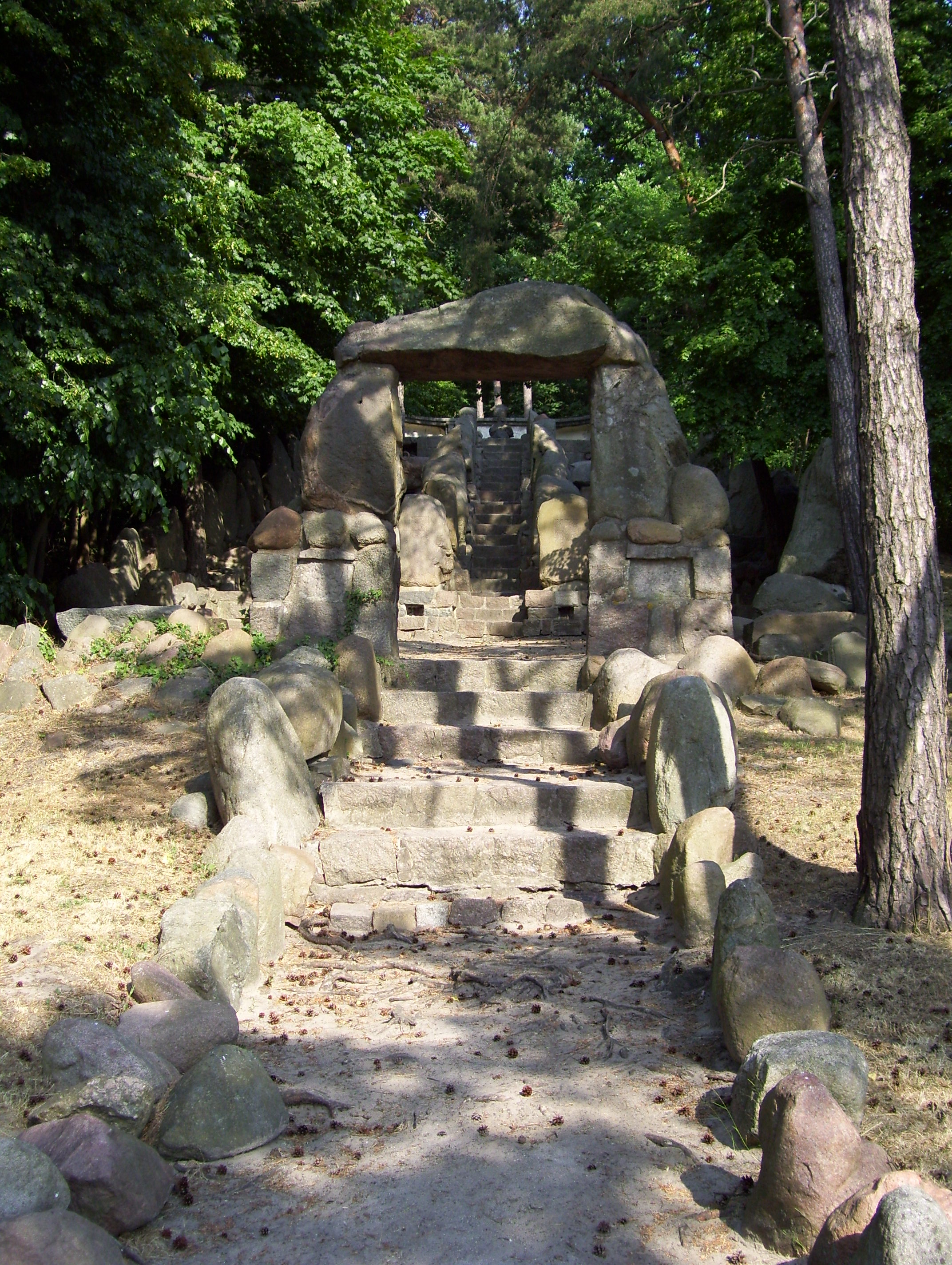
Het Ulanendenkmal in Demmin werd in 1923/1924 gebouwd met de stenen van hunebedden uit de omgeving. Het Großsteingräber bei Quitzerow werd hiervoor zelfs volledig afgebroken

Gedurende de Middeleeuwen werden Quadersteine gemaakt; dit gebeurde door de hunebedstenen te kloven. De Quadersteine vormden de fundering in vele kerken in Noord-Duitsland en Denemarken. In Drenthe zijn nog resten te vinden in de kerkmuren van Odoorn (het koor van de Margarethakerk) en Emmen (Grote Kerk) en in de kerkhofmuren van Odoorn en Oosterhesselen. In de 19e eeuw, in het eerste jaar dat Willem Tijmes burgemeester was, werd er in Emmen nog een hunebed totaal verwoest. Zijn voorganger, Lukas Oldenhuis Tonckens, zette zich juist in voor het behoud van hunebedden.
Stenen van Hünensteine von Steinkimmen III werden gebruikt voor het fundament van het mausoleum op het Gertrudenfriedhof in Oldenburg.
In andere gevallen werden de hunebedden verwijderd, omdat ze voor problemen zorgden bij het bewerken van het land door boeren.
Veel kleine stopstenen (in Nederland vaak door de mens gespleten zwerfkeien) zijn verdwenen, evenals de dekheuvel van aarde en/of plaggen. In sommige gevallen werd het gehele hunebed vernietigd en herinneren alleen sporen in de grond of de naamgeving van het gebied aan het bouwwerk dat ooit op de plek heeft gestaan. In andere gevallen bleef (een gedeelte van) het hunebed bewaard, alhoewel de stenen niet altijd op de originele plek bleven staan. Hunebedden werden verplaatst om het bouwwerk te redden (bijvoorbeeld bij de aanleg van een spoorlijn, weg of industrieterrein).
Er zijn hunebedden gekerstend en in bepaalde gevallen zijn deze hunebedden voorzien van een kruis. Er zijn ook hunebedden die in gebruik zijn als kapel of ingebouwd zijn in een kerk of kapel.
Tegenwoordig zijn de overgebleven (delen van) hunebedden vaak beschermd als archeologisch monument. Archeoloog Jan Albert Bakker stelde al dat de kamervulling met een asfaltlaag zou moeten worden beschermd tegen schatrovers toen hij promoveerde. Er zijn meerdere landen die aandacht voor de megalithische bouwwerken vragen door middel van toeristische routes, zoals de Hunebed Highway in Drenthe en de Straße der Megalithkultur in Duitsland.

## Petrogliefen

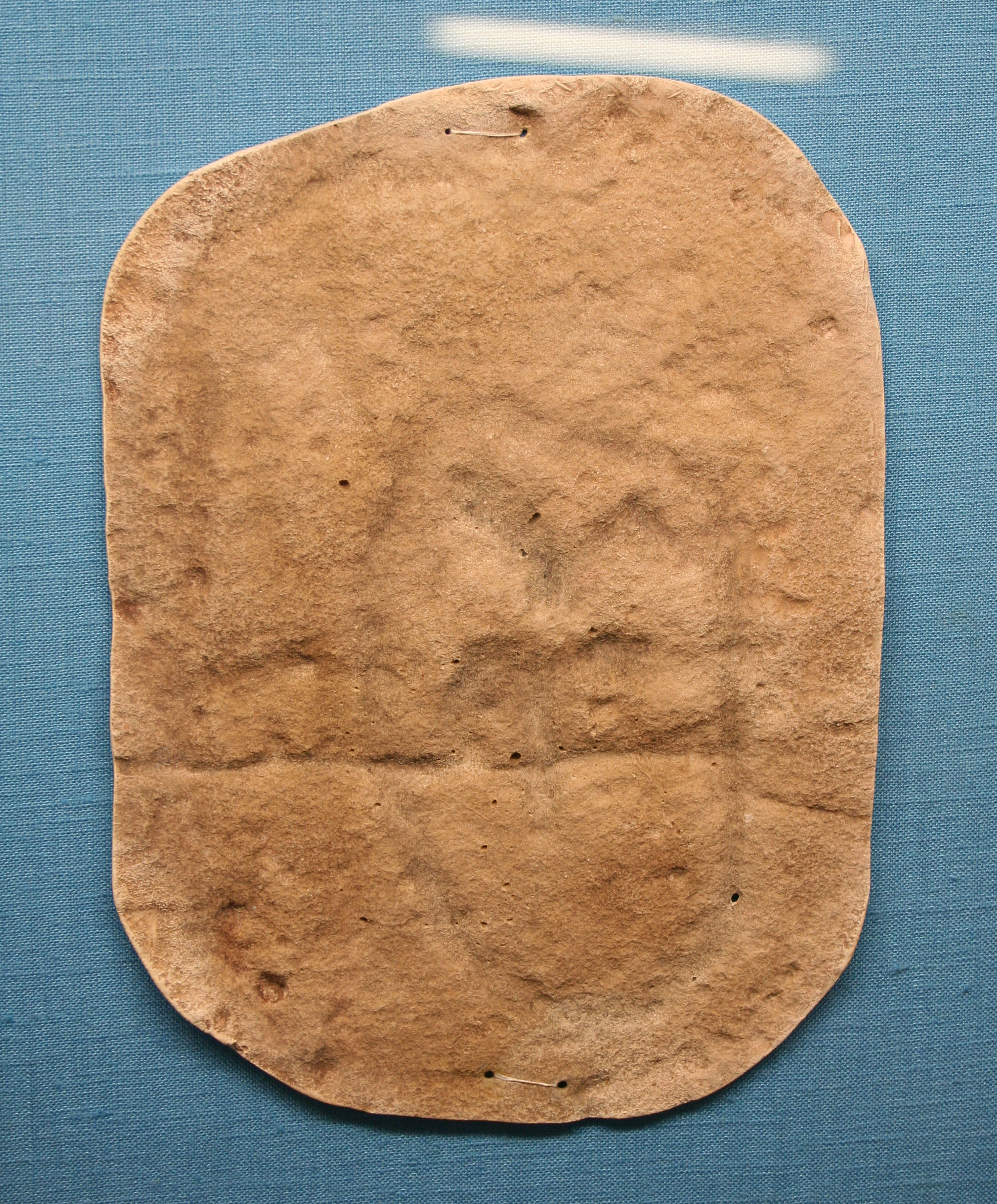
Afgietsel van een draagsteen van het Galeriegrab von Züschen

Sommige hunebedden zijn aan de binnen- en/of buitenkant voorzien van inscripties of versierselen die in de steen gebeiteld zijn (petroglief), bijvoorbeeld cup and ring marks.
Ingekraste, op huismerken gelijkende, figuren zijn op sluitstenen van hunebedden aangetroffen.

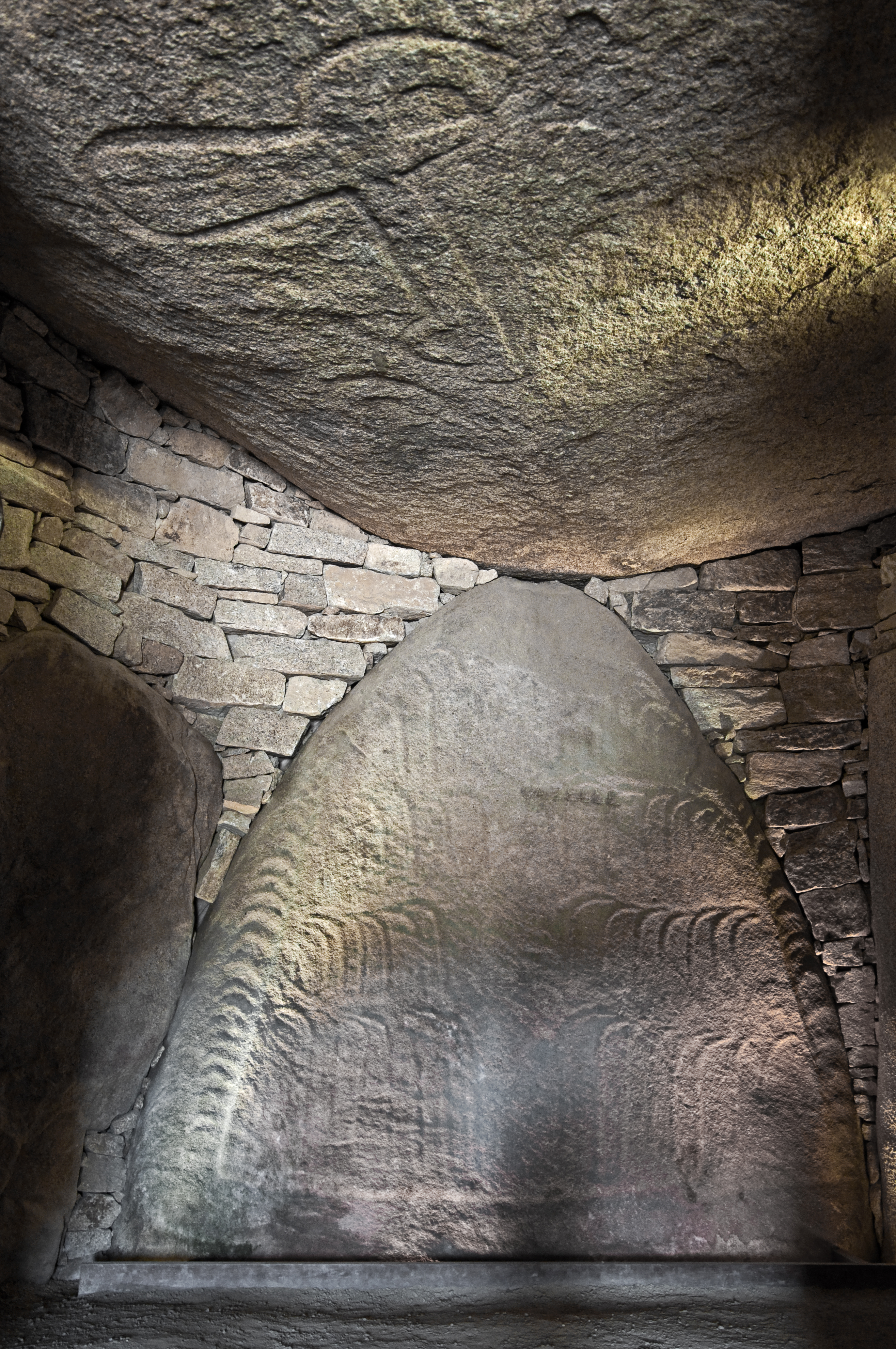
Petrogliefen op de draagstenen en dekstenen van de Table des Marchand, Frankrijk
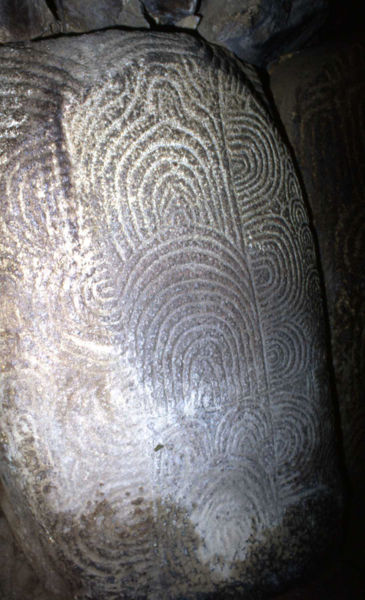
Petrogliefen aan de binnenzijde van het ganggraf op Gavrinis
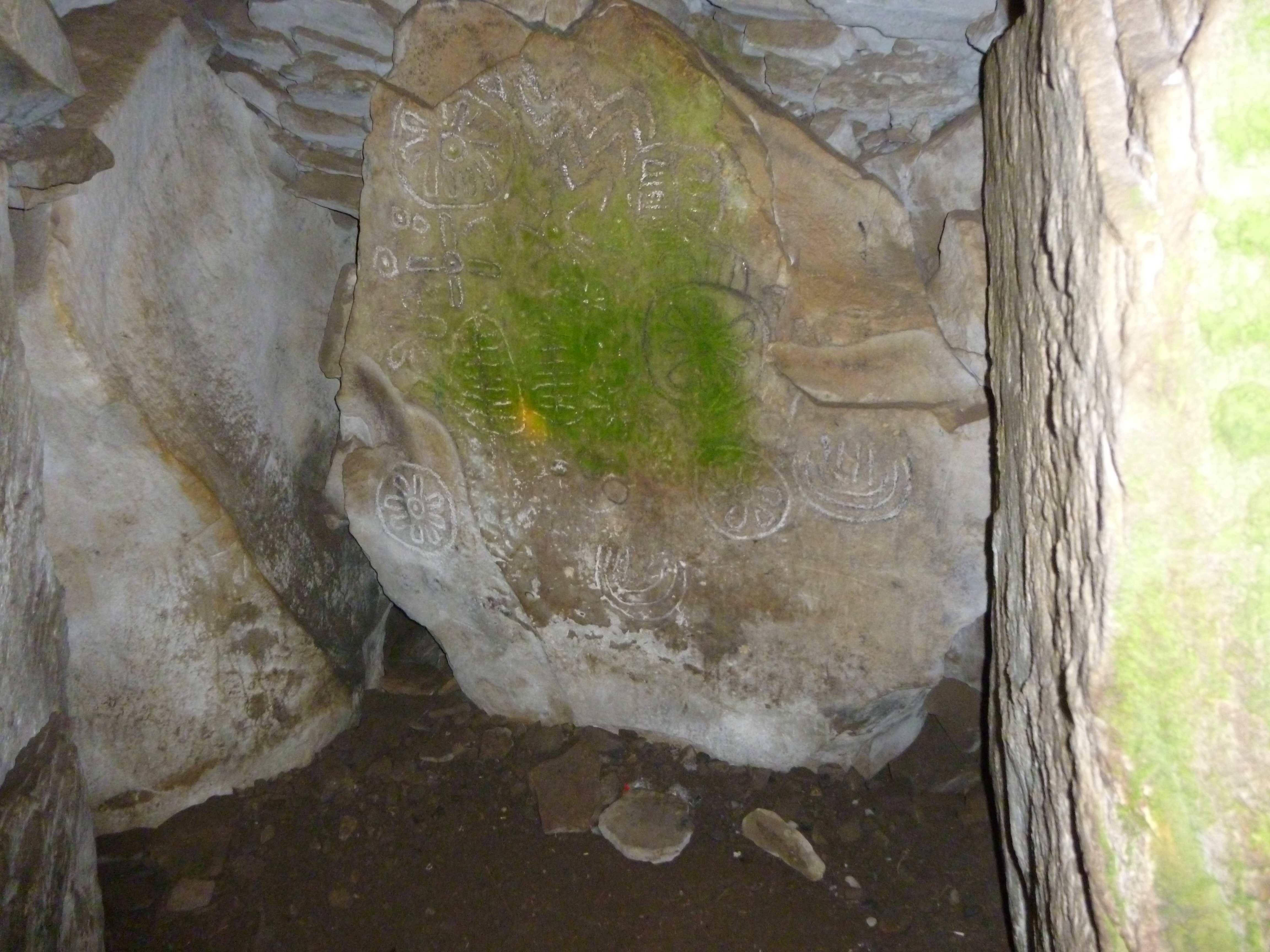
Petrogliefen aan de binnenzijde van de cairn T, Loughcrew, Ierland
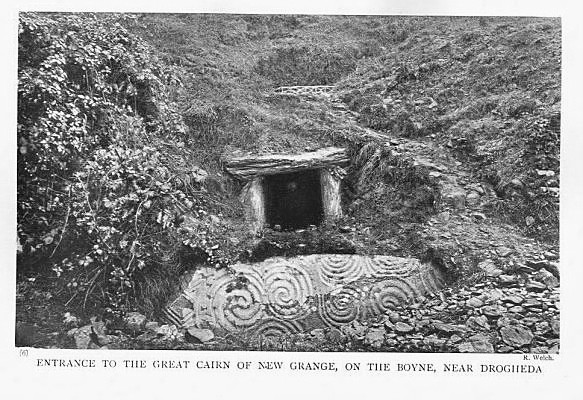
Petrogliefen op een steen voor de ingang van het ganggraf Newgrange, onderdeel van Brú na Bóinne
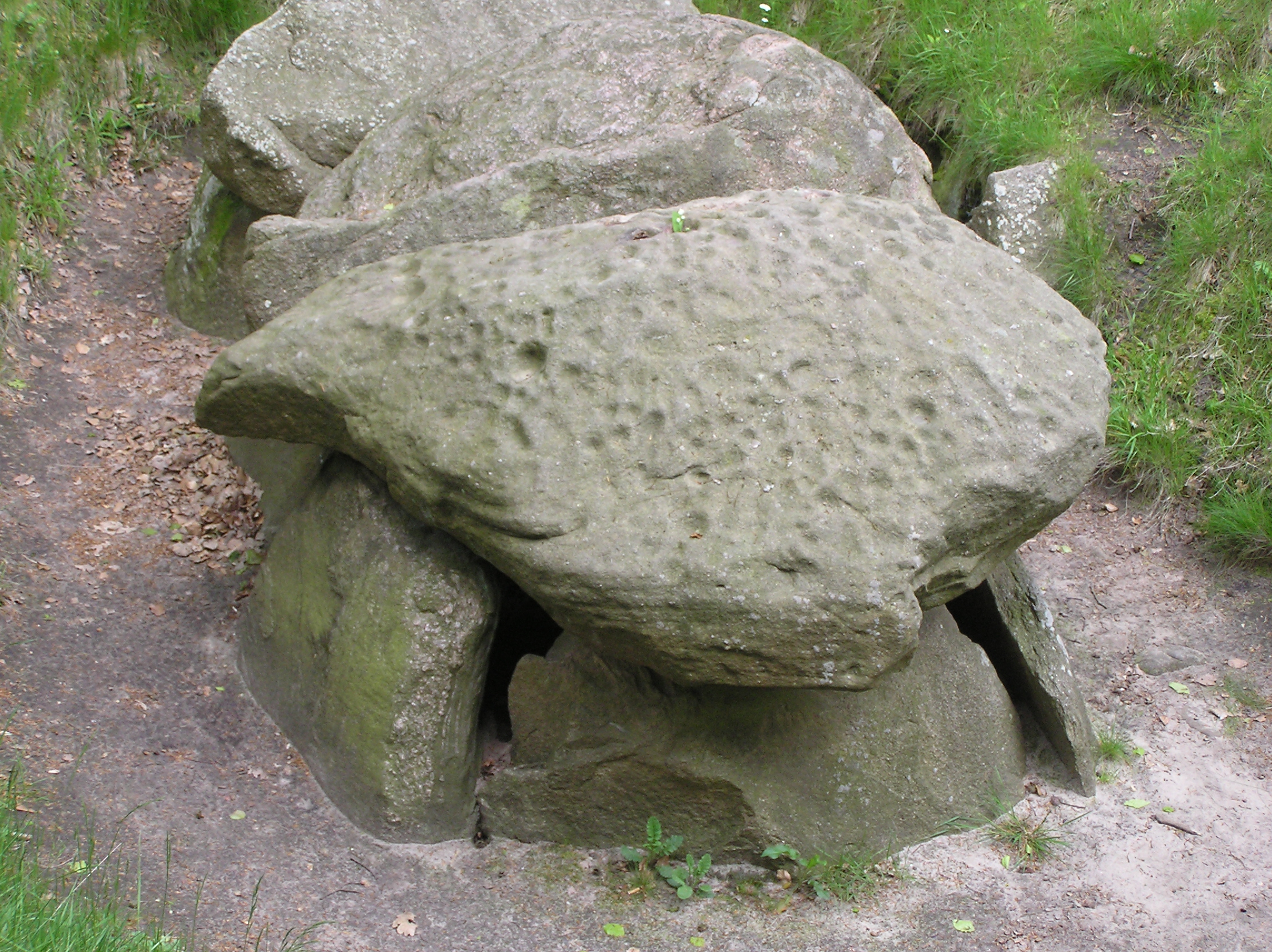
Een Schalenstein als deksteen bij Großsteingrab Bunsoh

## Artefacten
In en rond hunebedden zijn diverse artefacten gevonden.
In de hunebedden in Drenthe zijn kralen van git gevonden. Ook werd bijvoorbeeld barnsteen aangetroffen.

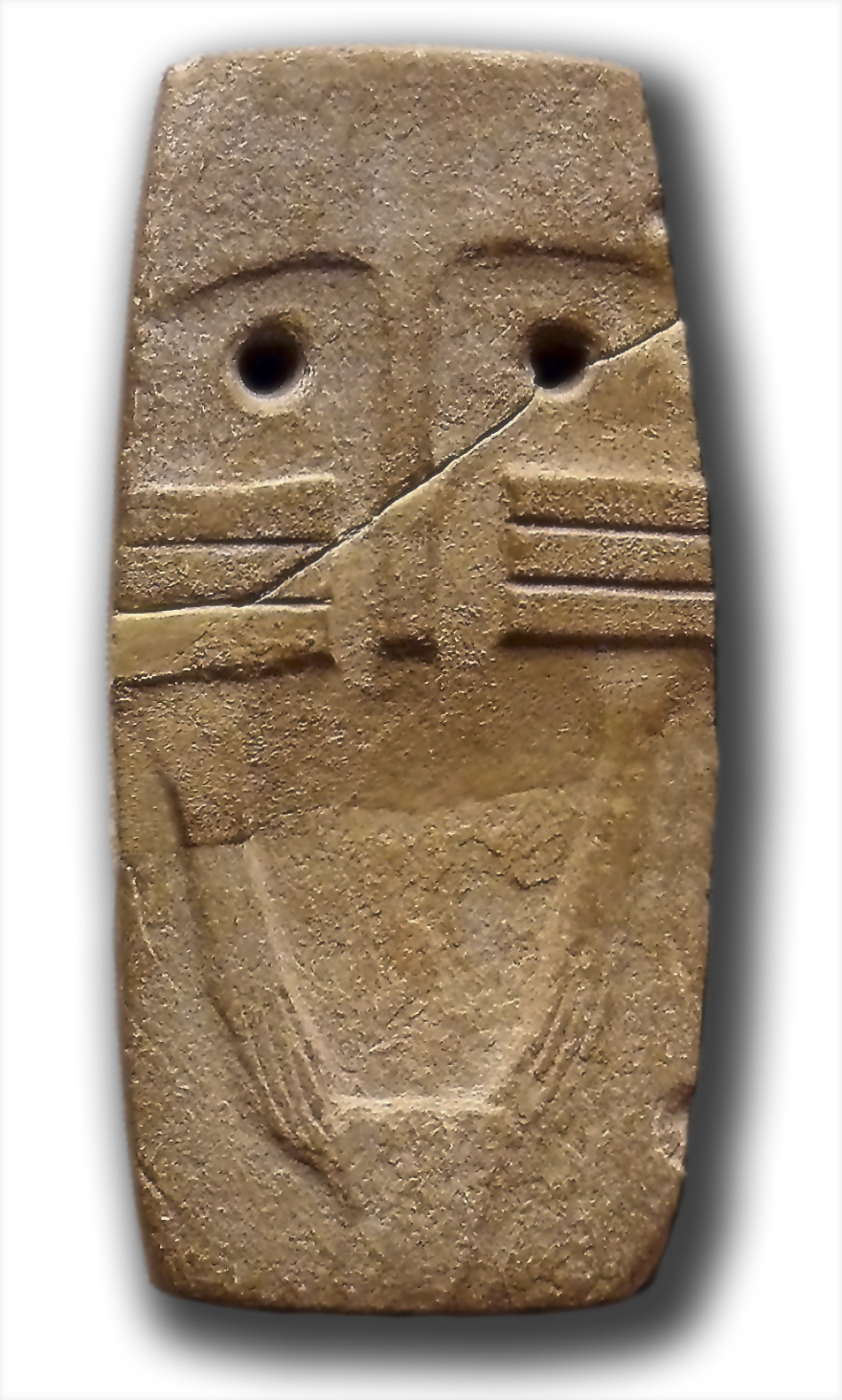
Prehistorische antropomorfe figuur uit de Dolmen van Guadancil, Spanje
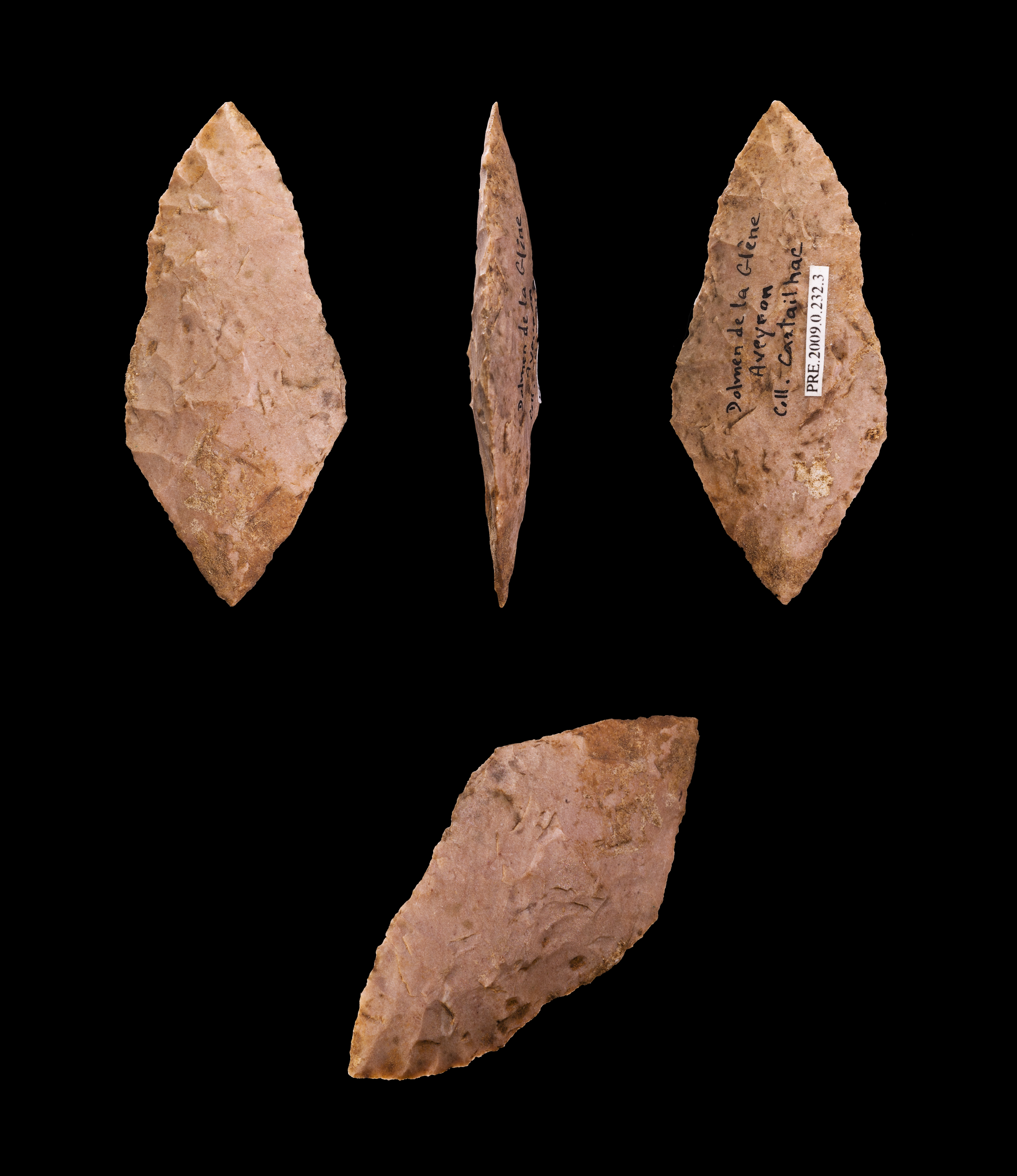
Pijlpunt uit de Dolmen de la Glène, Frankrijk
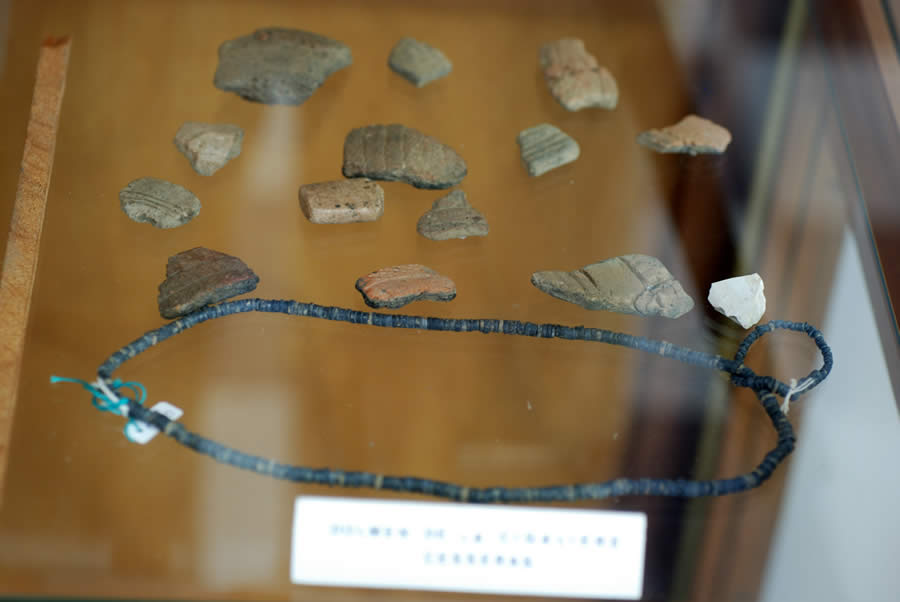
Artefacten uit Dolmens du Midi, Frankrijk
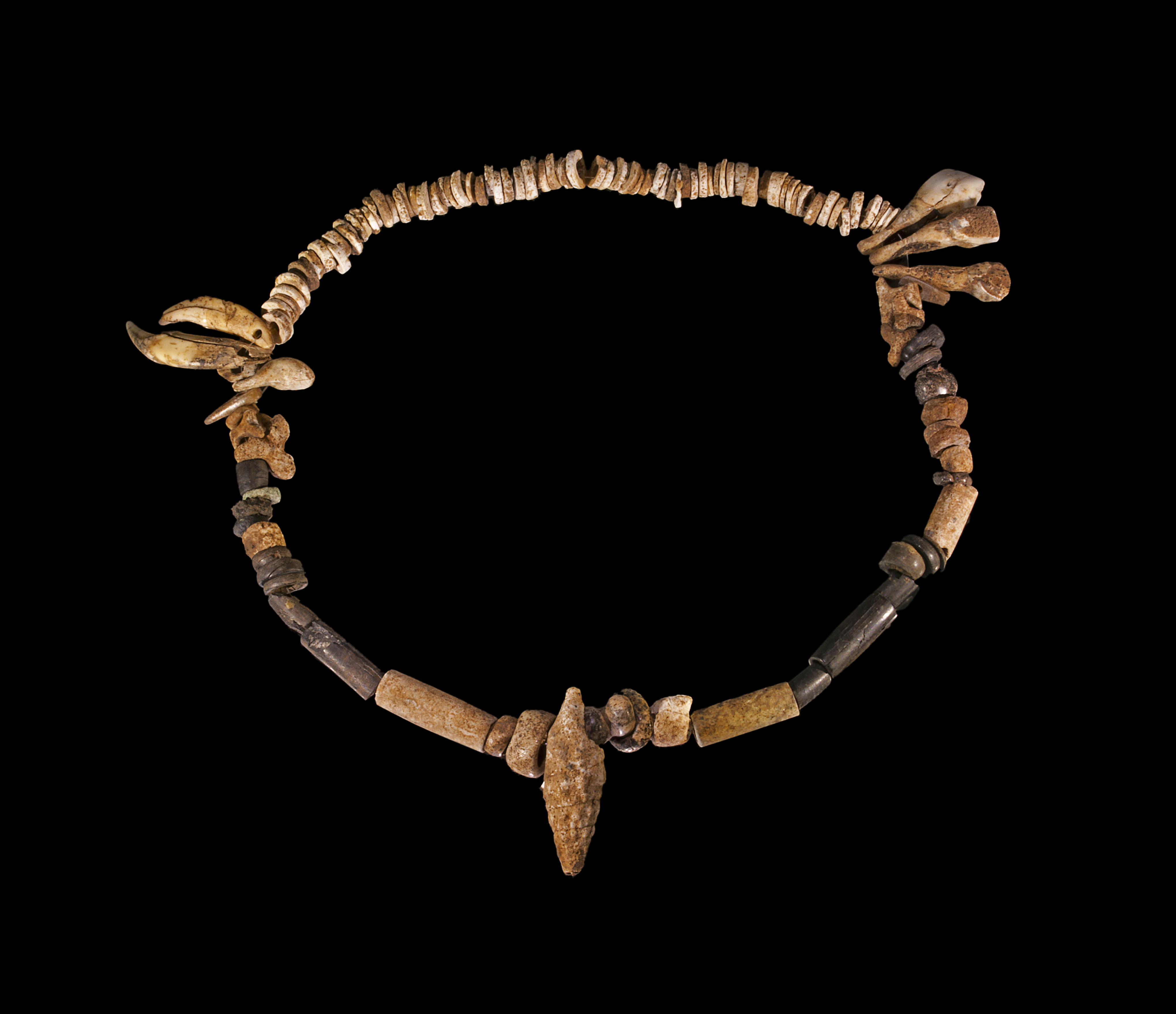
Collier uit de Dolmens de Peyrolevado, Frankrijk

## Verspreiding

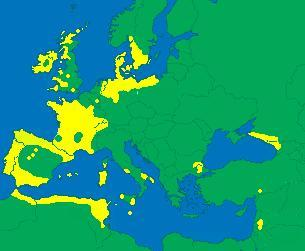
Verspreiding van megalitische bouwwerken

Hunebedden en andere megalithische bouwwerken zijn te vinden langs de kusten van heel West-Europa, van Portugal tot Denemarken en in Groot-Brittannië en Ierland. De hunebedden zijn gebouwd door diverse culturen en verschillen van vorm.

### Noord-Europa
De megalithische graven van Noord-Europa werden gebouwd tussen 3500 en 2800 v.Chr., hoofdzakelijk tijdens de Trechterbekercultuur, maar ook tijdens de Wartbergcultuur en de Walternienburg-Bernburgercultuur.

#### Nederland

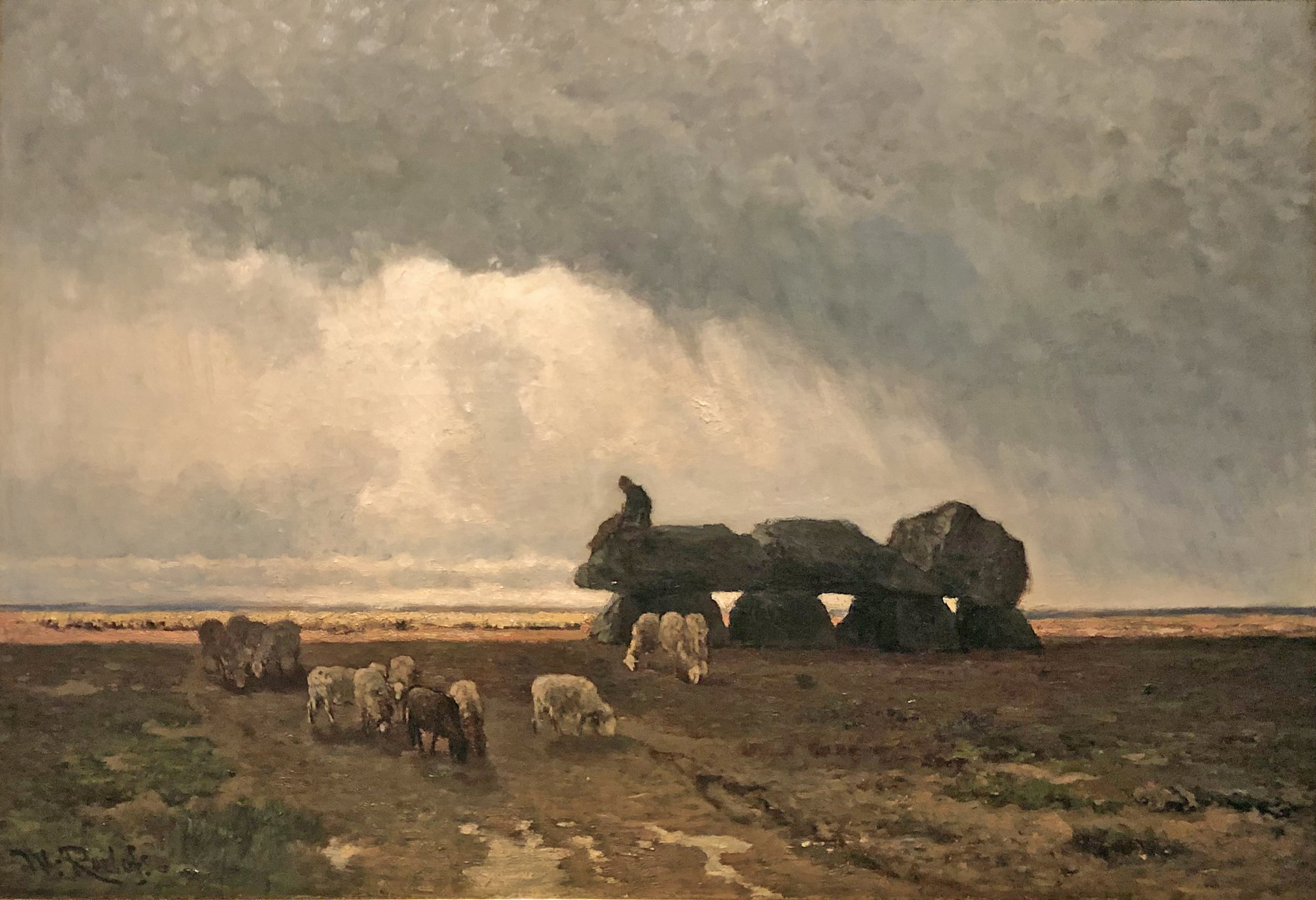
Het hunebed D6 in Tynaarlo, Willem Roelofs, 1861

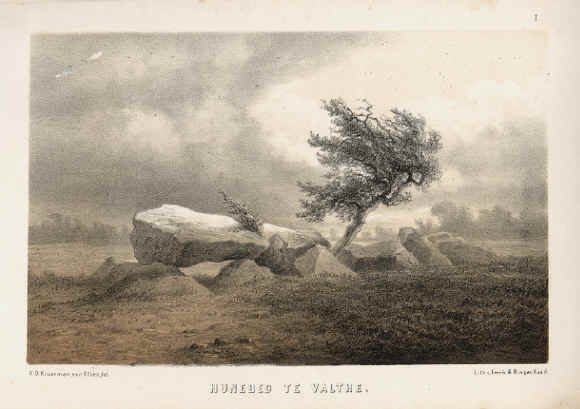
De litho Hunebed te Valthe door Hendrik Dirk Kruseman van Elten (1829-1904) geeft D36 weer

De hunebedden in Nederland zijn gebouwd tussen 3350 en 3050 v.Chr., in de meest westelijke uitloper van het territorium van de trechterbekercultuur, die verder doorloopt tot in het oosten van Duitsland. Qua stijl en locaties vertonen ze grote overeenkomsten met de hunebedden in Sleeswijk-Holstein, Noordrijn-Westfalen en met name het Eemsland.
Naar schatting waren er in Noord-Nederland 80 tot 100 hunebedden, de meeste daarvan in Drenthe. De Nederlandse hunebedden zijn in kaart gebracht door Albert van Giffen, hij gaf ze ook de nummering die nog altijd gebruikt wordt. Van de 54 hunebedden die nu nog in Nederland zichtbaar zijn, staan er 52 in de provincie Drenthe. De andere twee staan in de provincie Groningen. Van 27 verdwenen hunebedden lagen er 20 in Drenthe, 4 in Groningen, 2 in Overijssel en 1 in Friesland. De plaats van 18 gesloopte hunebedden is nog bekend. In Utrecht ligt de Kei van Lage Vuursche, er is nooit wetenschappelijk onderzoek gedaan naar dit bouwwerk (wat mogelijk een hunebed is).
In Nederland is de lengterichting van de hunebedden voornamelijk van oost naar west georiënteerd. Deze oriëntering is mogelijk astronomisch bepaald. Ten eerste door de zon: de lengterichting kan aan de hand van de op- of ondergaande zon bepaald zijn, en de verlichting binnenskamers profiteert van een ingang op het zuiden. Ten tweede is er een verband met de opkomstpunten van de maan voorgesteld.
Een ingang ligt bij hunebedden in Nederland meestal aan de oost- of zuidkant van de steenkamer. Er zijn 13 hunebedden in Nederland waar nog één of meerdere kransstenen aanwezig zijn en er zijn enkele hunebedden met napjesstenen (vaak als deksteen).
In Nederland worden de bouwwerken in het algemeen hunebed genoemd, maar er zijn diverse type bouwwerken. In Nederland komt het portaalgraf en het ganggraf het vaakst voor, er is in Nederland een langgraf (in Emmen) en ook een trapgraf.
In 2017 werden alle hunebedden in Nederland met behulp van fotogrammetrie opgenomen in een 3D-atlas die voor het publiek gratis toegankelijk is. De data zijn verkregen uit een samenwerking van de Provincie Drenthe en de Rijksuniversiteit Groningen, gesubsidieerd door de Gratama-stichting.

#### Denemarken

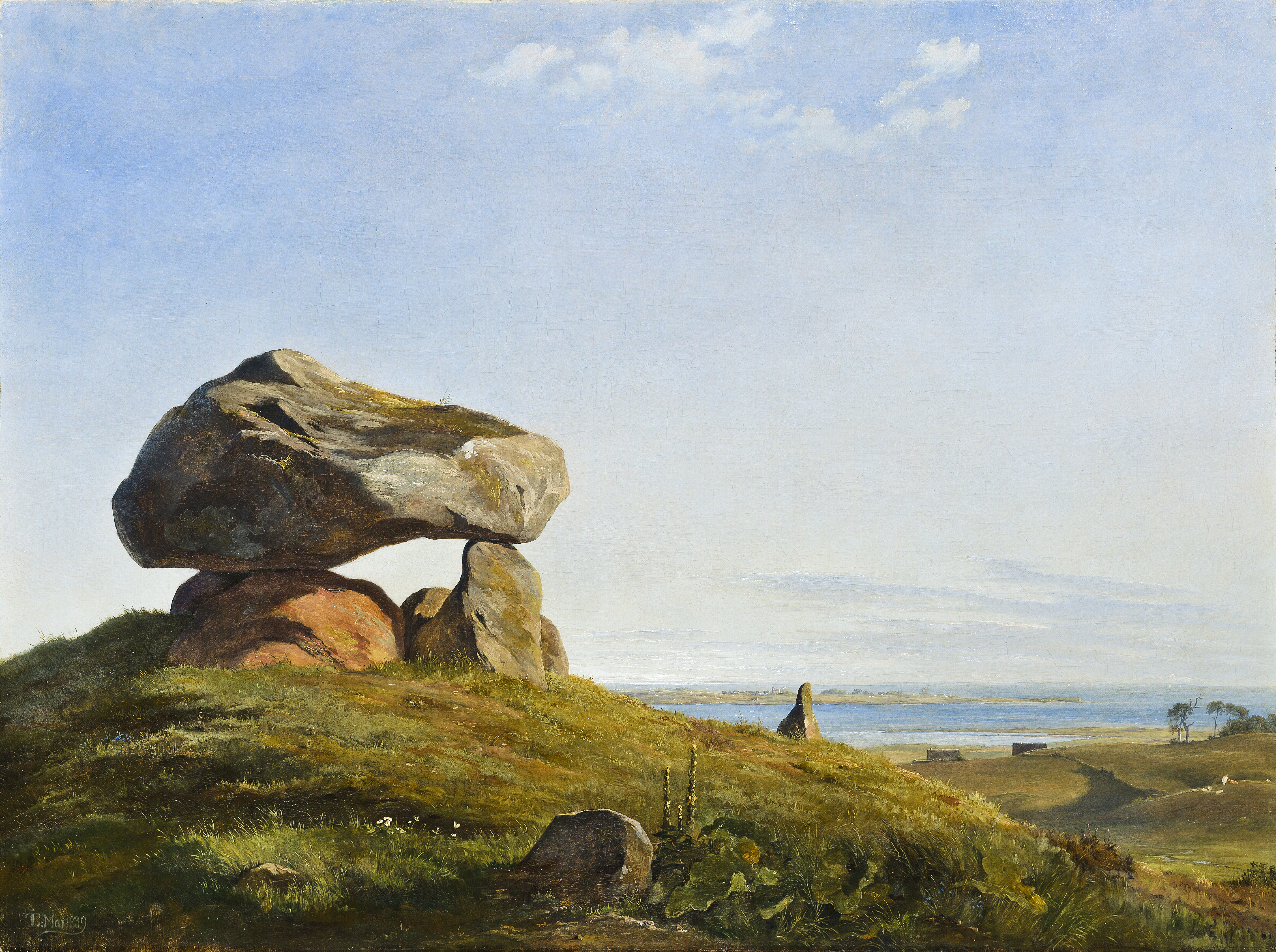
En gravhøj fra oldtiden ved Raklev på Refsnæs, Johan Thomas Lundbye

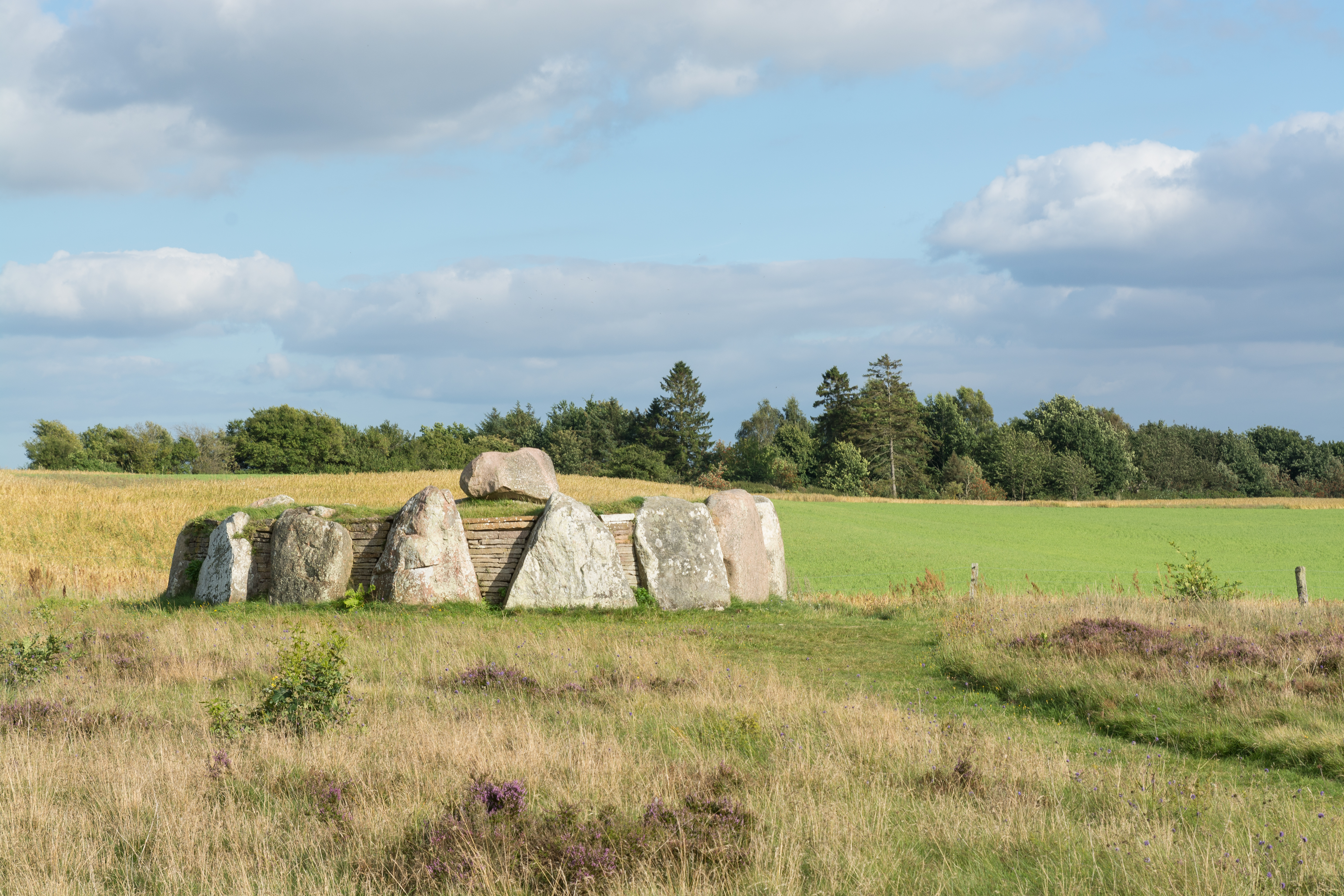
Runddysse bij Tustrup

Er zijn in Denemarken nog 2.500 hunebedden (oldtidsgrave , stendysse of dysse) te vinden. Naar schatting waren hier 25.000 megalithische grafkamers. Langeland heeft het grootste aantal hunebedden per km² ter wereld.
Rond 3500 v.Chr. begon men met de bouw en werden duizenden hunebedden opgericht. Rond 3200 v.Chr. ontwikkelde het hunebed zich tot een ganggraf; het lag in de omgeving van velden en huizen. Het was niet alleen een plek van de doden, maar toonde ook de rechten van de familie op het gebied.
De oudste vorm, de runddyssen, bevatte een grafkamer en had een ronde vorm. Er zijn in Denemarken, bijvoorbeeld op het eiland Seeland en op Jutland, hunebedden met een polygonale vorm.
Er werden soms in latere periodes extra kamers gebouwd en het bouwsel werd dan in zijn totaliteit uitgebreid. Er zijn hunebedden met vijf grafkamers aangetroffen. De lengterichting is meestal noordwest-zuidoost en de opening ligt naar het zuidoosten. Een langdysse heeft meestal een lengterichting oost-west.
In Denemarken zijn skeletresten aangetroffen in meerdere hunebedden.
In Denemarken wordt alleen een onderscheid gemaakt tussen hunebedden (Dysse, Döse) en ganggraf (Jættestue, Jætte = reus (Deens)). In Denemarken wordt de heuvel in de nomenclatuur betrokken (Rund- en Langdysse). Tegenwoordig wordt de term dysse vooral gebruikt voor de bouwsels die niet geheel met een heuvel (høj, zie grafheuvel) bedekt zijn.
Op Bågø liggen de restanten van een langdysse en op Lyø liggen de Klokkestenen en de Store Stenshøj.
En gravhøj fra oldtiden ved Raklev på Refsnæs is een schilderij van Johan Thomas Lundbye uit 1839, dat zich bevindt in de collectie van het Thorvaldsens Museum te Kopenhagen. Een ander beroemd schilderij is van Dankvart Dreyer met de Runddysse Kæmpehøj op Brandsø (de Langdysse Svenskehøj ligt enkele honderden meters verderop).
Peter Vilhelm Glob was een archeoloog die zich onder andere met hunebedden bezig hield. Olaus Wormius schreef een aantal verhandelingen over hunebedden en verzamelde teksten in het runenschrift (runen).

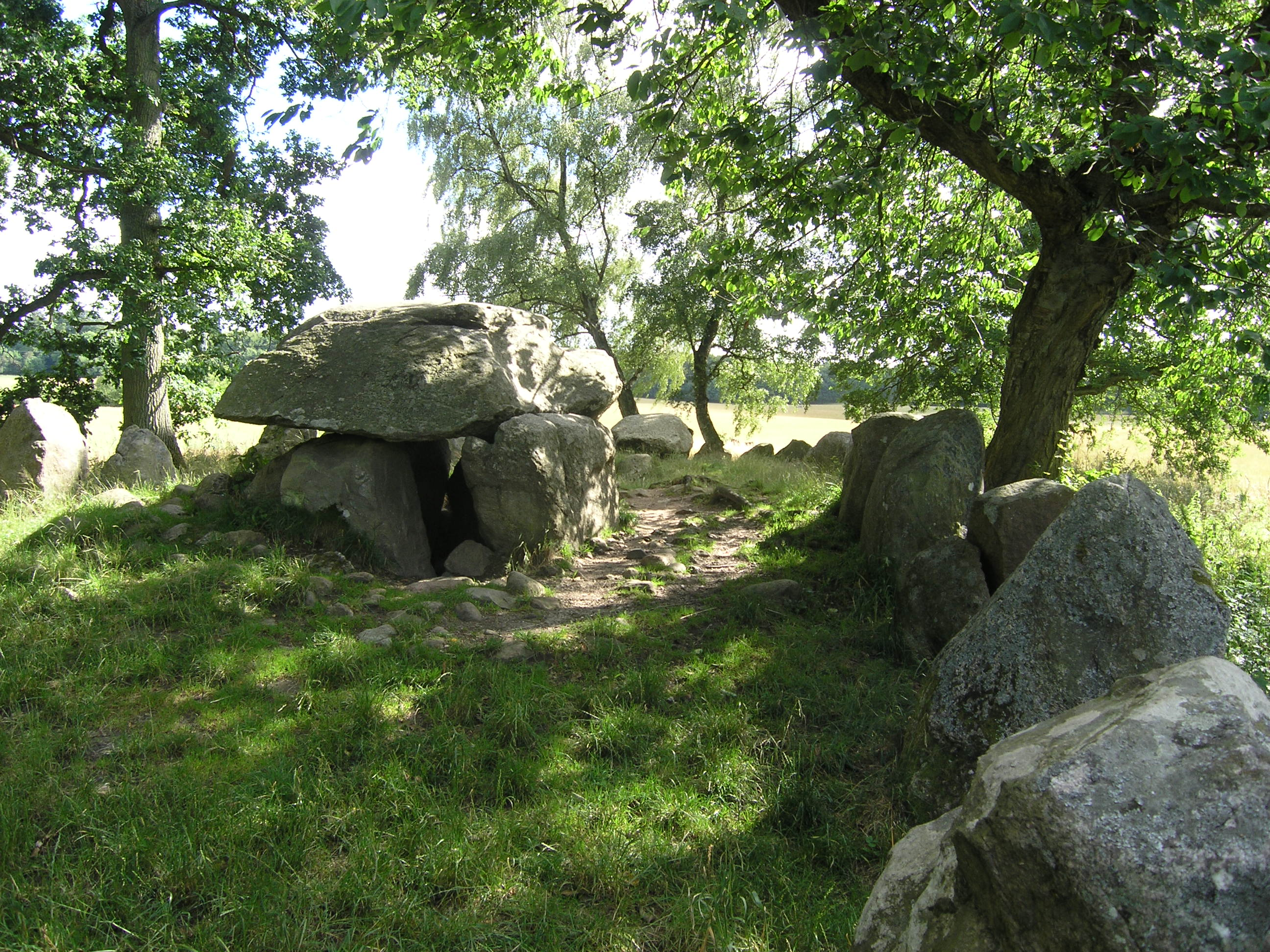
Er zijn twee grafkamers in het 40 meter lange Kongedyssen of Dæmpegårdsdyssen (3000-2800 v.Chr.) bij Tokkekøb Hegn, één is nog intact
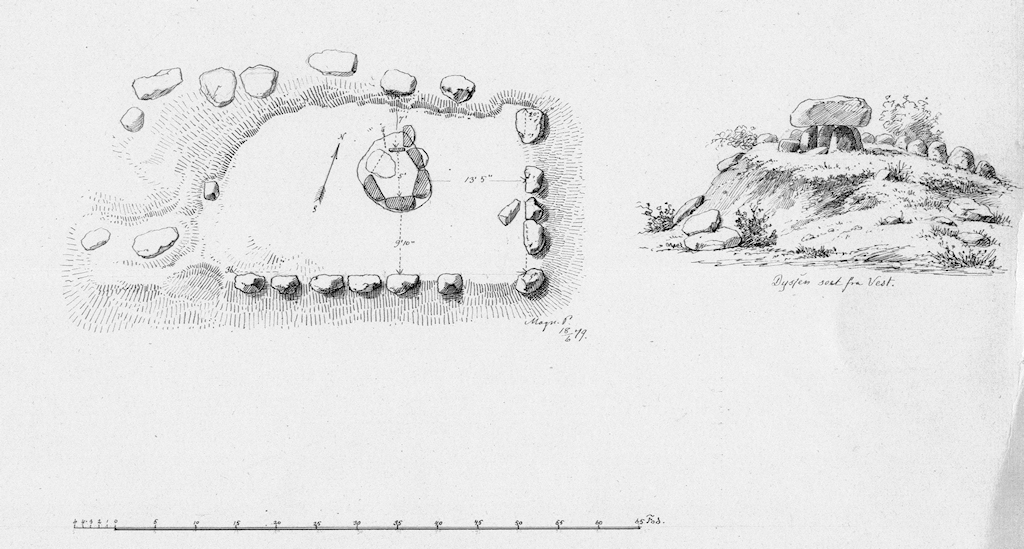
Tekening van Sløserup Langhøj, Magnus Petersen, 1879
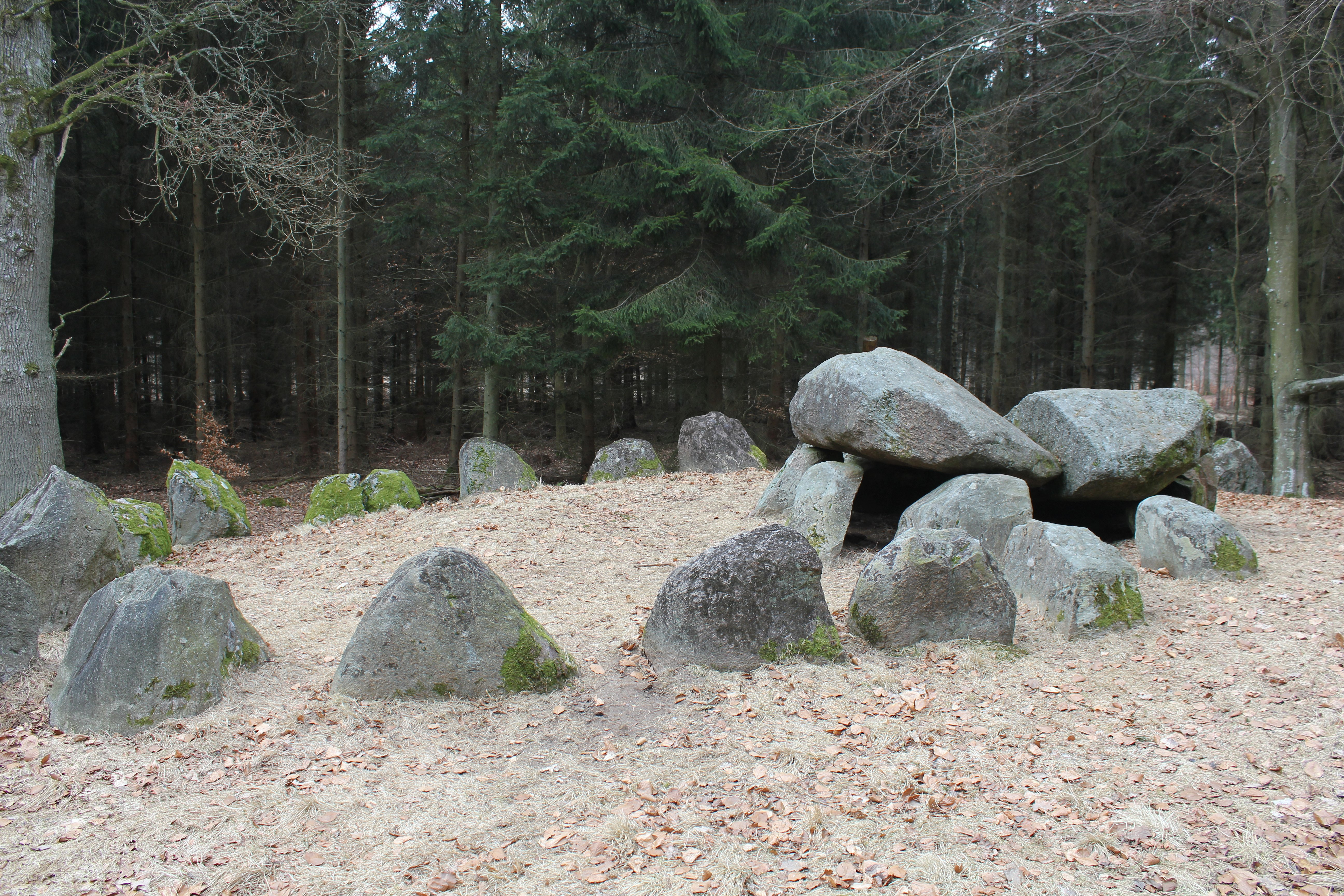
Valby Hegn
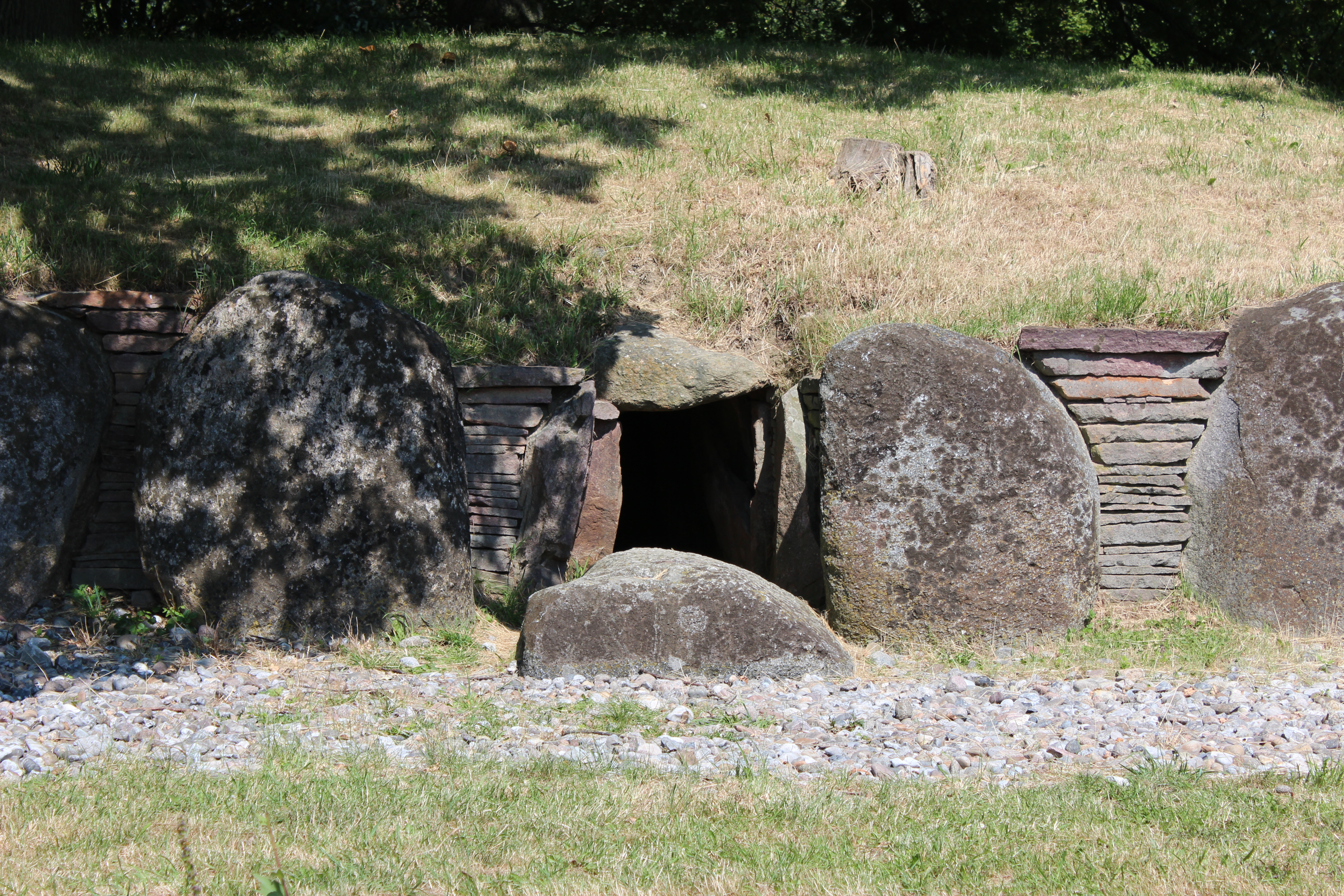
De ingang van het ganggraf Kong Svends Høj
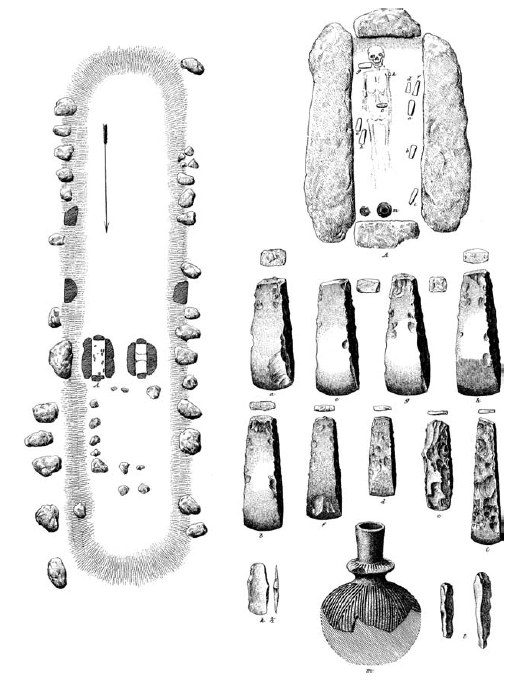
Dolmen bij Bogø met grafgiften, Gravhøje og Gravfund fra Stenalderen i Danmark: Det Østlige Danmark, 1896

#### Duitsland

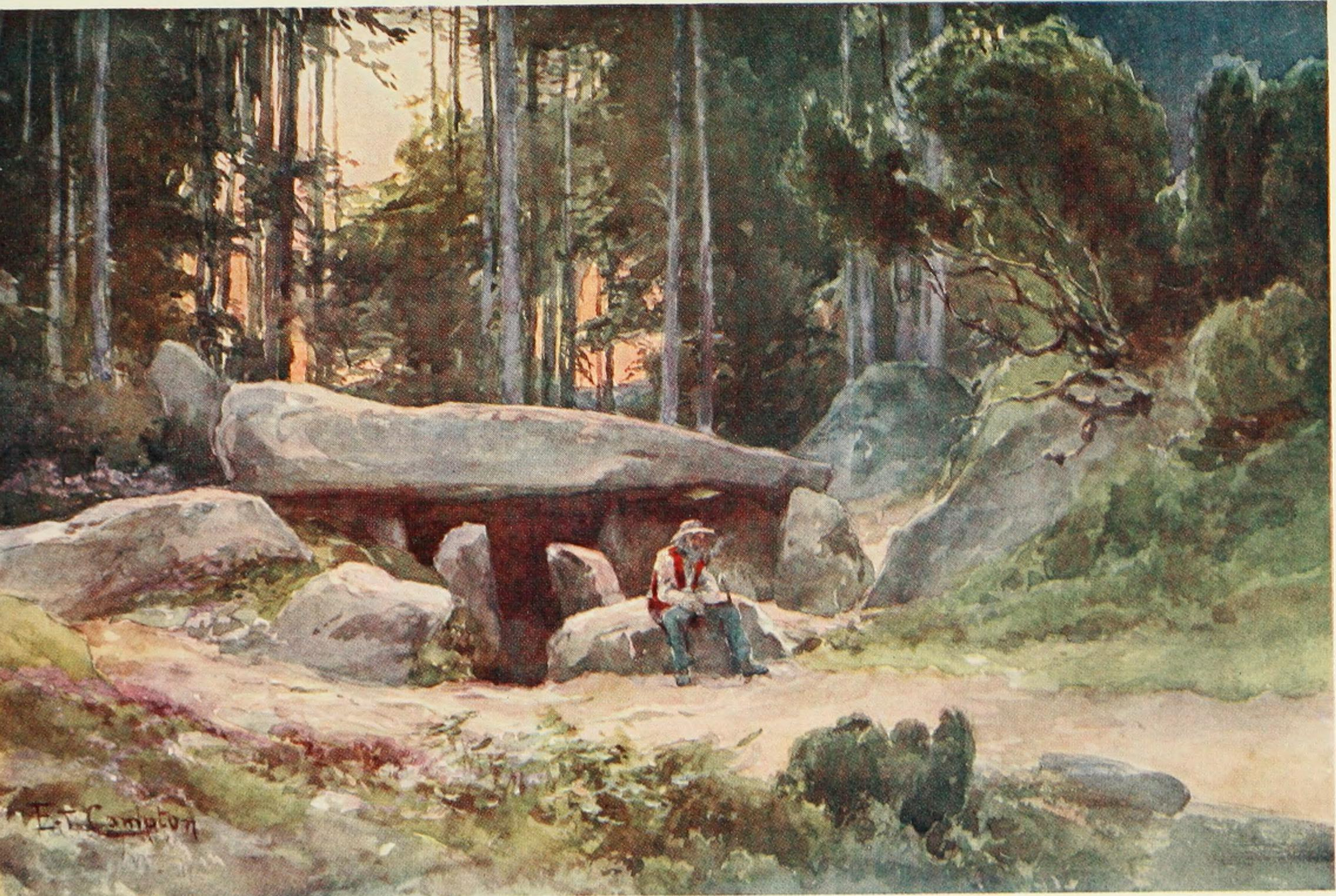
Afbeelding van een hunebed op de Lüneburger Heide, 1912

In het noordwesten van Duitsland zijn enkele honderden hunebedden (Dolmen, Hünengrab, Hünenbett, Hünensteine, Steinsetzung, Riesenbett, Megalithgrab of Großsteingrab), waarvan vele met rust zijn gelaten en sommige veel groter zijn dan de Drentse. In Duitsland wordt ook wel de benaming Dolmen (Steintisch) gebruikt. In Duitsland wordt onderscheid gemaakt naar bouwtype. De benaming hunebed wordt gebruikt voor een grafkamer met een rechthoekige steenkrans. Veel megalieten werden verzameld in de Atlas der Megalithgräber Deutschlands van Ernst Sprockhoff, hij gaf de bouwwerken ook een nummer wat tegenwoordig nog altijd wordt gebruikt.

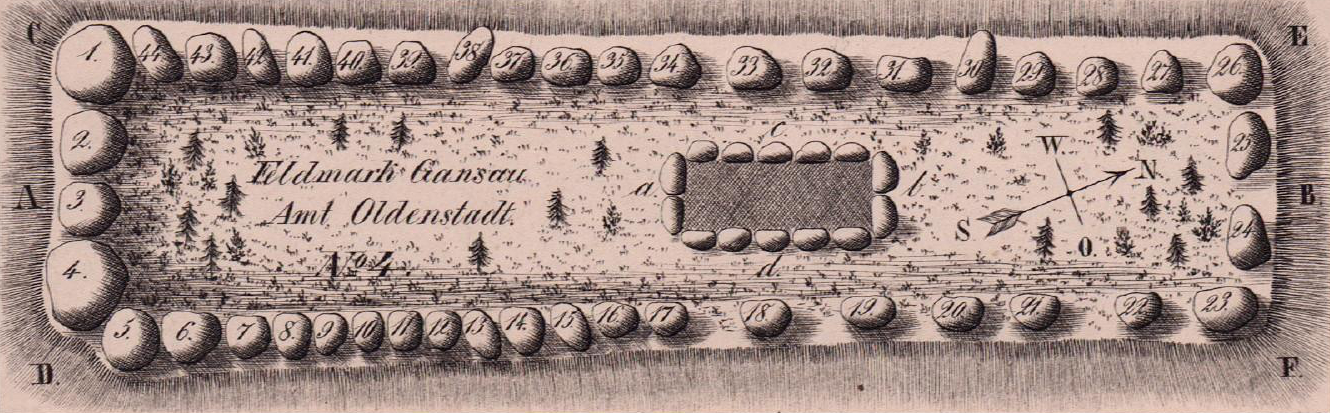
Het (inmiddels vernietigde) Großsteingrab Hanstedt II 1, Sprockhoff-No. 772
Georg Otto Carl von Estorff, Heidnische Alterthümer der Gegend von Uelzen im ehemaligen Bardengaue (Königreich Hannover), Hannover 1846

Ook in Duitsland zijn inmiddels veel hunebedden verdwenen. In 1846 telde Georg Otto Carl baron van Estorff bijvoorbeeld 219 hunebedden in de omgeving van Uelsen. Er zijn nu nog 17 in het gebied overgebleven. In zijn Heidnische Alterthümer der Gegend von Uelzen im ehemaligen Bardengaue (Königreich Hannover) waren ook tekeningen van de bouwwerken opgenomen. In Duitsland werden in 1939 binnen de toenmalige grenzen nog 900 hunebedden geteld.
De bouw van de hunebedden wordt gedateerd tussen 3500 en 2800 v. Chr. In Duitsland zijn de hunebedden gebouwd door de Trechterbekercultuur en de Wartbergcultuur (ook wel Kragenflaschenkultur genoemd). De hunebedden in Nedersaksen behoren, net als de hunebedden in Nederland, tot de westgroep van de Trechterbekercultuur. Er zijn secundaire begravingen en kogelamforen van de Kogelamforacultuur aangetroffen in hunebedden ten westen van de Elbe.
Bij bepaalde hunebedden werd in vroeger dagen recht gesproken, zoals bij Großsteingrab Gerichtsstätte, de Gerichtsberg bij Daugzin en Denghoog (zie ook ding (rechtspraak)). Het kwam vaak voor dat hunebedden werden gebruikt als verzamelplaats voor vergaderingen en als rechtbank. In Duitsland hebben hunebedden vaak een naam. Ook komt het voor dat plaatsen zijn vernoemd naar het hunebed, zoals bij de Große Steine von Stenum in Stenum.
Op diverse hunebedden worden napjes aangetroffen; zie napjessteen.

#### Noorwegen

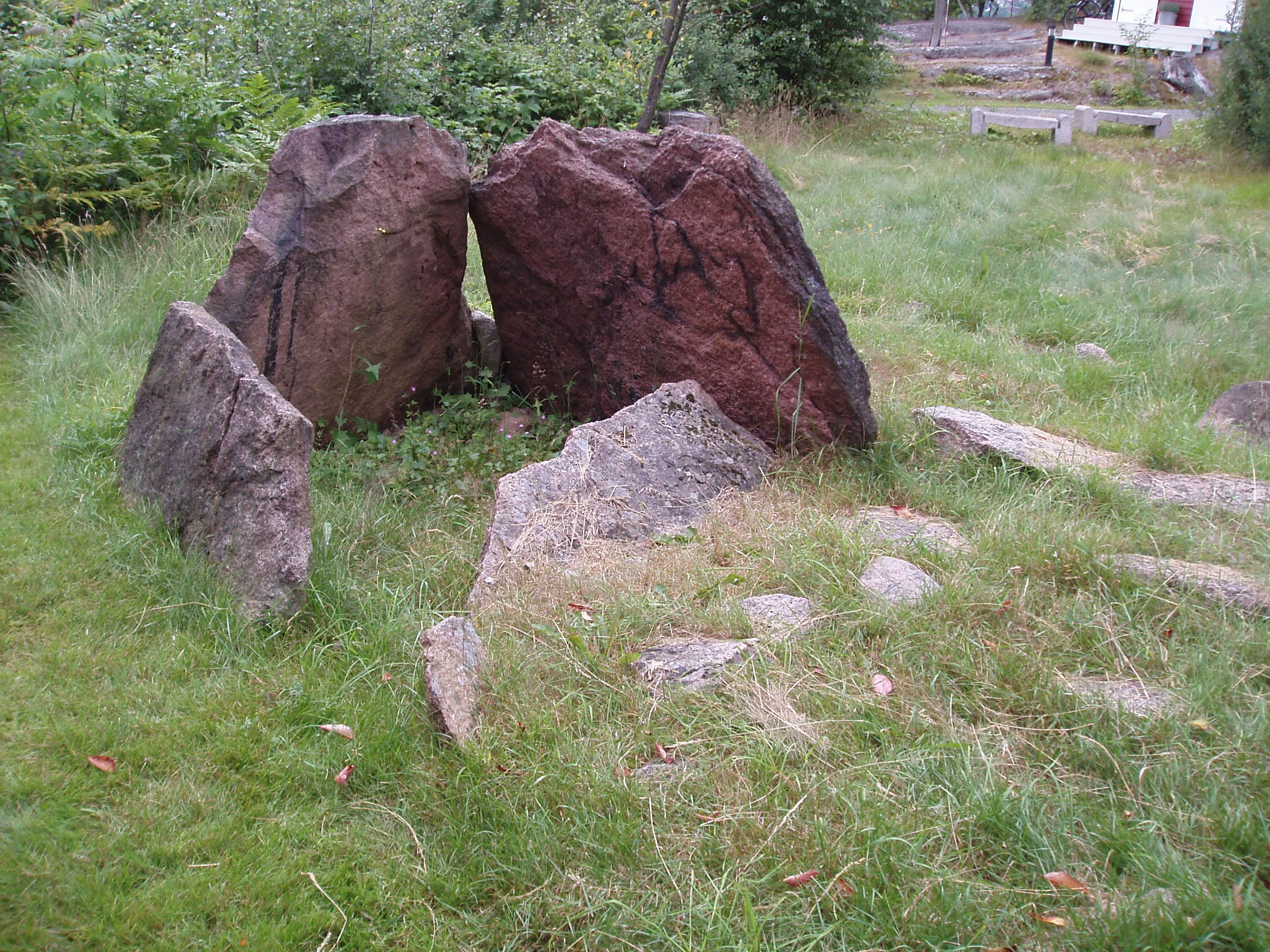
Hunebed Holmsbu 1 in Rødtangen, gedateerd 3600-3250 v.Chr.

In Noorwegen worden hunebedden 'Dysse, Stendysse, Steinalderdysse en Jaettestuer genoemd. Als de dekheuvel rond is, spreekt men over een Runddysse en bij een rechthoekige heuvel over een Langdysse. Er wordt onderscheid gemaakt tussen deze monumenten en het ganggraf (Ganggrav).
Hunebedden zijn zeldzaam in Noorwegen; er zijn er slechts vijf bekend. Daarvan zijn er slechts twee bewaard gebleven. Jurist en archeoloog Anders Lorange schreef in 1872 over de Skjeltorpdyssen in Skjeberg; dit bouwwerk bleef waarschijnlijk tot 1855 onaangetast. In 1903 werden de laatste overgebleven stenen weggehaald. In 1908 en 1913 onderzocht archeoloog Gabriel Gustafson de vindplaats. Tijdens het bezoek van professor in de archeologie Sverre Marstrander in 1938 was er niets meer van te zien. In 1930 blies men de laatste resten op om plaats te maken voor akkerbouw. Gustafson maakte op basis van beschrijvingen van oude mensen uit de streek een reconstructietekening. De Skjeltorpdyssen werd in 1944, op 200 meter ten oosten van de oorspronkelijke vindplaats, gereconstrueerd. In 1979 werden sporen van het originele hunebed teruggevonden. In het onderzoek van Einar Østmo in 1980 en 1981 werden artefacten van de trechterbekercultuur aangetroffen; ook vond hij delen van de grafkamer terug. Met behulp van C14-datering werd het hunebed gedateerd tussen 4560 v.Chr. en 4270 v.Chr. Deze datering komt overeen met de ouderdom van vondsten in Denemarken en Zuid-Zweden.
Later onderzocht Einar Østmo ook (de overblijfselen van) hunebedden in Rødtangen in Buskerud.

#### Zweden

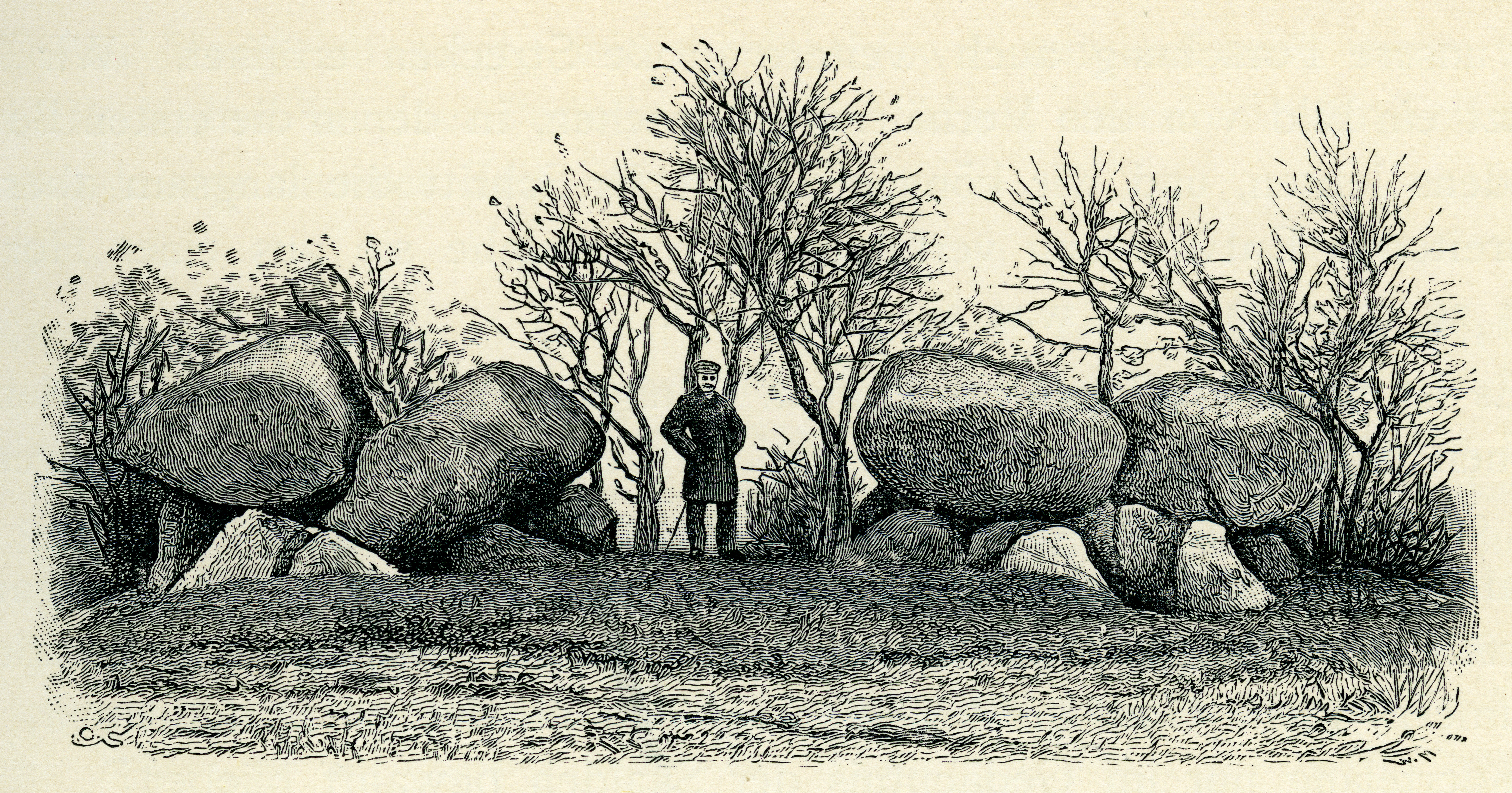
Het dubbele doorgangsgraf in Skåne, 1906)

In het zuiden en westen van Zweden zijn nog honderden megalithische monumenten te vinden, bijvoorbeeld in Halland, Bohuslän en Schonen. In Zweden zijn ook menselijke resten aangetroffen in de bouwwerken. Er zijn echter ook vele hunebedden zonder sporen van menselijke resten. Vaak is wel aardewerk aangetroffen.
Ze worden aangeduid als stenkammergrav (steenkamergraf), stendös of dös. De oudste dösen zijn gebouwd als een rechthoekige kamer met daarom een langwerpige (rechthoekige of soms ronde) kring van stenen (långdös). Deze kring kan één of meerdere kamers bevatten. Jongere dösen hebben een meer vierkante of ronde kamer, meestal met een ronde heuvel en steenkring (aangeduid als runddös). Soms bevat het bouwwerk bij de ingang enkele dwarse stenen, die een poort vormen.
Een van de voorkomende types is het ganggraf (gånggrift), bijvoorbeeld Örenäsgånggriften bij Landskrona. Daarnaast komt ook het Fröböke-type (Zweeds: „Järnålder dös“) voor in Halland, Småland, op Öland (Vi alvar) en in het zuidwesten van Västergötland.  Ook in delen van Denemarken, Karelië, Noorwegen en Finland komt dit type voor. Het Fröböke-type stamt uit de ijzertijd.
Bolmsö heeft 530 historische overblijfselen; waaronder dolmens.

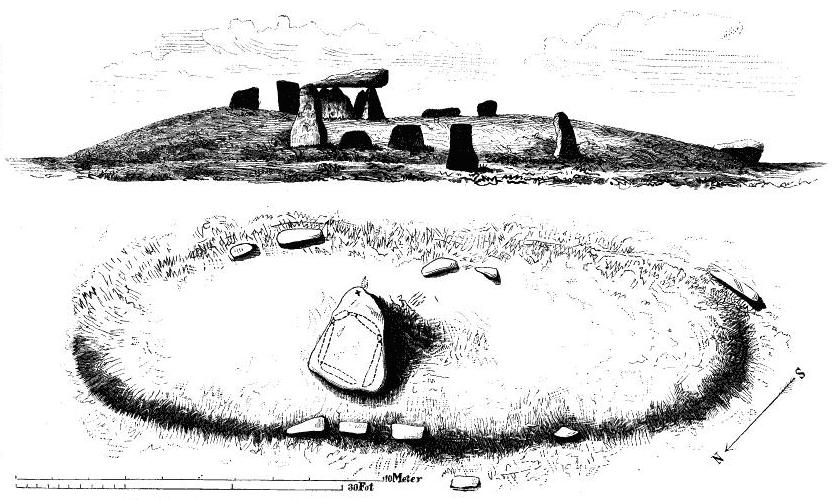
Långdös van de zijkant en bovenkant. De kamer is goed zichtbaar
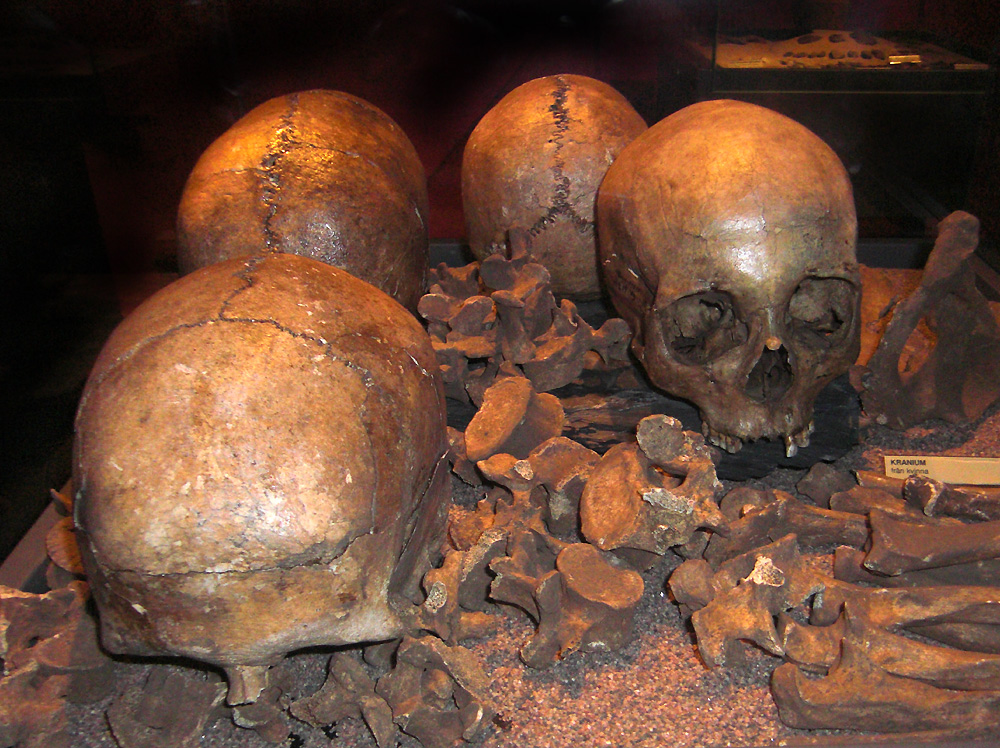
Schedels, aangetroffen in de Slutarp dolmen (onderzocht in 1910) en tegenwoordig in het Falbygdens museum te bezichtigen
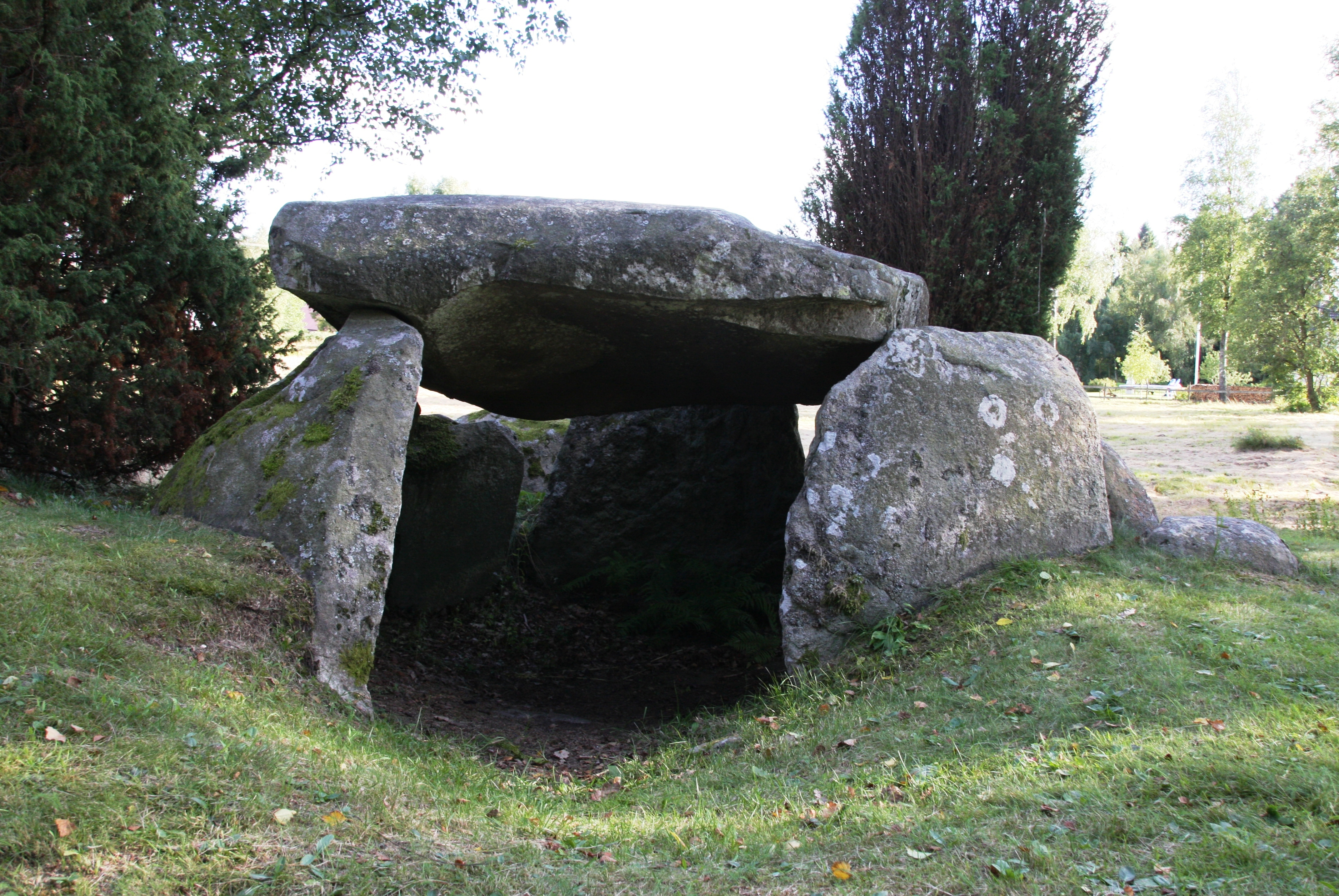
Gånggrift
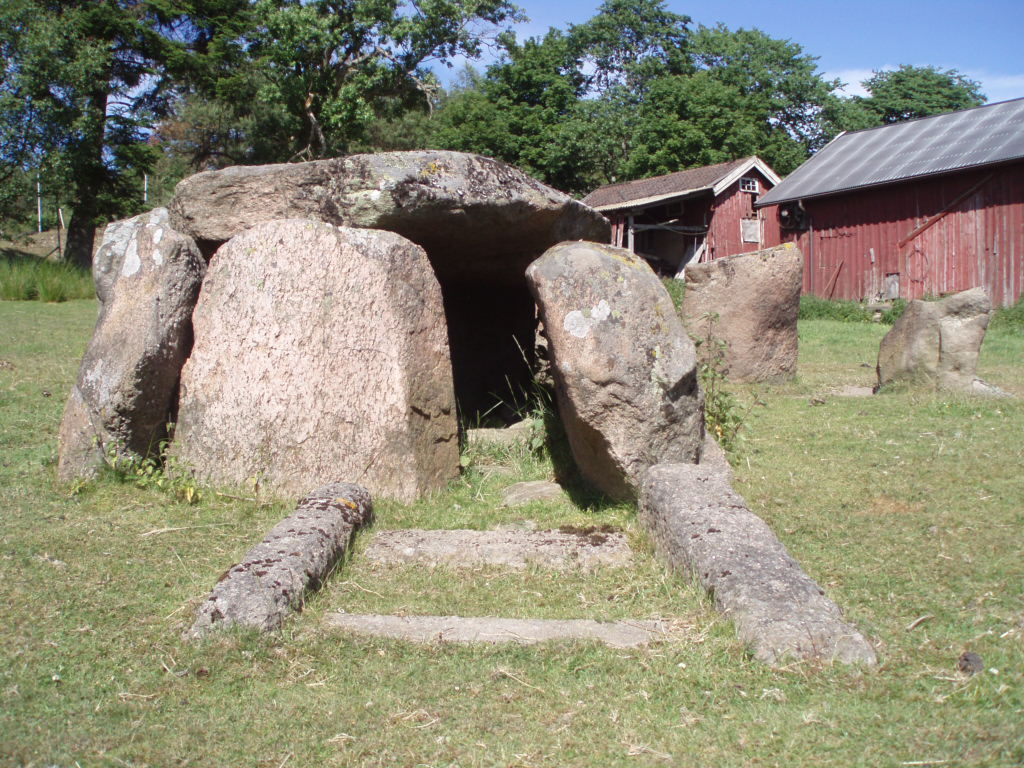
Koningin Hacka's graf (Drottning Hackas grav) op Hisingen
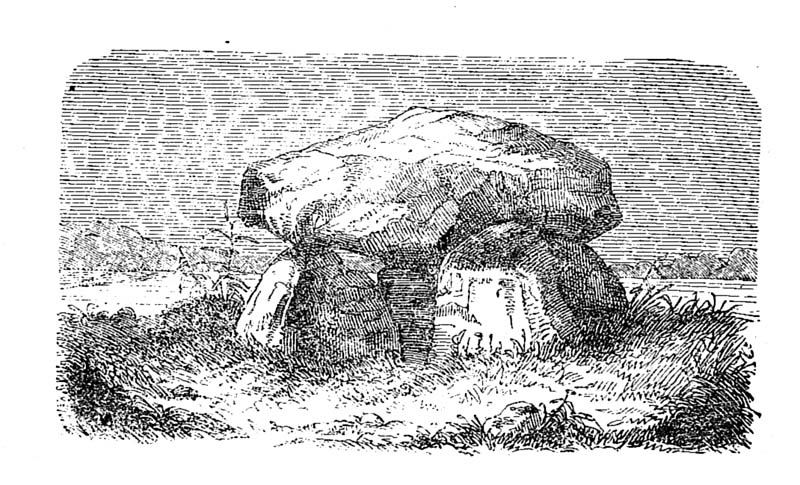
Een dolmen in Zuid-Zweden, Jovan Zujovic (1856-1936)

### West-Europa
De megalithische graven in Atlantisch Europa zijn gebouwd door verschillende culturen, die meestal echter teruggaan op Chasséen-tradities, zoals de Seine-Oise-Marnecultuur.

#### Kanaaleilanden

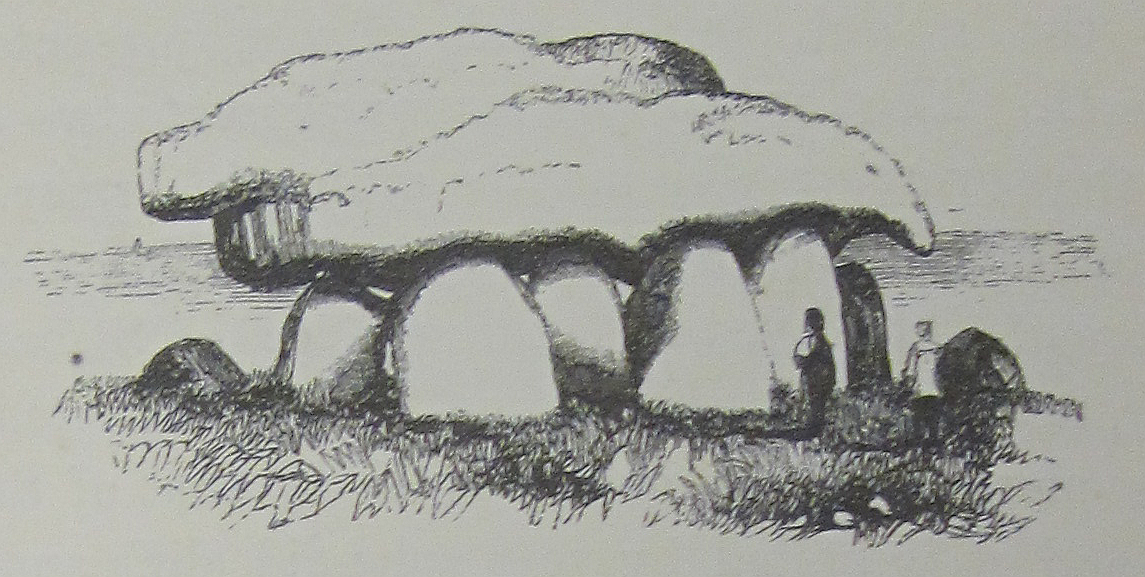
Twee mannen bij een dolmen op Jersey, The Islets of the Channel, 1858

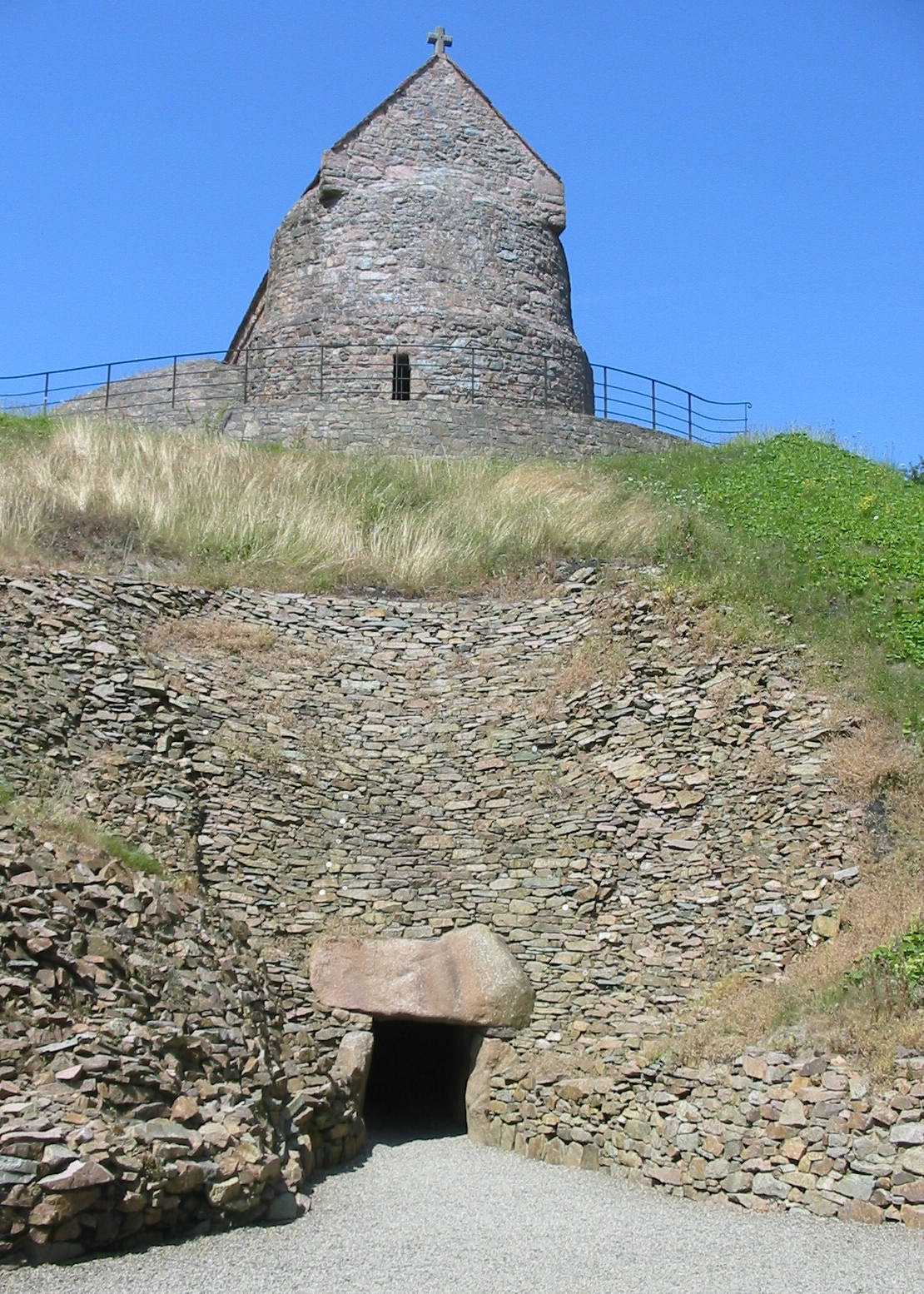
Ingang van het ganggraf La Hougue Bie op Jersey

Ook op de Kanaaleilanden, gelegen in het Kanaal vlak bij Frankrijk zijn dolmens te vinden.
De belangrijkste dolmens op Jersey zijn La Hougue Bie, La Pouquelaye de Faldouet, Le Mont Ubé, Le Couperon, La Sergenté, Les Mont de Grantez, La Hougue des Géonnais, Ville-ès-Nouaux, The Broken Menhir, The Ossuary, The Little Menhir, The Great Menhir, La Table des Marthes, Les Trois Rocques, Les Monts de Grantez, La Sergenté, La Hougue des Géonnais, La Table des Marthes, Le Pinacle, La Hougue Boëte, Mont Ubé, Le Couperon en Le Pinacle. De dolmen Le Mont de la Ville lag op Jersey, maar werd in 1788 verplaatst naar Engeland en ligt ten zuiden van Henley-on-Thames. De dolmens op Jersey worden in verband gebracht met de Klokbekercultuur.
In de hoofdkamer van Les Monts Grantez werden de skeletten van zes volwassenen aangetroffen, ze lagen in een gehurkte positie (zie hurkgraf). In de gang werden de overblijfselen van een zittend persoon aangetroffen, ondersteund door stenen. In een zijkamer werden nog overblijfselen van een andere persoon gevonden.
De belangrijkste dolmens op Guernsey zijn La Varde, Le Creux ès Faïes, Le Dehus, Le Trépied en Les Fouaillages.
In de kamer van de dolmen Le Dehus op Guernsey is een draagsteen in de kamer te vinden. Dit is zeldzaam bij dolmens in Europa. Deze draagsteen ondersteunt een deksteen die te kort is om de andere draagstenen te bereiken. Op de onderkant van deze deksteen is een petroglief te zien; hij vormt een gezicht en een hand. Men neemt aan dat dit om een standbeeld-menhir gaat die al eerder bestond en gebruikt is bij de bouw van de dolmen. Er is op Guernsey nog een standbeeld-menhir aanwezig, de Gran’ Mère du Chimquière.

#### België

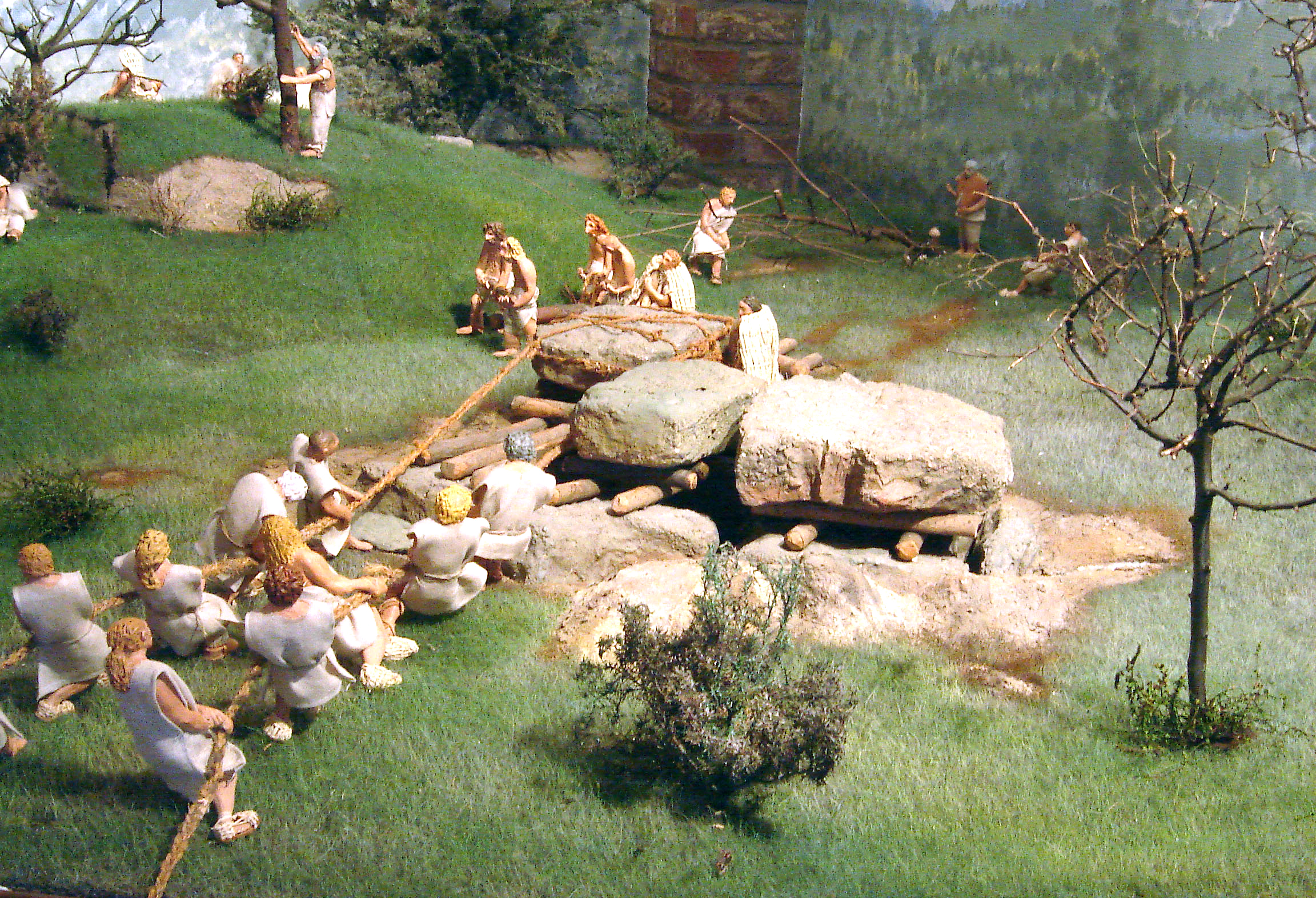
Maquette van de constructie van de Dolmen van Wéris, Musée des Mégalithes de Wéris

In België staan dolmens op de volgende plaatsen: Ronse, Kluisbergen, Velzeke, Duisburg, Virginal-Samme, Helshoven (restant), Leval-Trahegnies (restant), Fagnolle, Jemelle (Dolmen van Lamsoul), Sart-lez-Spa, Bleid, Chassepierre, Forrières, Harré, Jamoigne, Malempre, Membre, Mousny-lez-Ortho, Gomery. Er zijn verschillende types, zoals de allée couverte die ook in Frankrijk voorkomt. De twee bekendste Belgische dolmens staan in Wéris; de Dolmen van Wéris en Dolmen van Oppagne.
Dolmens worden in België beschermd en behoren tot het cultureel erfgoed in België, zo staan er bijvoorbeeld dolmens vermeld op de lijst van beschermd erfgoed in Nassogne.
Het standbeeld van Ambiorix staat op een natuurstenen voetstuk van 3 meter hoog dat in de vorm van een prehistorische dolmen gebouwd werd.
In het Zoniënwoud staat het Monument voor de Boswachters een oorlogsmemoriaal in de vorm van een dolmen met 11 menhirs erond. Elke menhir staat voor een overleden boswachter tijdens de Eerste Wereldoorlog.

#### Frankrijk

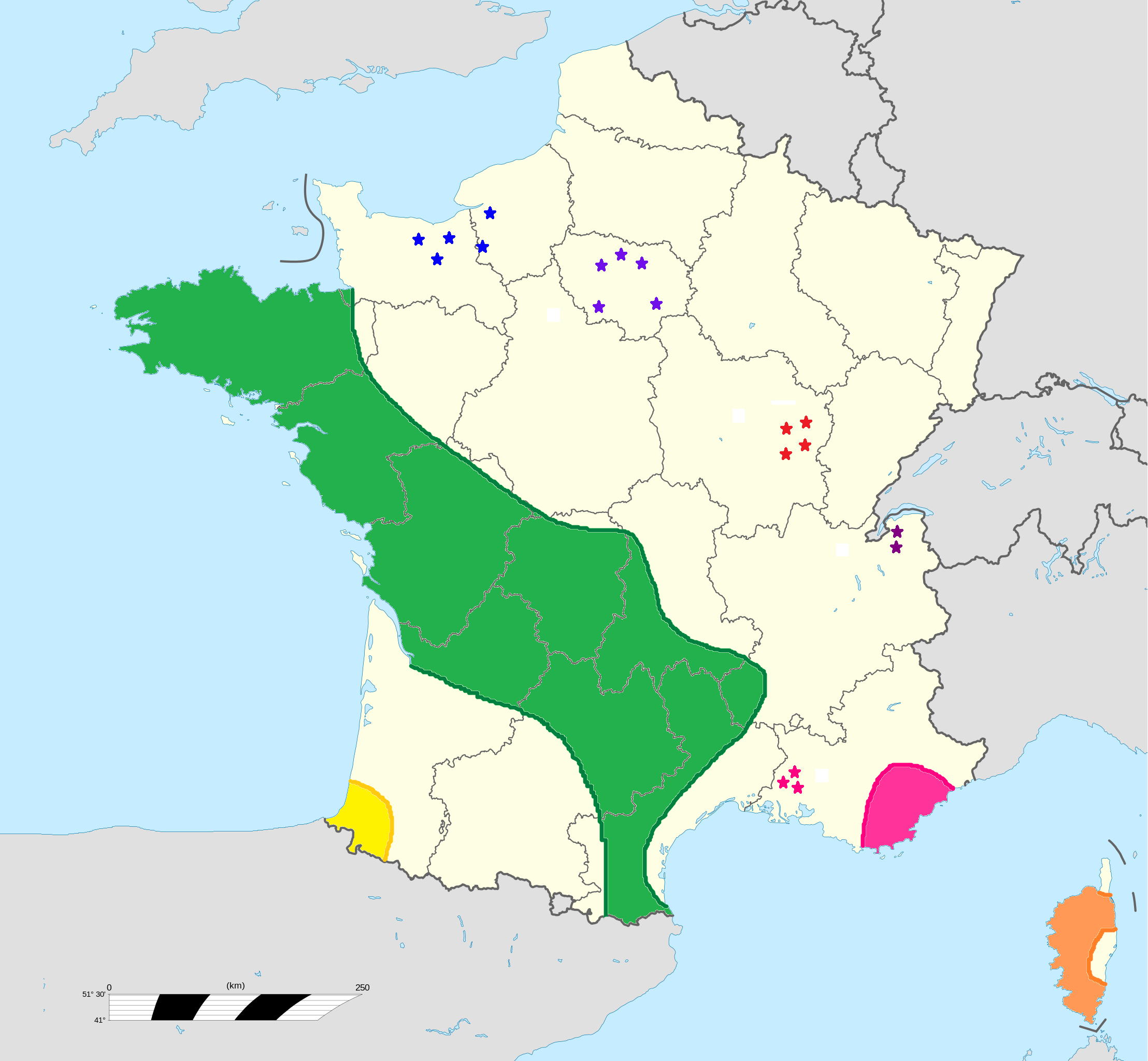
Verspreiding van dolmens in Frankrijk. De hoogste concentraties zijn te vinden in Bretagne, Vendee, Limousin, Quercy, Causses, Languedoc, en de Ardèche (groen) en op Corsica (oranje)

In Frankrijk zijn nog ongeveer 4.500 dolmens te vinden. In Aveyron zijn zo'n 1000, in Quercy zo'n 800, in de Ardeche zo'n 800, in Poitou-Charentes en de Languedoc-Roussillon ten minste 700 en in de Provence zo'n 100 dolmens.
De dolmens in Frankrijk worden toegeschreven aan verschillende culturen, zoals de Véraza-cultuur en de Seine-Oise-Marnecultuur.
Er zijn dertig grafkamers en dolmens aangetroffen op Corsica. Zie ook geschiedenis van Corsica.

#### Ierland

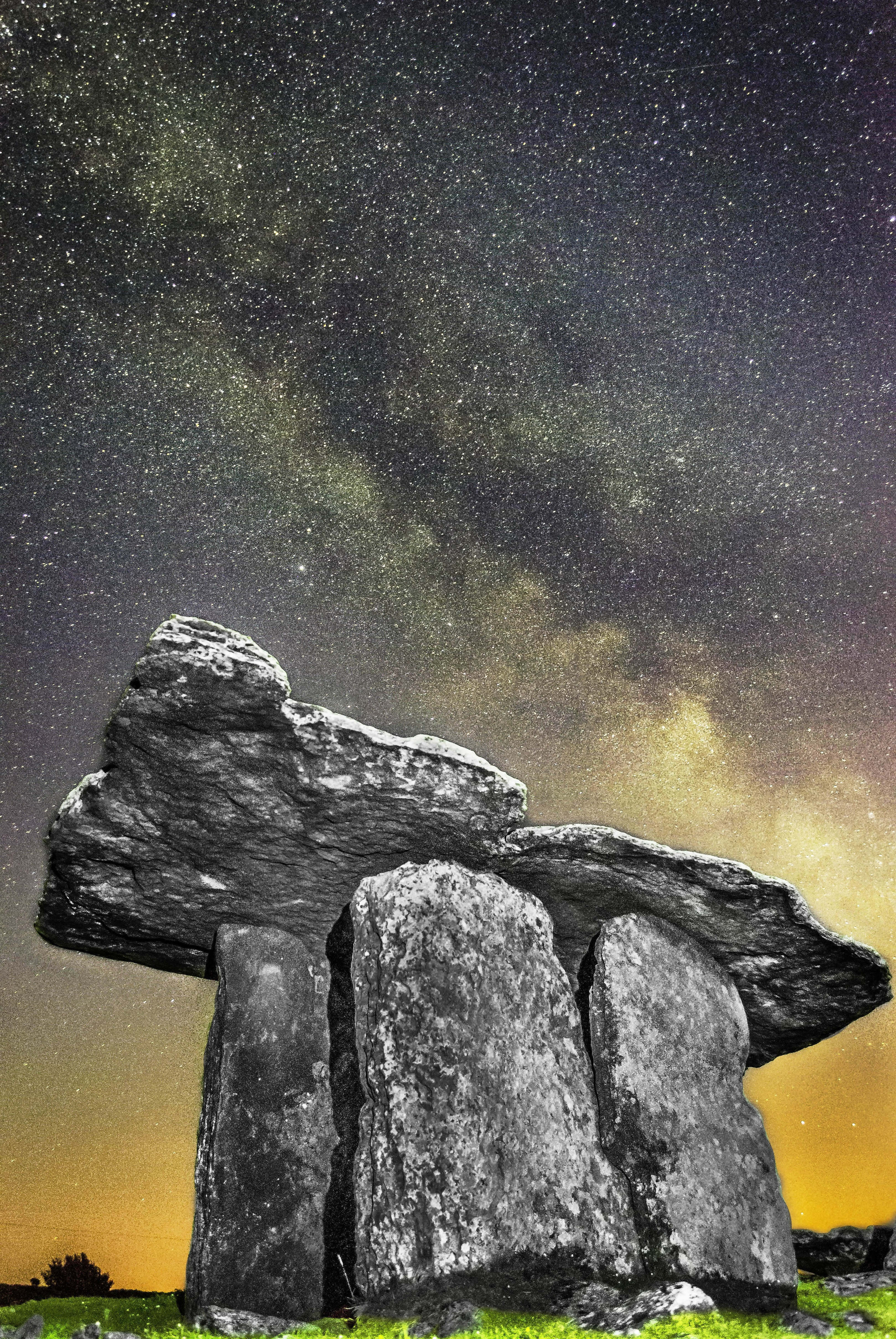
De melkweg en Poulnabrone Dolmen

In Ierland worden de bouwwerken dolmain genoemd. Andere benamingen zijn cromleachs, giants graves, leabas, Diarmuid and Grainne's beds en stone table. In Burren zijn zo'n 70 megalitsche tombes te vinden; een bekende is Poulnabrone Dolmen.
Toen de Kelten in Ierland kwamen, vonden ze veel dolmens. In de legenden die ontstonden, werden de bouwsels gezien als de poorten naar de Andere Wereld. De Tuatha Dé Danann (Kinderen van de godin Danu) trokken zich terug door de stenen portalen. De stenen portalen (grafheuvels, elfenheuvels, sprookjesheuvels,
dolmens of toverterpen) worden in het Iers sidhe, síd of sprookjesheuvels genoemd en ze werden ooit vereerd als de verblijfplaats van één enkele god of godin. Veel belangrijke gebeurtenissen uit de Ierse mythologie voltrekken zich op Samhain, als de grenzen tussen deze wereld en het rijk van het bovennatuurlijke volledig wegvalt en de sidhe (sprookjesheuvels) waar de mensen uit de Andere Wereld leven open zijn.
Dolmens worden ook gezien als de begraafplaats van reuzen en krijgers, bijvoorbeeld Nuada Airgetlám (Nuada of the Silver Arm;de eerste koning van de Tuatha dé Danann) in Sligo's Labby rock.
Cnoc an Bhrúnaigh, Browneshill-Dolmen of Brownes Hill heeft de grootste deksteen van alle megalitsche monumenten van de Britse Eilanden. Deze dolmen ligt in Carlow. De deksteen bestaat uit 100 ton graniet en is 4,7 meter bij 6,1 meter groot. Er werden geen sporen van een dekheuvel of cairn aangetroffen.
De voornamelijk in Ierland aanwezige wedge tomb heeft veel overeenkomsten met het Galeriegrab uit Duitsland en de allée couverte uit Frankrijk en België.
William Borlase ontwikkelde een theorie dat de dolmen in Ierland een schip voorstellen.

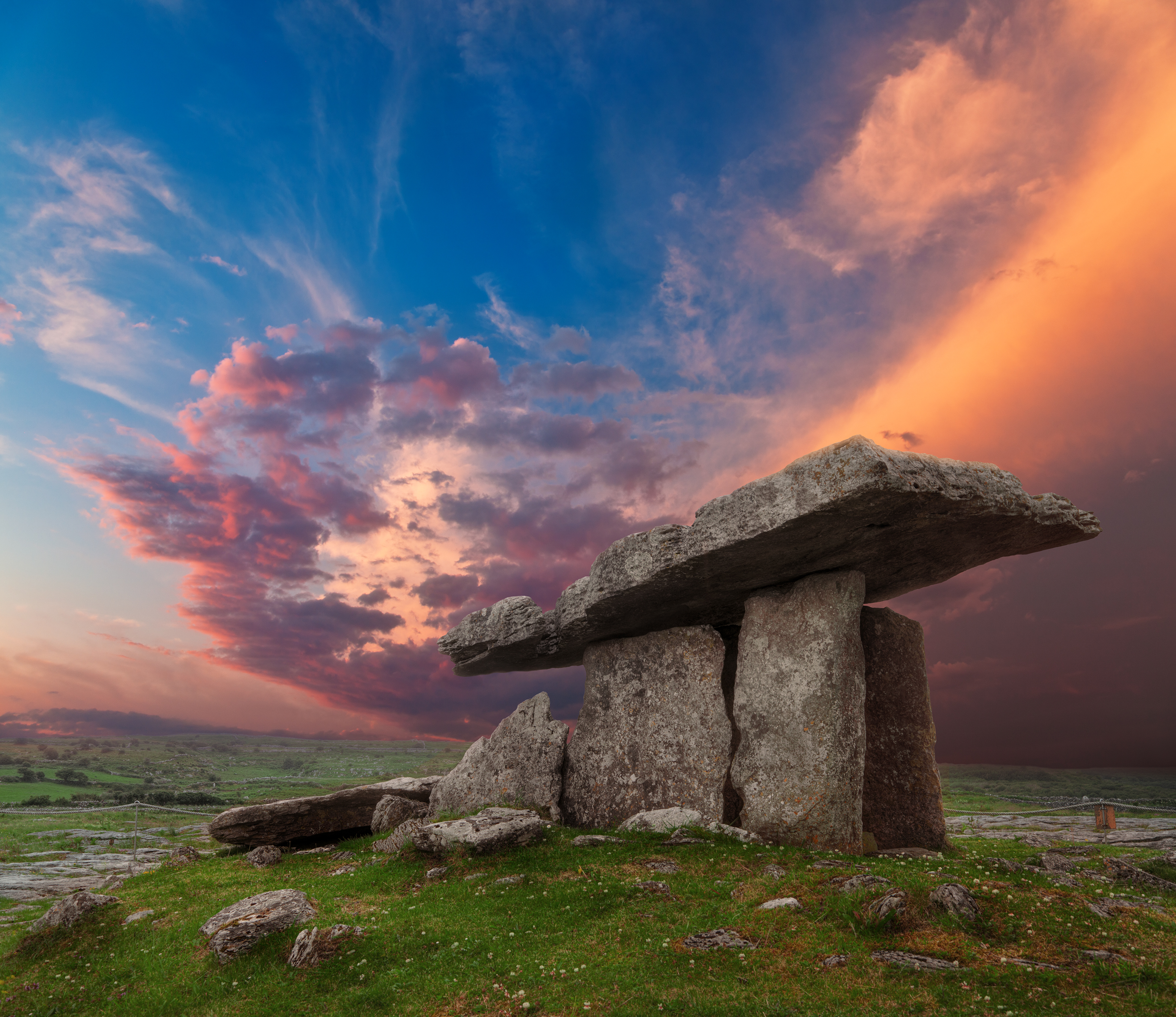
Poulnabrone Dolmen
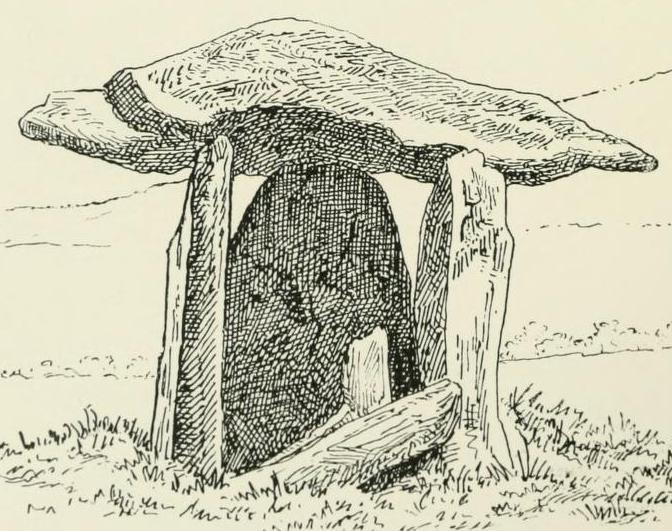
Tekening van de portal tomb op de Bree Hill, The Dolmens of Ireland, 1897
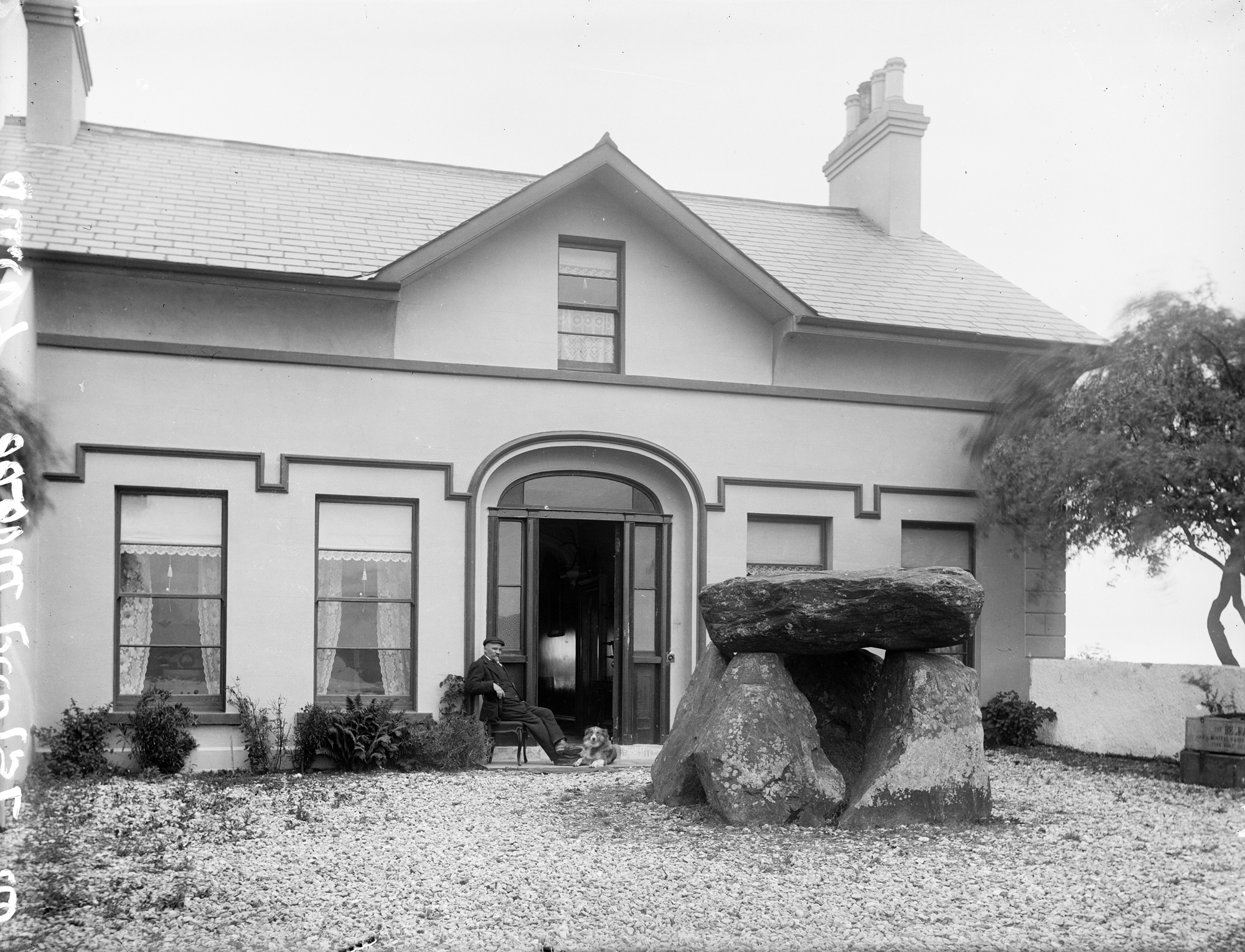
Ballylumford Dolmen staat in een tuin en is ook bekend als Druid's Altar, Islandmagee
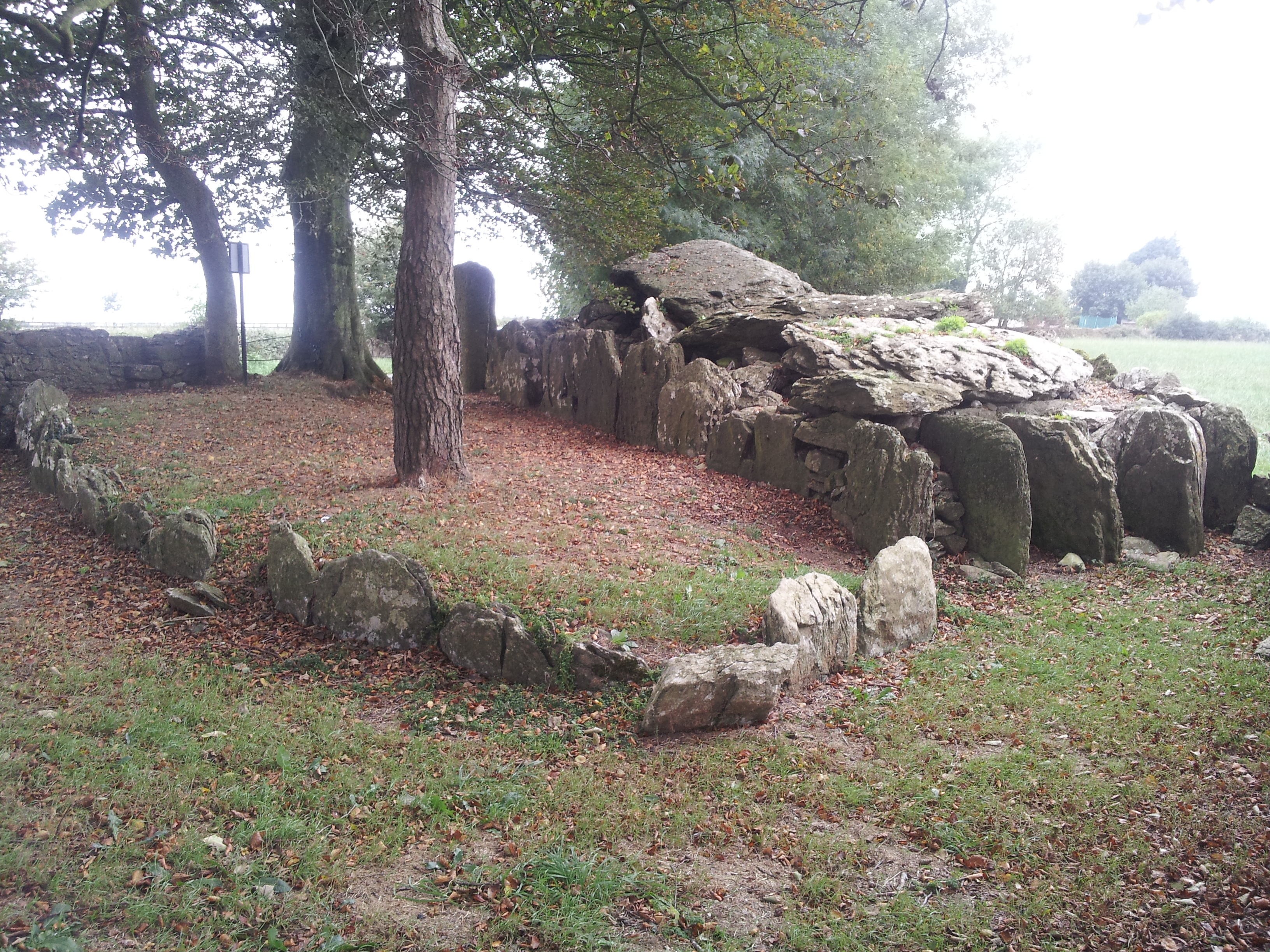
Labbacallee wedge tomb
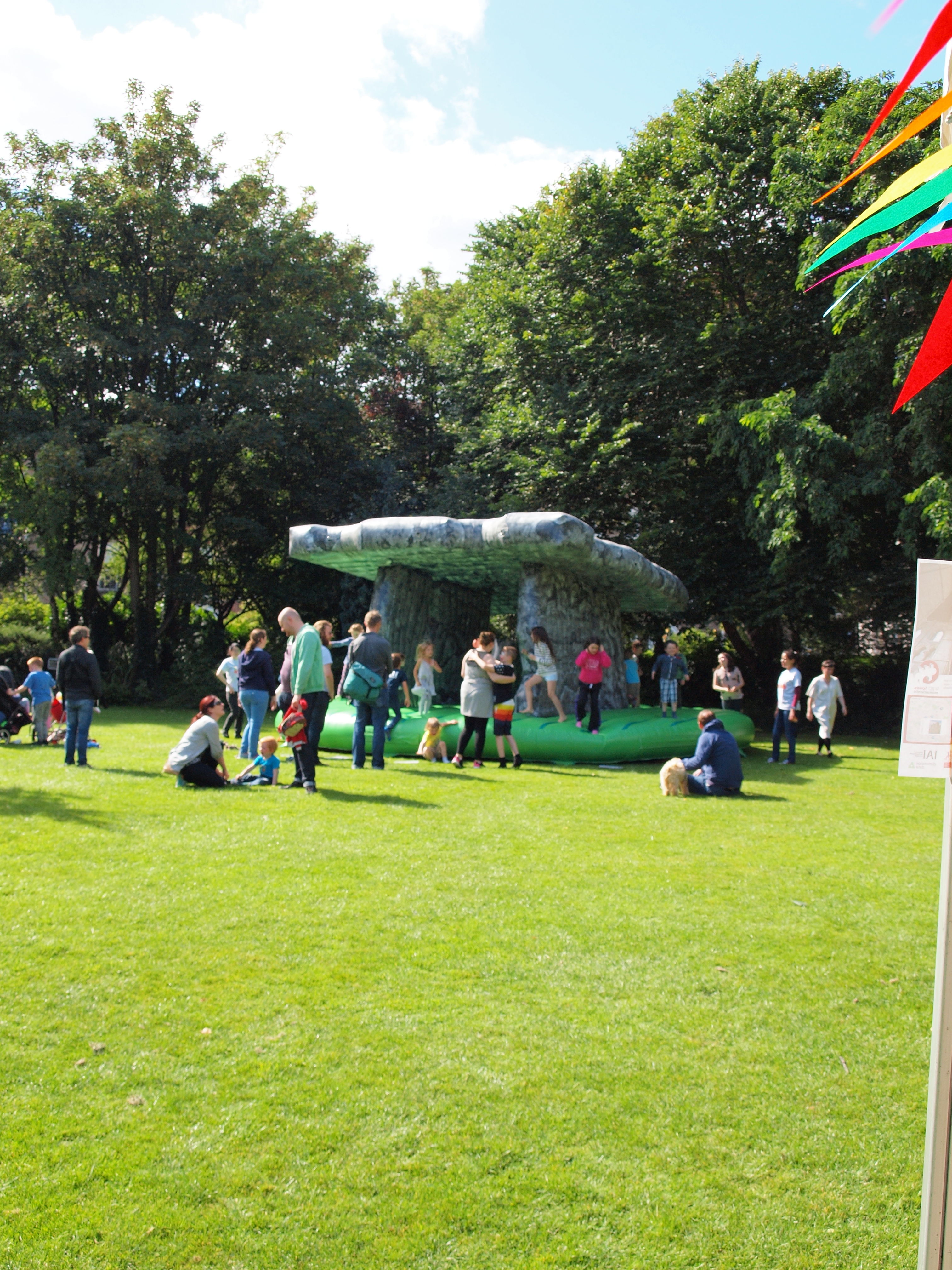
Een springkussen in de vorm van een dolmen, Ierland

#### Groot-Brittannië

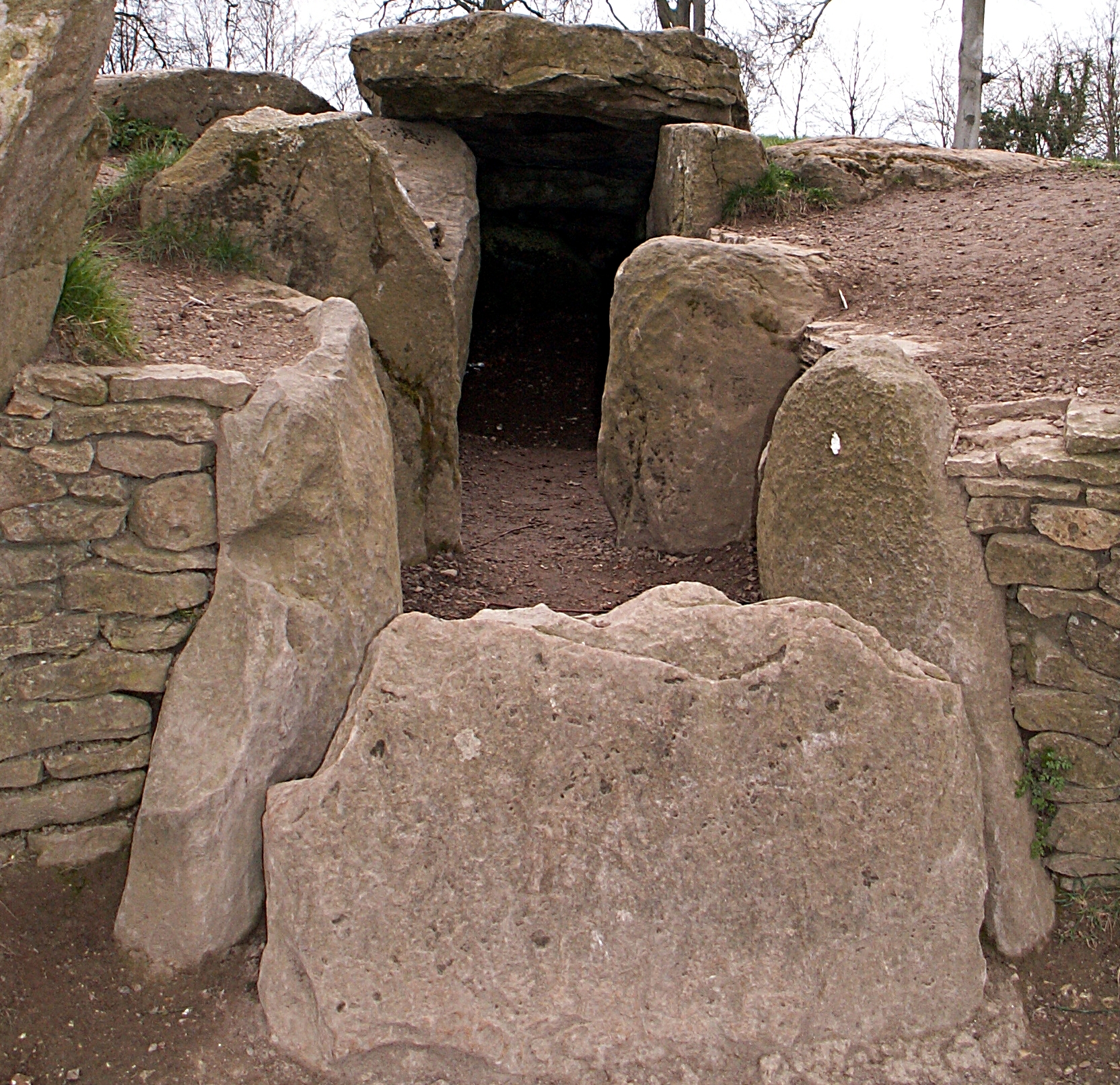
Wayland's Smithy is een bekend voorbeeld van de Cotswold Severn monumenten. Volgens de verhalen is Bagsecg hier begraven

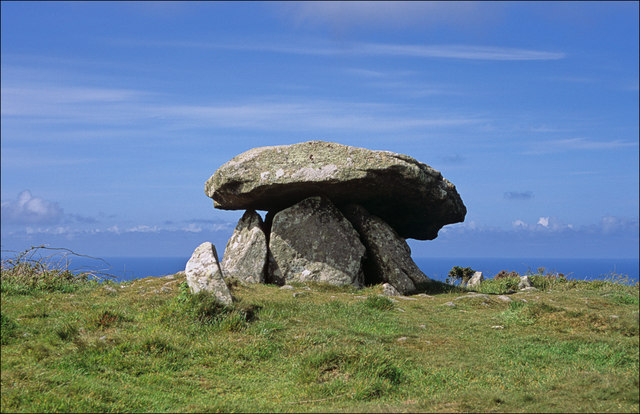
Chûn Quoit

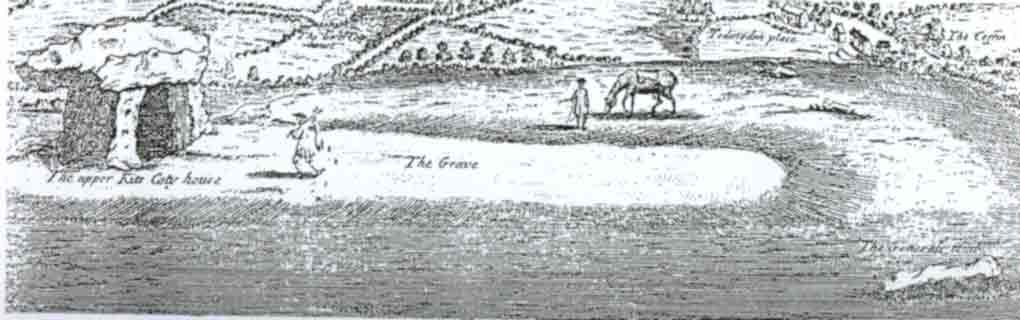
Afbeelding uit 1722 waarbij de overblijfselen van de long barrow van Kit's Coty House nog zichtbaar is

Ook in het Verenigd Koninkrijk komen dolmens voor. Ze werden voornamelijk in het vroeg neolithicum gebouwd. Ze staan bekend onder verschillende benamingen, zoals cromlechs in Wales en quoits in Cornwall.
Naast dolmens komen chambered tombs uit het vroeg neolithicum voor. Deze vroeg neolitische  bouwwerken bevatten vaak menselijke resten in de grafkamers, zowel gehele lichamen die begraven zijn in de kamer als lichamen die gecremeerd dan wel (voordat ze in de grafkamer werden bijgezet) ontvleest zijn; excarnatie. De chambered tombs liggen vaak in een cairn of grafheuvel en vaak is er een gebied voor de grafkamer waar mensen bijeen konden komen; een voorhof. Er zijn diverse types, zoals:
- Cotswold-Severn-monumenten (vernoemd naar het gebied rond Cotswolds en Severn),
- Clyde cairns (bijvoorbeeld Torrylin Cairn en Barpa Langais, zie ook Court tomb),
- stalled cairns (deze deden denken aan een paardenstal door de muurtjes en worden ook wel Orkney-Cromatry genoemd, voorbeelden zijn Knowe of Yarso Chambered Cairn, Dwarfie Stane, Blackhammer Chambered Cairn, Midhowe Chambered Cairn, Taversöe Tuick Chambered Cairn, Isbister Chambered Cairn en Grey Cairns of Camster).

Er wordt gediscussieerd of dolmen als begraafplaats werden gebouwd, aangezien er zeer grote dekstenen zijn gebruikt en ze niet altijd in cairns of grafheuvels lagen begraven. Veel dolmen bevatten geen of slechts zeer weinig menselijke resten, anders dan de chambered tombs die juist grote hoeveelheden menselijke resten bevatten, en daarom wordt wel gedacht dat dolmen om een andere reden werden opgericht dan begraafplaats. Ze worden door archeologen meer beschouwd als een soort kathedraal, waar vele mensen aan werkten en het bouwwerk zou van grote betekenis zijn in het geloofssysteem.
In het vroeg neolithicum werden ook houten kamers aangelegd, soms worden sporen aangetroffen in long barrows of cairns. Er zijn echter ook long barrows of cairns zonder enige (houten of stenen) grafkamer gebouwd. In het midden neolithicum ging men over naar de passage graves of passage tombes, waarbij hele landschappen werden aangepast. Er werden namelijk vaak meerdere bouwwerken in elkaars nabijheid opgericht. Passage graves staan vaak boven op een heuvel of berg en meerdere malen is een connectie met een zonnewende aangetroffen, zoals bij Maeshowe. Een gang leidde naar de grafkamer en de gebruikte stenen verschilden van kleur en kwamen vaak uit verre gebieden. Ook wordt er abstracte kunst aangetroffen op de stenen (lijnen, cirkels, cup and ring marks) en de akoestiek is speciaal, er kan een Helmholtzresonantie optreden. In het laat neolithicum werden enorme complexen opgericht, soms verbonden door avenues.
In Cornwall is Quoit ook de naam van een nederzetting. De plaats is vernoemd naar Devil's Quoit (ook wel Arthur's Quoit genoemd). Er werd één steen verwijderd in de 18e eeuw, maar deze quoit bleef nog lange tijd staan. Het bouwwerk stortte in tussen 1840 en 1850. In de 20e eeuw waren de stenen gespleten of met opzet begraven of verwerkt in de omliggende hagen.
Nabij Morvah ligt Lanyon Quoit. Deze quoit werd in 1824 gerestaureerd. Een andere benaming is De Tafel der Reuzen, volgens een legende zijn er beenderen van reuzen gevonden. In de verhalen over koning Arthur wordt verteld dat hij hier op de vooravond van zijn laatste gevecht heeft gedineerd.
Bezienswaardigheden op Gugh zijn Kittern Hill en Obadiah's Barrow, twee dolmens, en The Old Man of Gugh, een bijna drie meter hoge menhir uit de Bronstijd. Op Bryher liggen Gweal Hill en Samson Hill.

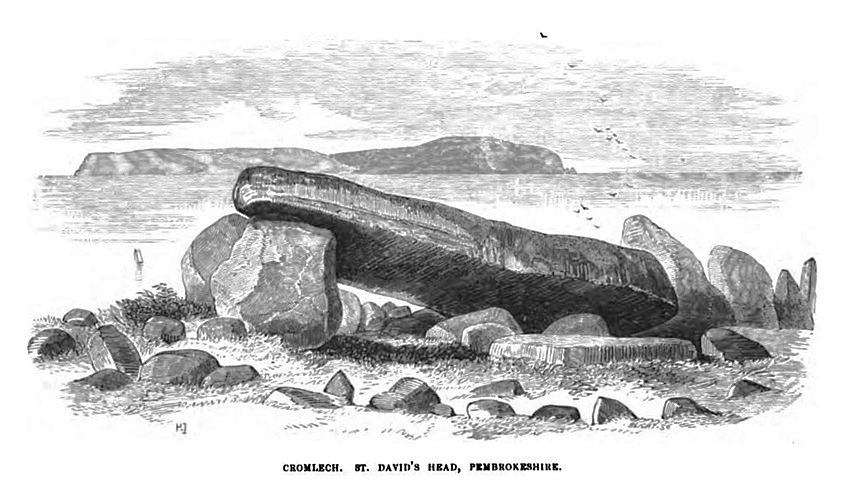
Cromlech St David's Head, Pembrokeshire
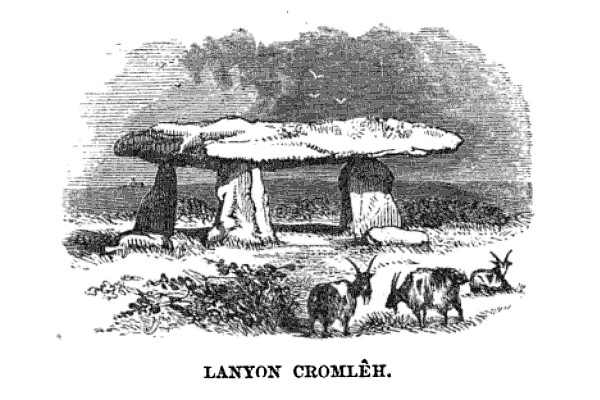
Lanyon Quoit of Lanyon Cromlêh, 1861
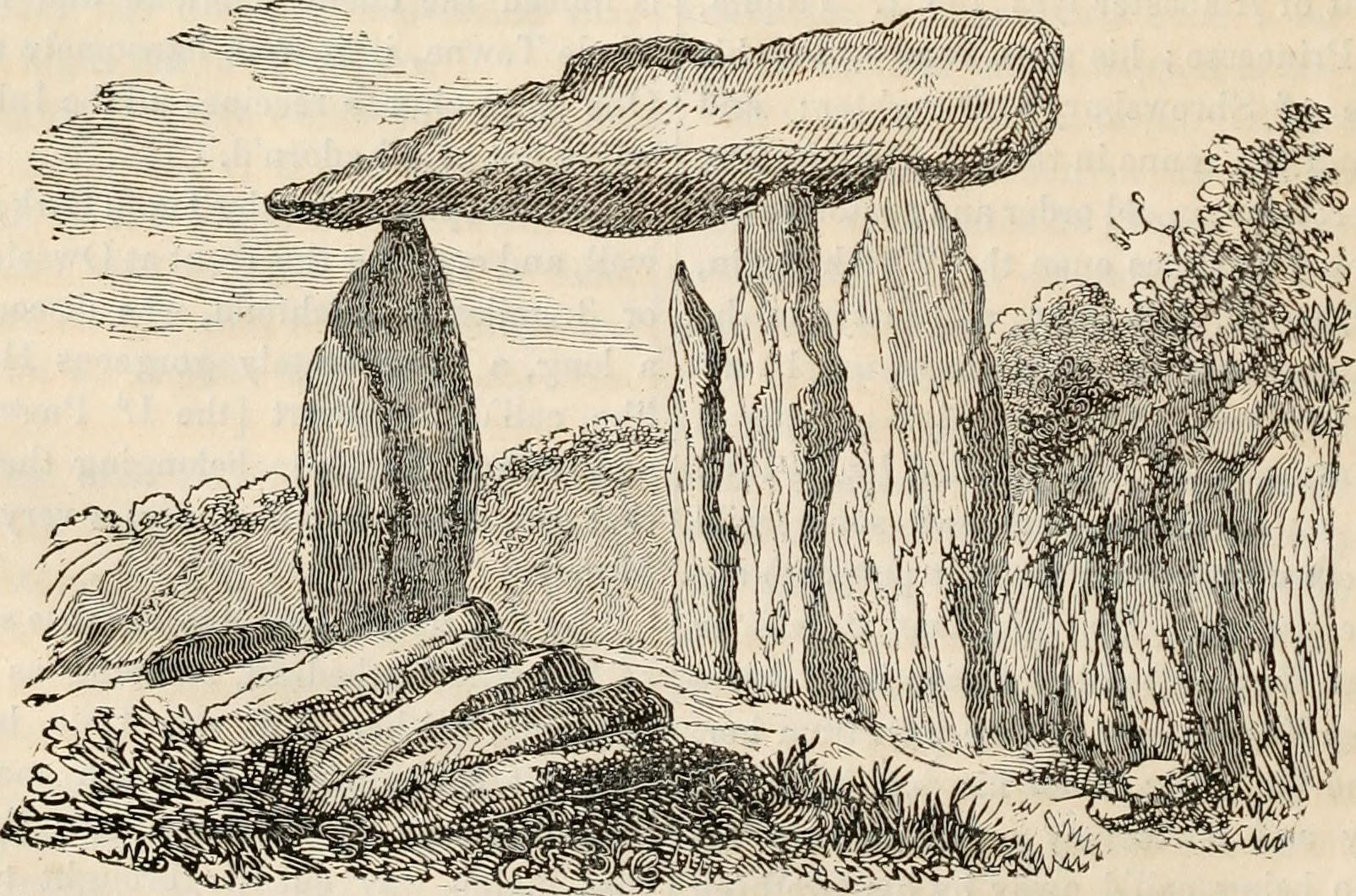
Coeton-Arthiir of Arthur's Quoit, 1834
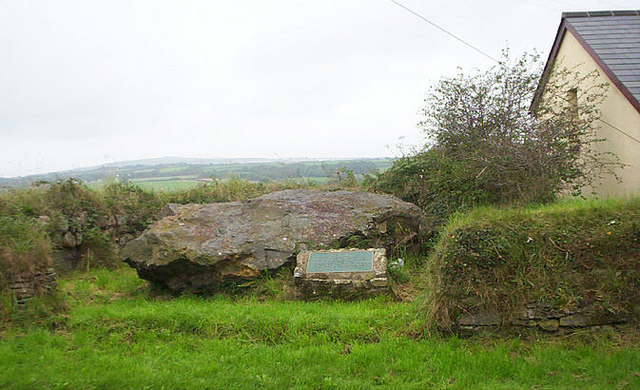
Overblijfsel van Devil's Quoit bij Quoit, Cornwall
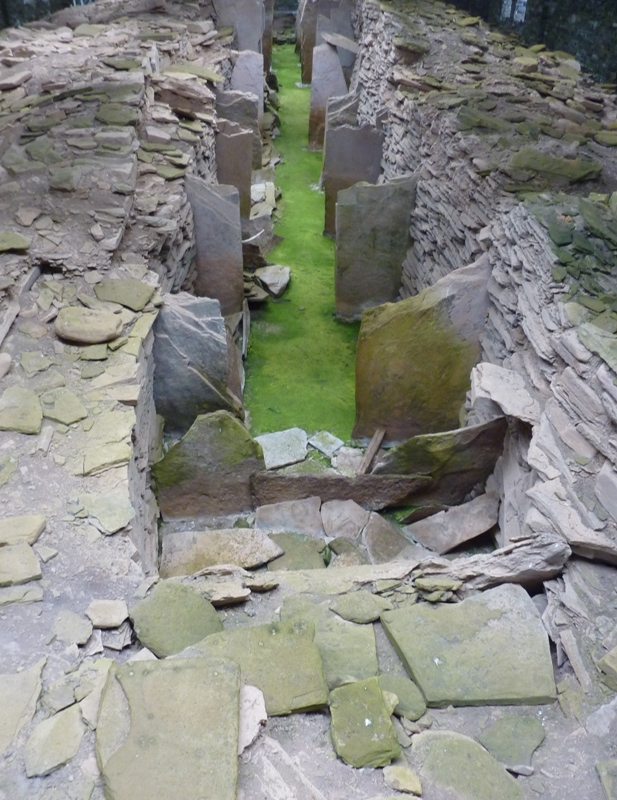
De muurtjes zijn duidelijk zichtbaar in Midhowe Chambered Cairn

#### Portugal

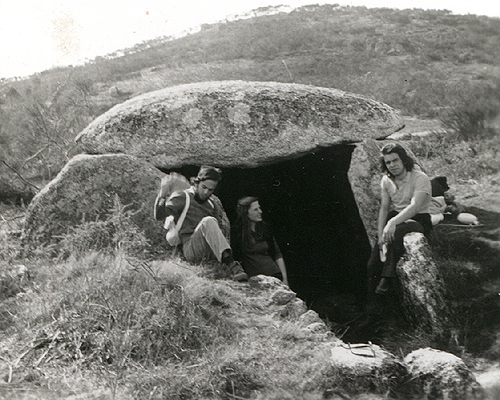
Anta da Boboreira, 1973

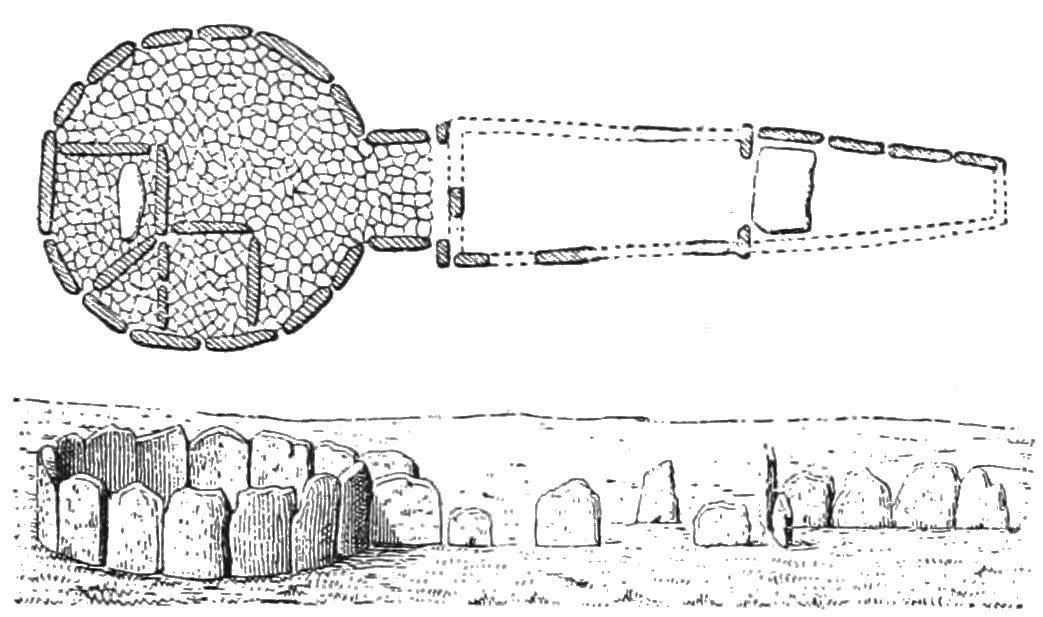
Afbeelding van een dolmen in de Algarve, 1887

In Portugal worden dolmens aangeduid als dólmen, antas, orcas, arcas en palas. In de volksmond worden ze casas de mouros (huizen van de Moren), fornos de mouros (fornuizen van de Moren) of pias genoemd.
De meeste dolmens vindt men in de voormalige provincie Beira en rond Evora en Elvas. In 1734 telde men 314 dolmens in Portugal en tegen het einde van de 19e eeuw was dit aantal al geslonken tot 118. De Anta Grande do Zambujeiro is een van de grootste hunebedden op het Iberisch schiereiland.
De Finse archeologe Hanna Lindström van de universiteit van Helsinki beschreef in haar scriptie uit 2014 meerdere volksverhalen over de bovennatuurlijke maaksters en beschermsters van de bouwwerken. Deze Mouras Encantadas waren onsterfelijk en bezaten de eeuwige jeugd, schoonheid en wijsheid. Ze onderwezen de mens het spinnen, weven en het maken van kaas. Er zouden verbanden zijn met de Griekse Moirae of Romeinse Fata (beide schikgodinnen, zie ook de Parcen). Deze moura-mari-marion godinnen worden door taalkundigen aan de dood en geesten verbonden en folkloristen verbinden hen aan het leven, vruchtbaarheid, gezondheid en oude wijsheid. Ze kunnen van vorm veranderen, bijvoorbeeld een geit, stier of slang. Ze geven goede mensen cadeaus, maar straffen slechte mensen.
De legenden veranderden in de loop van de tijd en meer recente verhalen vertellen over de mouras als zijnde moorse vrouwen die door een betovering door hun vaders in een eeuwige onveranderlijke staat zijn gebracht. Ze bewaken schatten die ondergronds of in de dolmens zijn verborgen. Ze kunnen in slangen veranderen en worden bewaakt door boze stieren. In weer andere verhalen wonen ze in paleizen van goud en zilver en wachten tot ze hun vrijheid krijgen doordat een man die moura, in de vorm van een enorme slang, zoent. Dit lukt niet en de tranen van de mouras vormen rivieren.
In de 19e eeuw kwamen er verhalen over personen die middernacht of om 12 uur 's middags of tijdens midzomer een bezoek brengen aan de mouras. Ze worden in verband gebracht met de naderende dood en geboortes, ze bepalen of de moeder en/of het kind overleven.

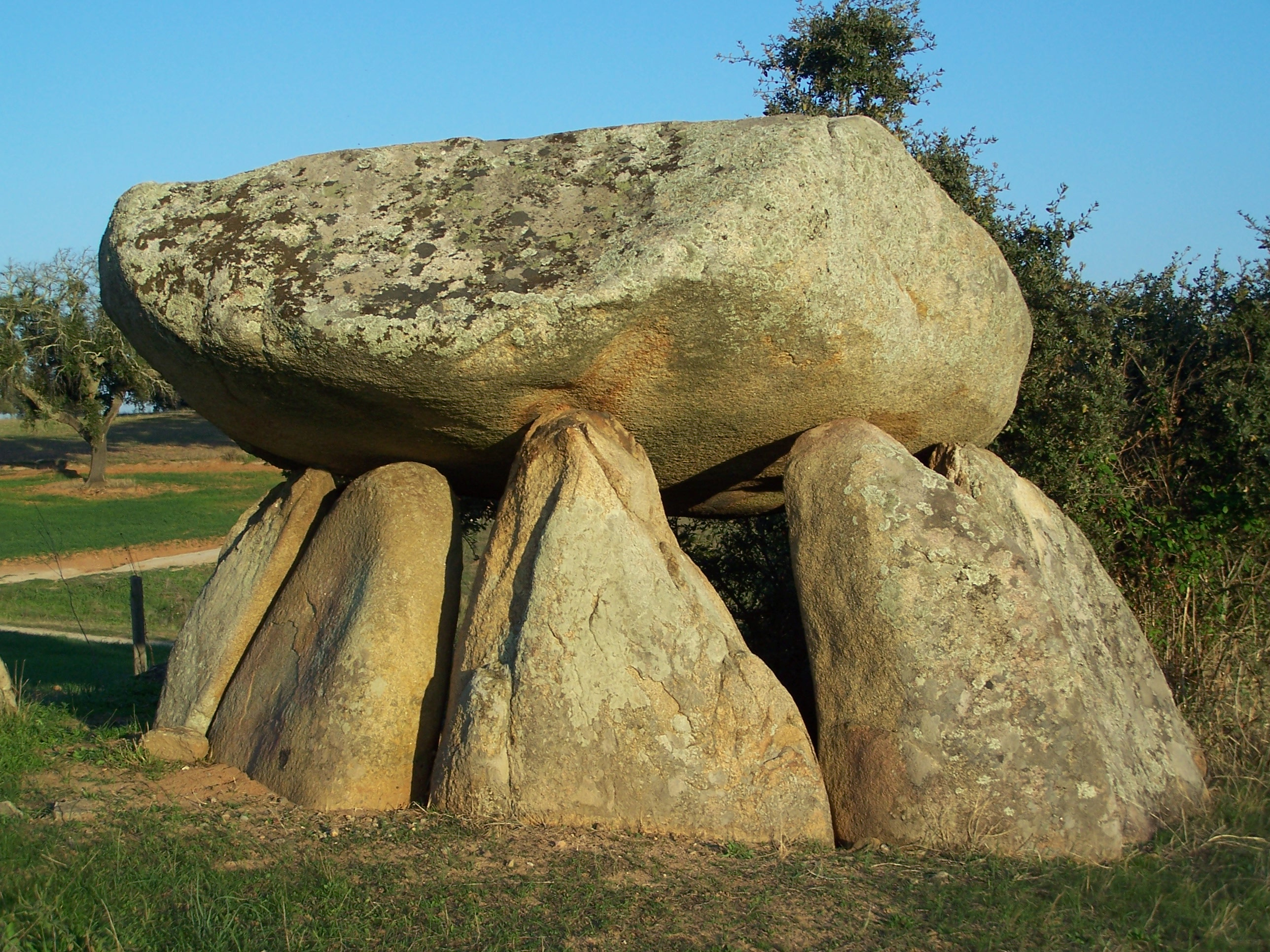
Anta no Monte da Ordem I
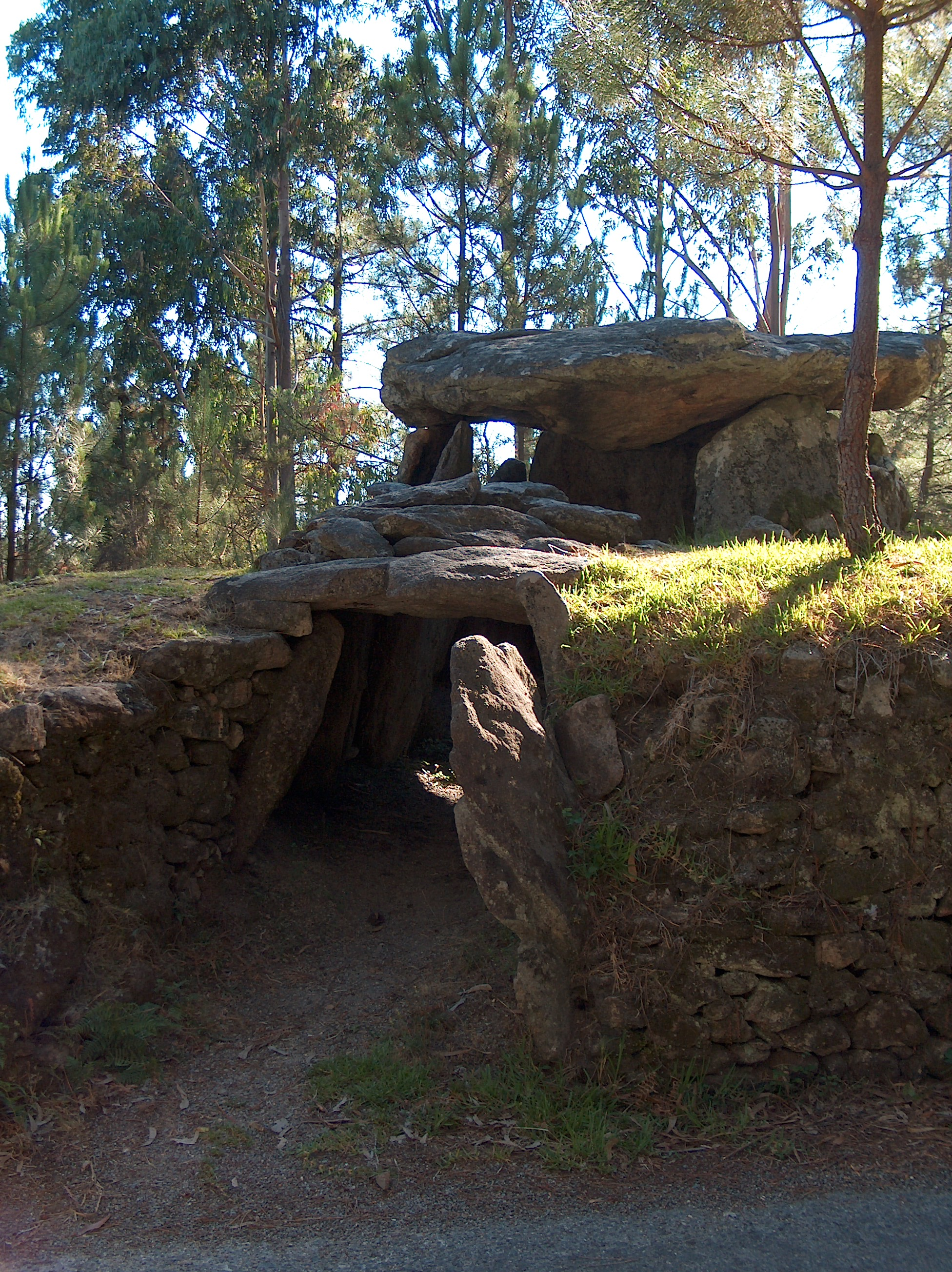
Anta Cerqueira em Couto Esteves
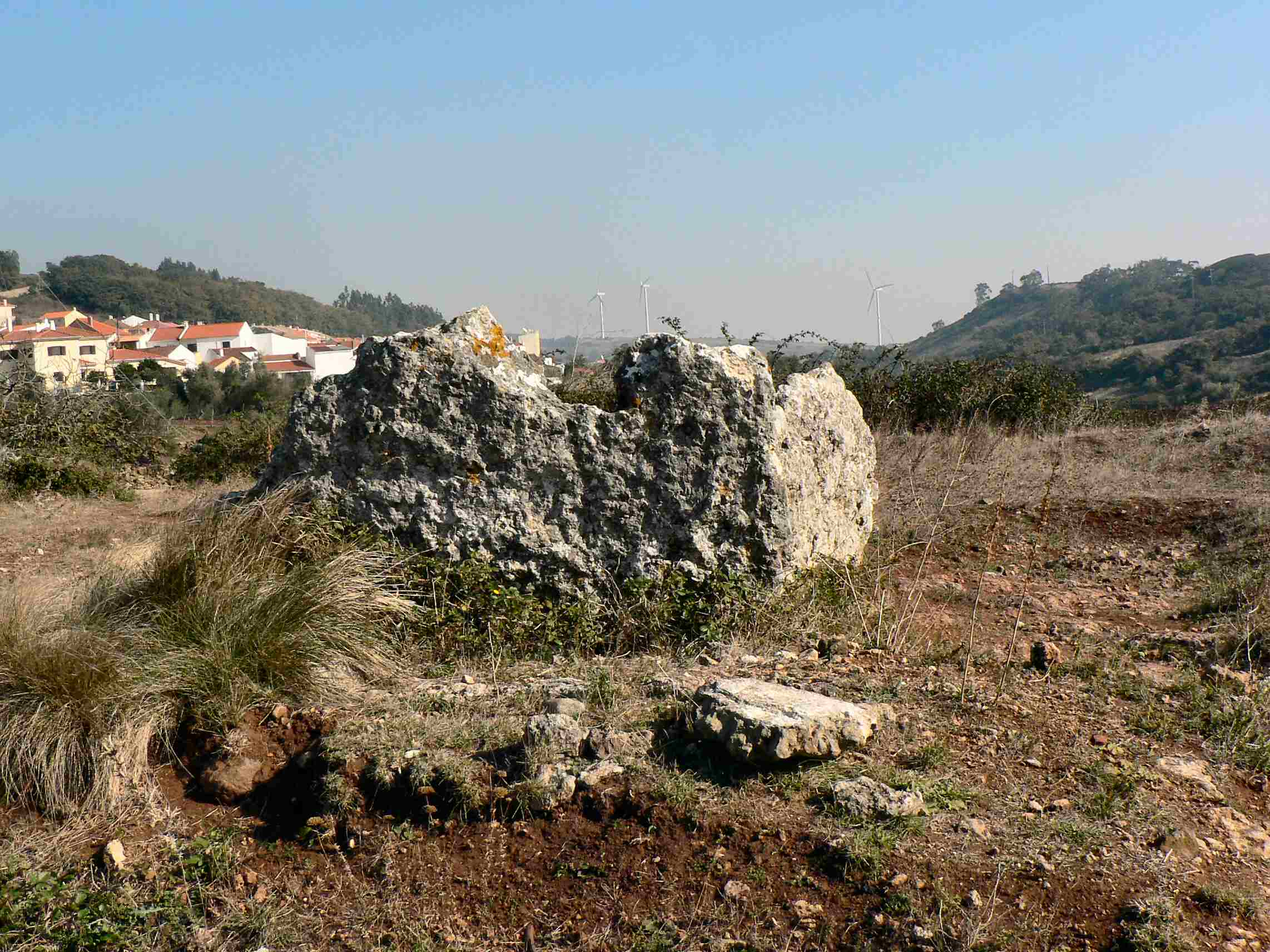
Anta de Casaínhos, Loures
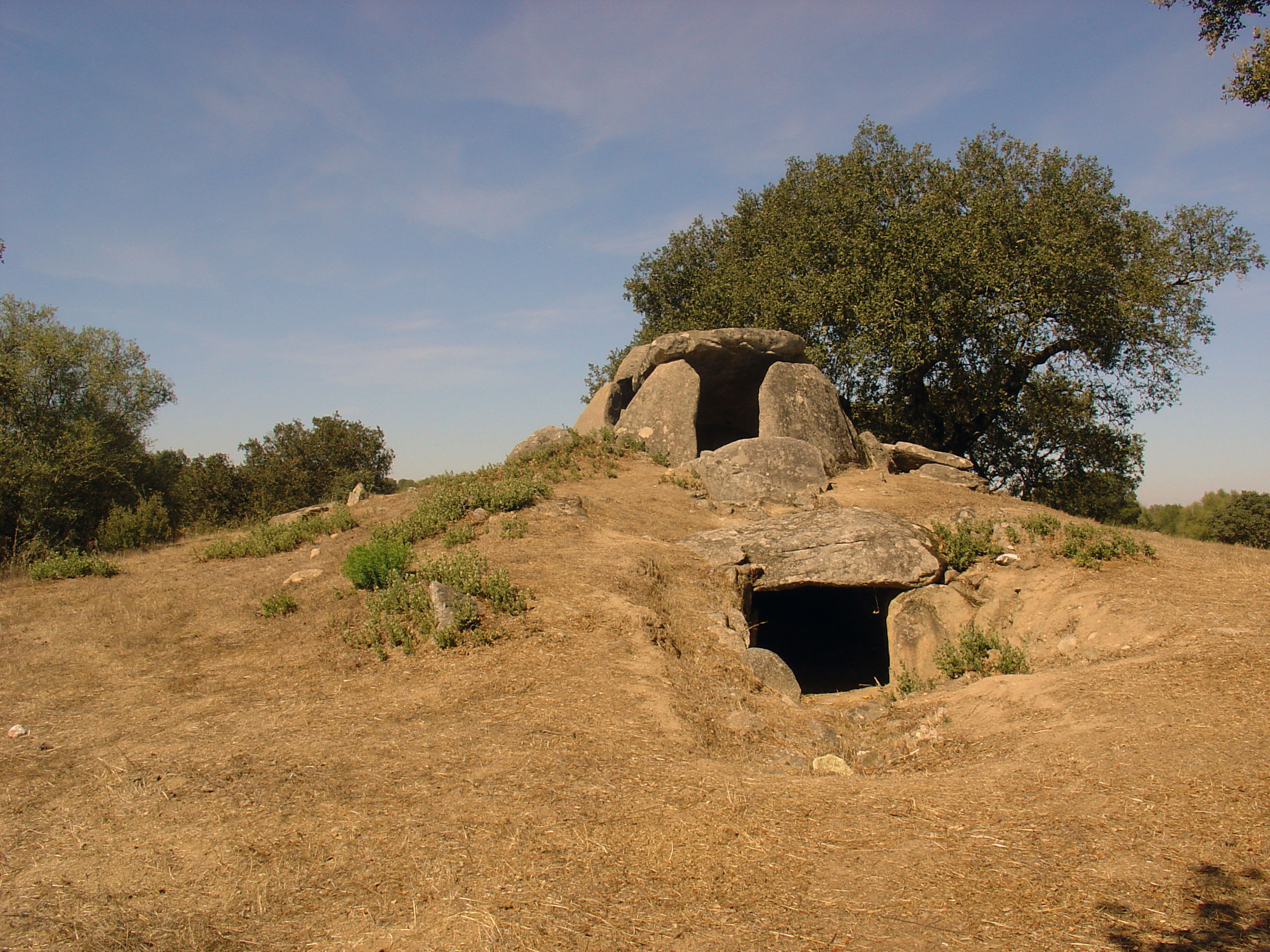
Anto São Geraldo

Alhoewel de kerk vele dolmens vernietigde en de vieringen rond deze plaatsen verbood, werden andere heilig verklaard. Er zijn enkele dolmens waarvan men een kerk of kapel gemaakt heeft.

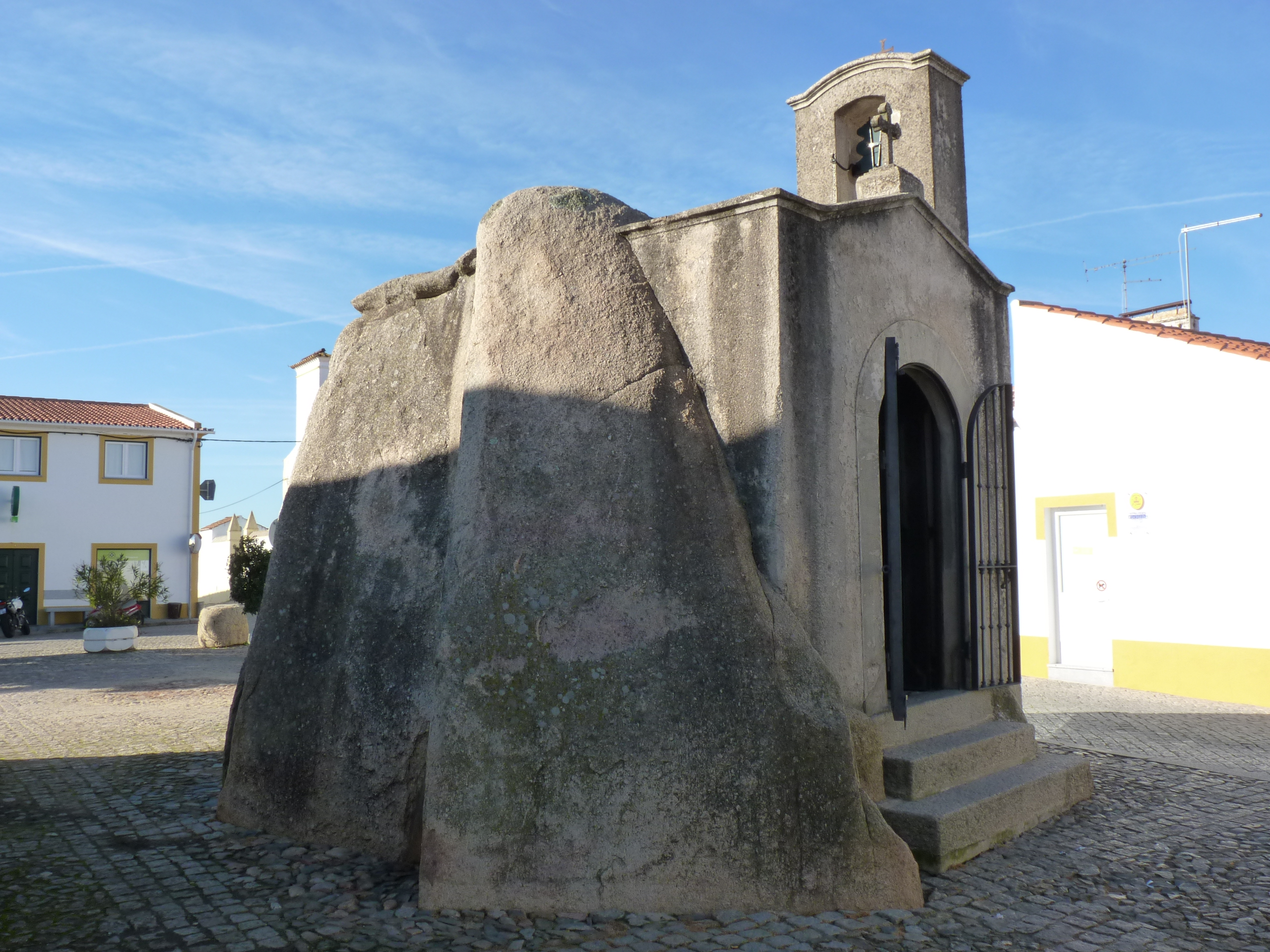
Anta de Pavia
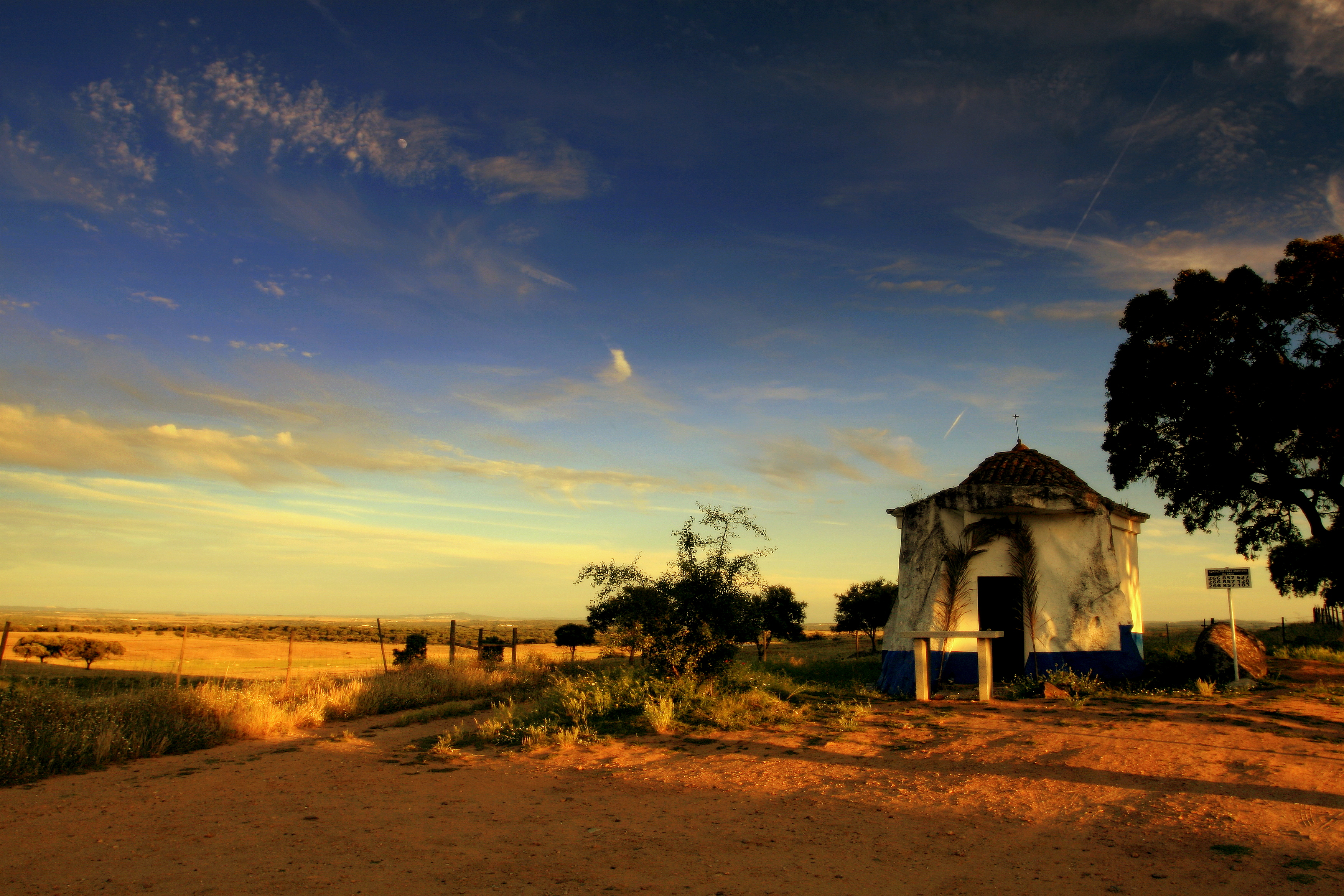
Anta de São Brissos
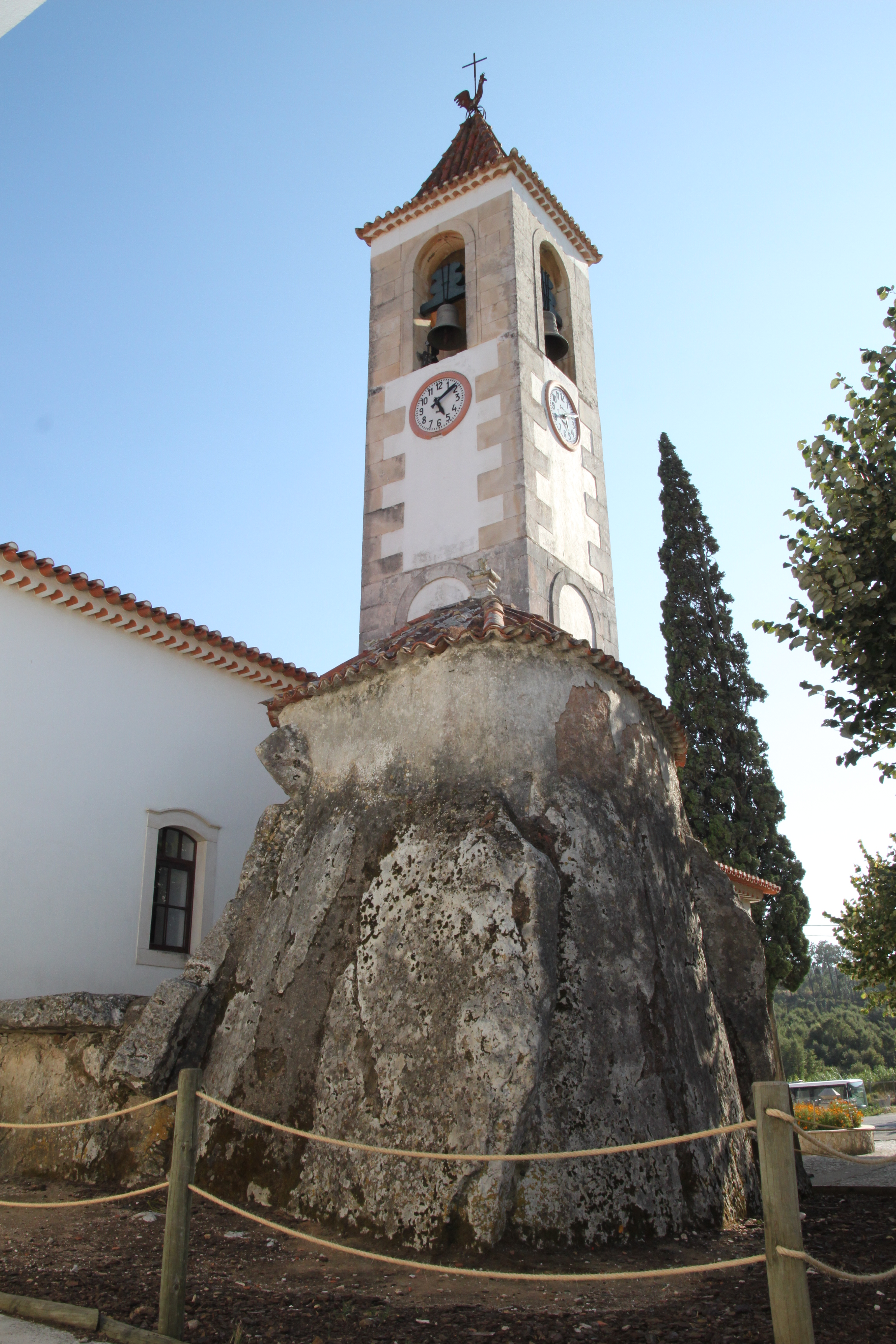
Igreja Santa Maria de Magdalena

#### Spanje

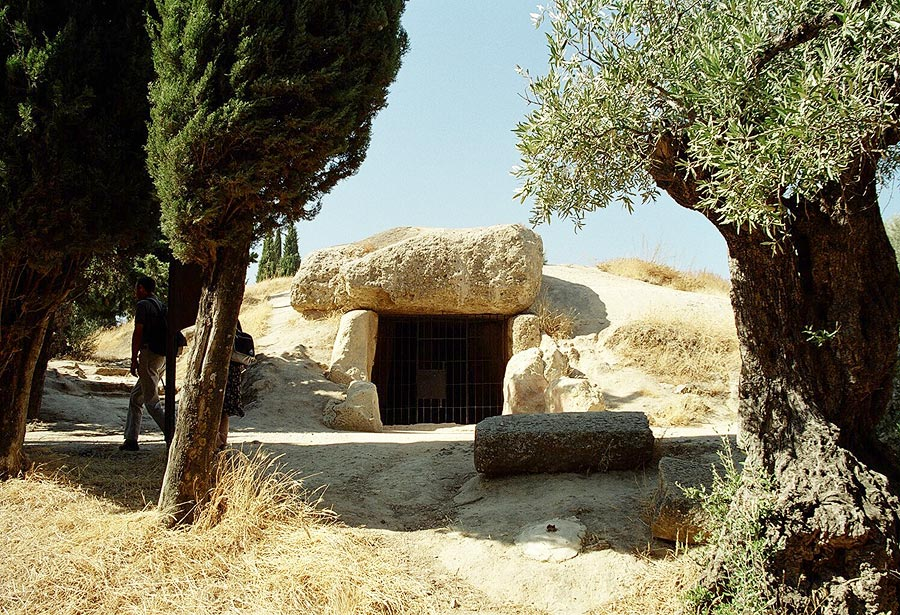
Cueva de Menga, gebouwd ca. 2500 v.Chr.

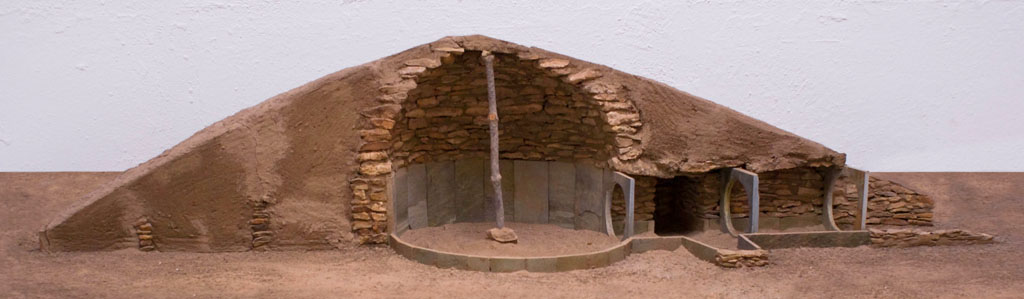
Maquette van een van de dolmens bij Los Millares, Santa Fe de Mondújar

Zowel in Spanje als in Portugal komt een type dolmen voor dat wordt aangeduid als anta.
In het Baskisch worden de dolmens trikuharri of dolmenak genoemd; er zijn ook jentilarriak (gebouwd door de jentil, die ook verantwoordelijk zou zijn voor de bouw van de jentilbaratz, zie ook harrespil).
De aizkomendiko trikuharria is de grootste dolmen van Baskenland.
In Galicië worden de dolmens aangeduid met Anta, Antela, Arca, Arqueta, Arquiña, Pedra de Arca en Forno . Ze worden ook aangeduid met Mámoa, Medoña, Medorra, Mota of Meda'; dit is de benaming voor de grafheuvel die het bouwwerk bedekt.
De grafheuvel van de Cueva de Menga is 50 meter in omtrek en is 4 meter hoog. In de kamer ligt een put van 19,5 meter diep. Het is niet zeker of de Cueva de Menga een begraafplaats is; er zijn nooit menselijke resten gevonden. Ook wijkt het ontwerp af van andere dolmens op het Iberisch Schiereiland, zo is de kamer 2,7 meter hoog en wordt gebruik gemaakt van steunpilaren in het midden van de ruimte. Sinds juni 2016 zijn de Dolmens van Antequera (met de Cueva de Menga, de Dolmen de Viera en de Tholos de El Romeral) op de Werelderfgoedlijst van UNESCO geplaatst.
De dolmen de Santa Cruz ligt in de gemeente Cangas de Onís. Het bouwwerk ligt in een ruimte onder een kerk die is gebouwd op een kunstmatige heuvel. Al in de vierde eeuw werd hier een kapel geplaatst. In de Spaanse Burgeroorlog werd de kerk verwoest om de dolmen weer zichtbaar te maken.
De dolmen van Dombate is tegenwoordig afgedekt, om het bouwwerk te beschermen. Het bouwwerk lag oorspronkelijk in een grafheuvel. De grafheuvel was ca. 24 meter in doorsnede en 1,80 meter hoog.
Er liggen veel dolmens rond Cantallops en Capmany. Ook bij Ripoll zijn dolmens te vinden. In Roses is er voor wandelaars de megalietenroute die langs talrijke dolmens en menhirs voert, zoals de Dolmen de la Creu d'en Cobertella.
In de jaren 1920 legde de archeoloog Hugo Obermaier de dolmen de Guadalperal bloot. Deze kwam in de jaren 1960 door de aanleg van een stuwmeer onderwater te staan en werd in 2019 door droogte weer zichtbaar.
Unieke bouwwerken op het eiland Menorca worden navetas genoemd. Deze bouwwerken hebben twee verticale en twee uitspringende muren waardoor ze de vorm hebben van een omgekeerde boot, waaraan de naveta's hun naam ontlenen. Het grootste voorbeeld is de Naveta d'Es Tudons die ongeveer 4 meter hoog, 14 meter lang en 6,4 meter breed is. 
De eerste auteur die over deze bouwwerken schreef, was Juan Ramis in zijn boek Celtic antiquities on the Island of Menorca, dat in 1818 werd uitgegeven (dit was het eerste boek in de Spaanse taal dat volledig gewijd was aan de prehistorie).

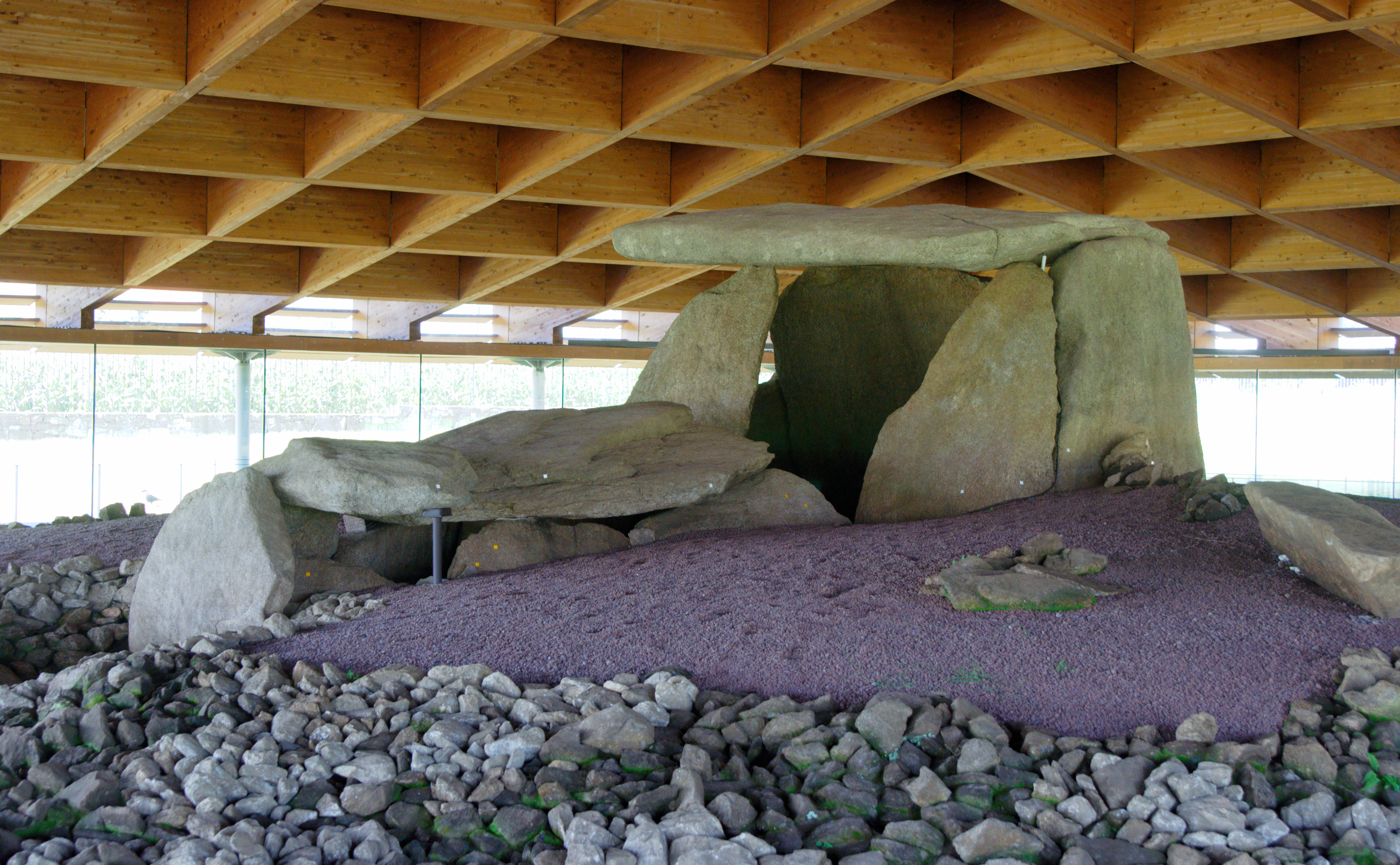
Er zijn petrogliefen en zelfs verfresten gevonden in de (tegenwoordig afgedekte) dolmen van Dombate
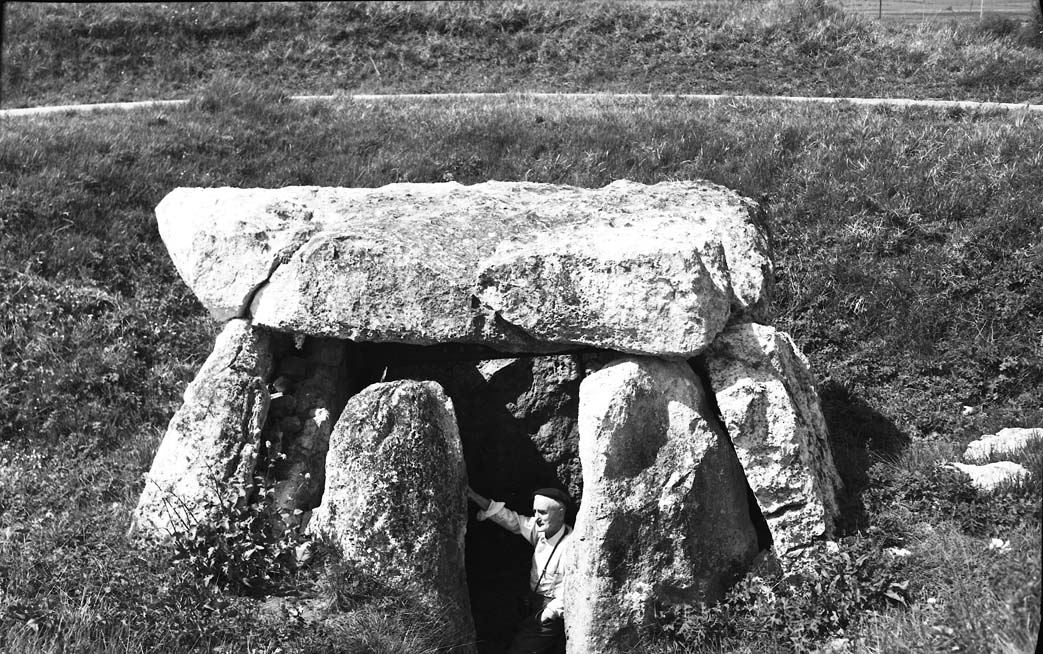
Een man staat in de aizkomendiko trikuharria (de grootste van Baskenland). Het bouwwerk werd in 1832 ontdekt bij Egilatz
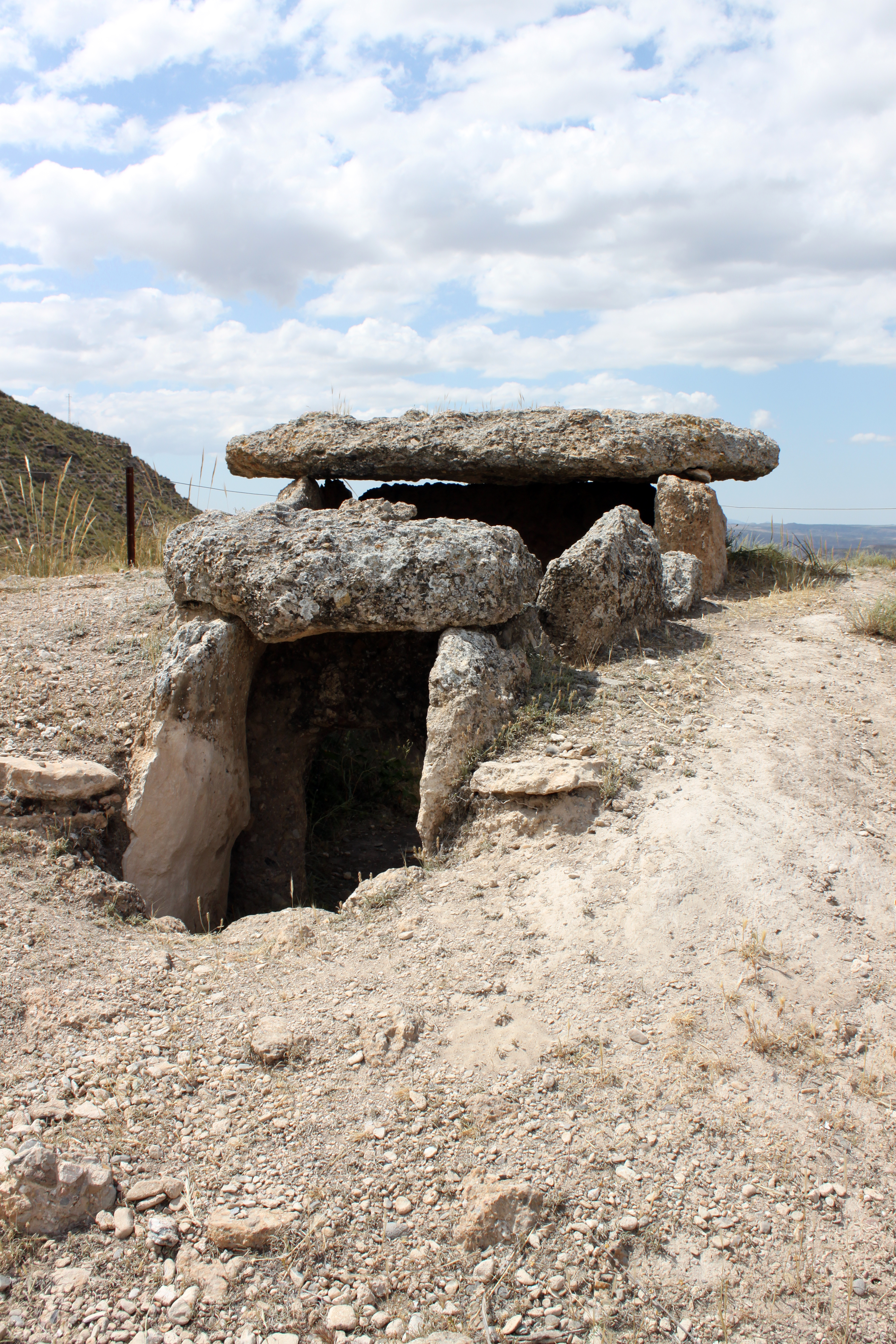
Dolmen 65 op het Parque Megalítico de Gorafe
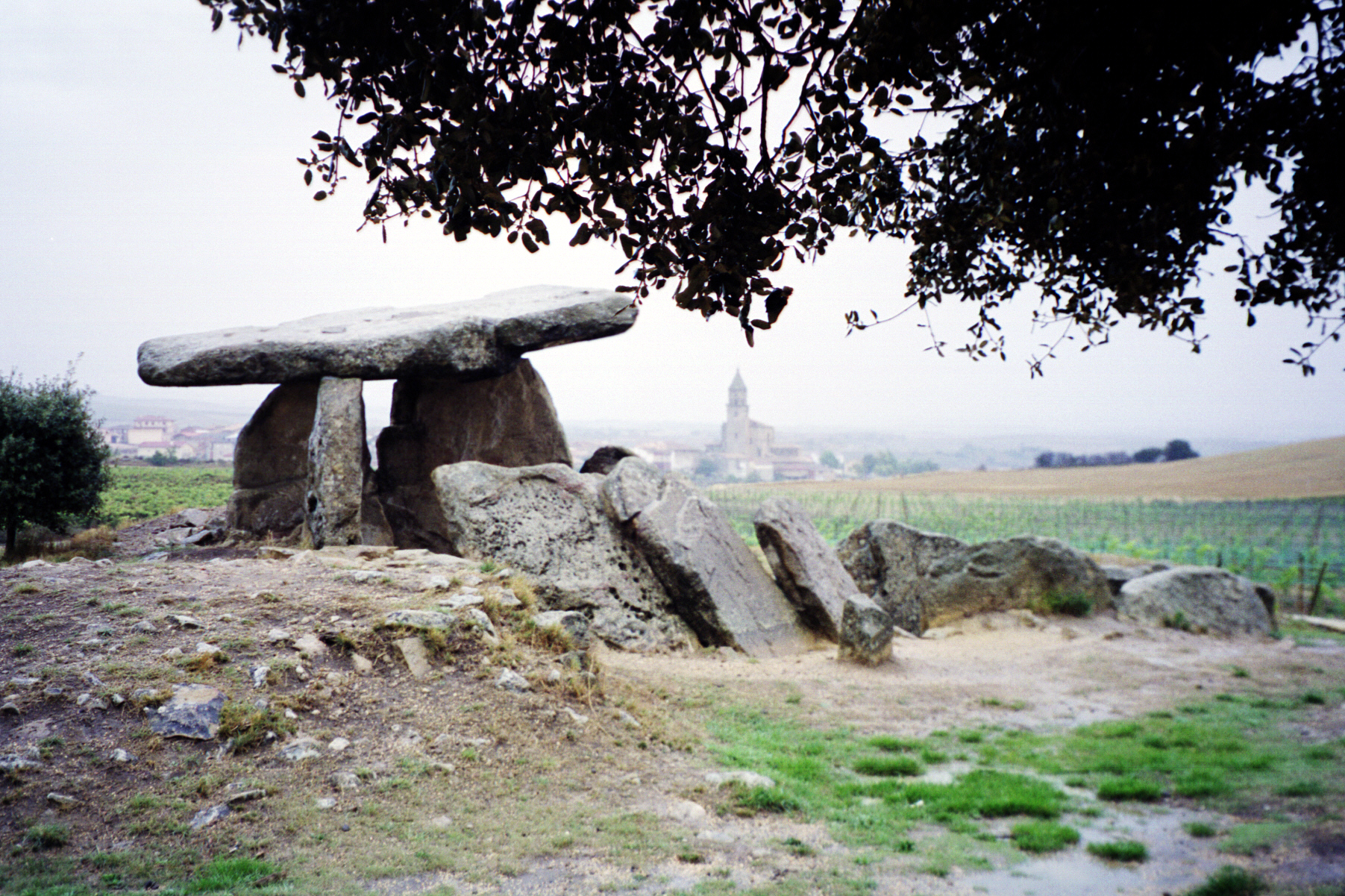
Dolmen de Elvillar
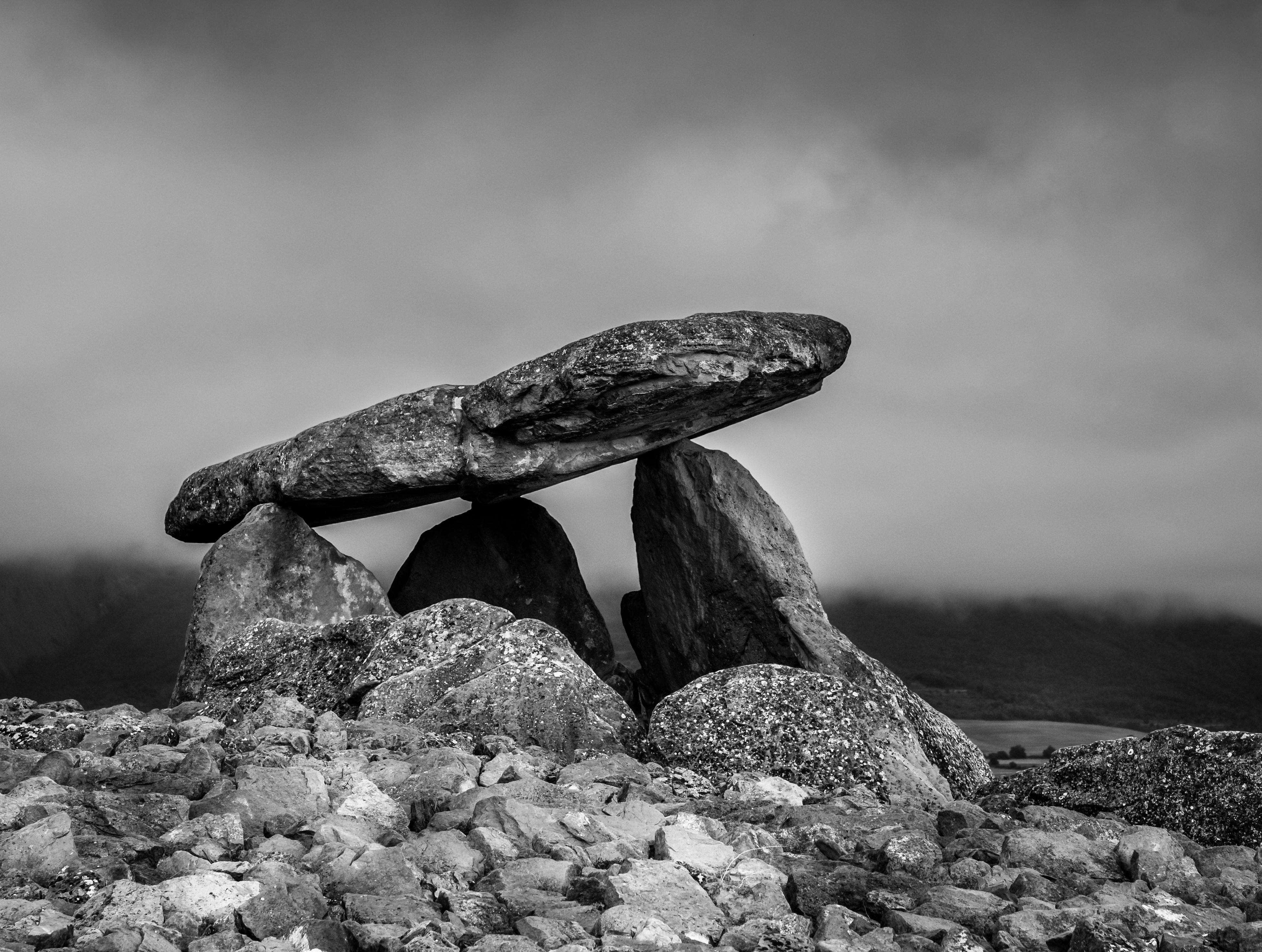
Dolmen Chabola de la Hechicera (de hut van de tovenares)
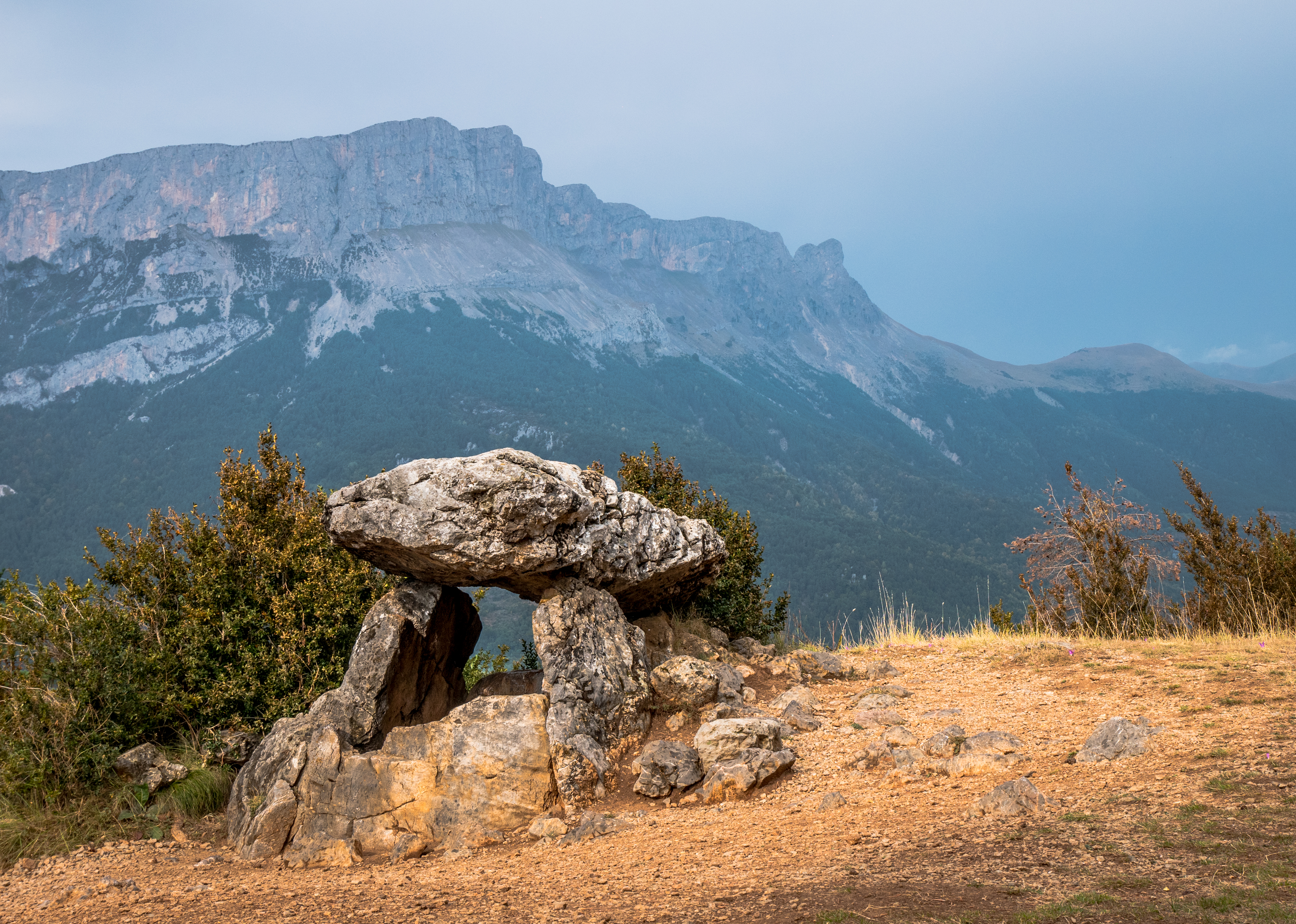
Dolmen de Tella, Sobrarbe, Aragón
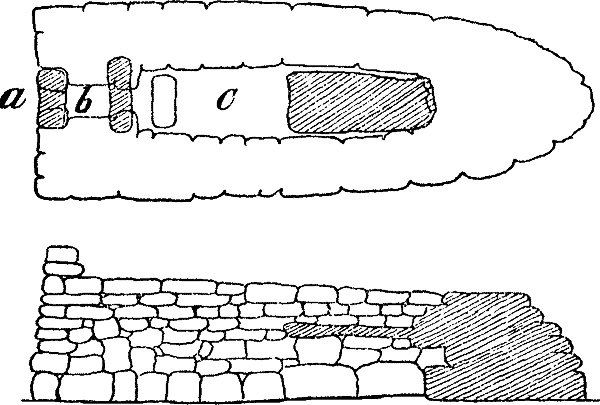
Plan en doorsnede van de ongerestaureerde Naveta d'Es Tudons (1912): (a) lage deur, (b) smalle doorgang met dakplaten, (c) lange rechthoekige kamer.

#### Zwitserland

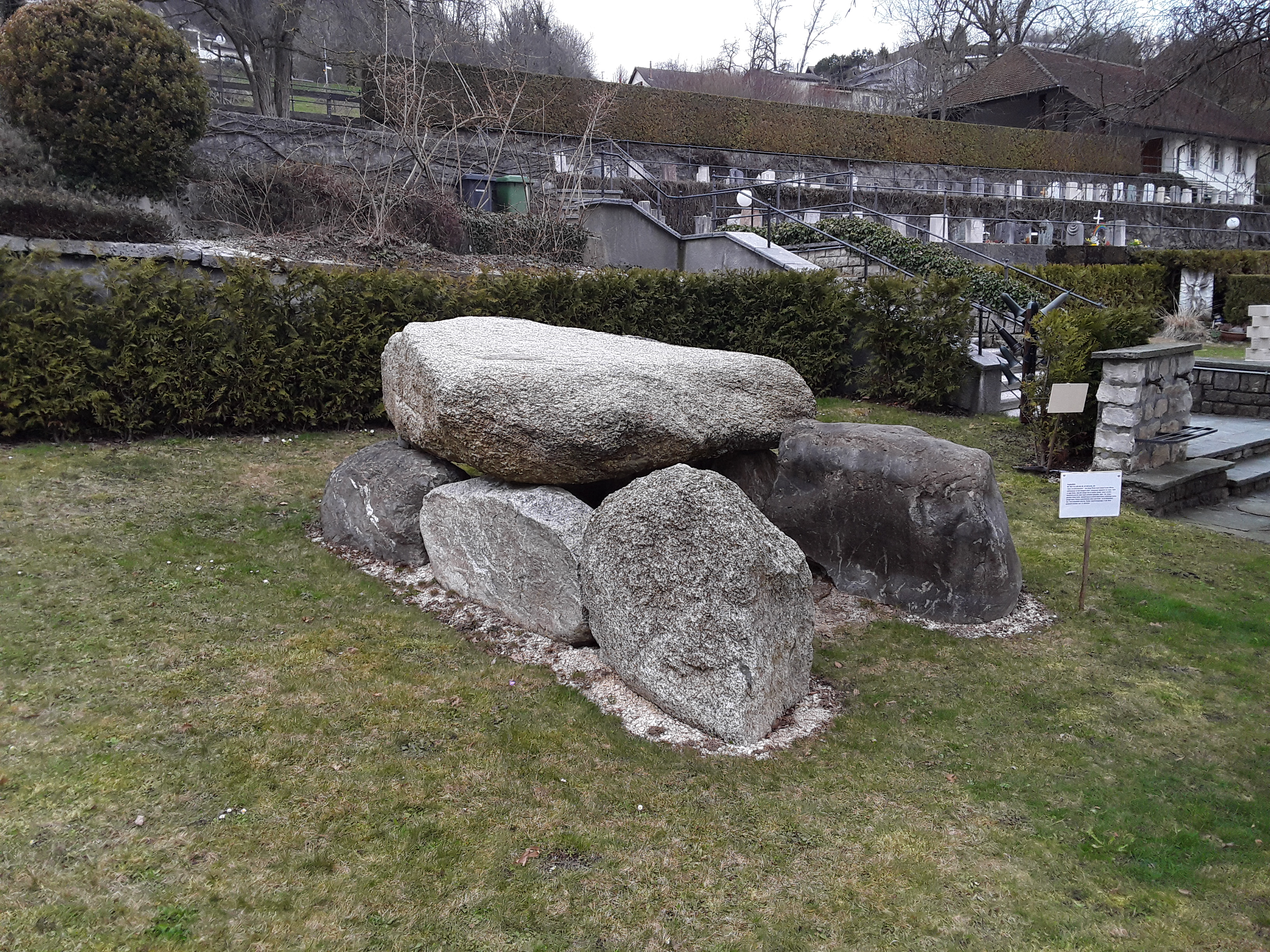
Dolmen van Oberbipp

In Zwitserland zijn dolmens zeldzaam. In 1876 werd er bij Auvernier een dolmen gevonden bij een meer. Deze dolmen is daarna verplaatst van de oorspronkelijke locatie en is tegenwoordig te bekijken bij het Museum für Archäologie.
De dolmen van Oberbipp wordt toegeschreven aan de Horgencultuur (3400 tot 2800 v.Chr), deze dolmen werd in 2011 ontdekt en er werden overblijfselen van 30 begrafenissen aangetroffen. In de afgelopen 7 eeuwen werd de dolmen bedolven door meerdere overstromingen van de Mühlebach. Alleen een klein deel van de deksteen was zichtbaar. De dolmen is thans op het kerkhof geplaatst. In de omgeving ligt de Freistein bei Attiswil, in de middeleeuwen was deze 3,7 meter lange steen een toevluchtsoord en gerechtssteen.

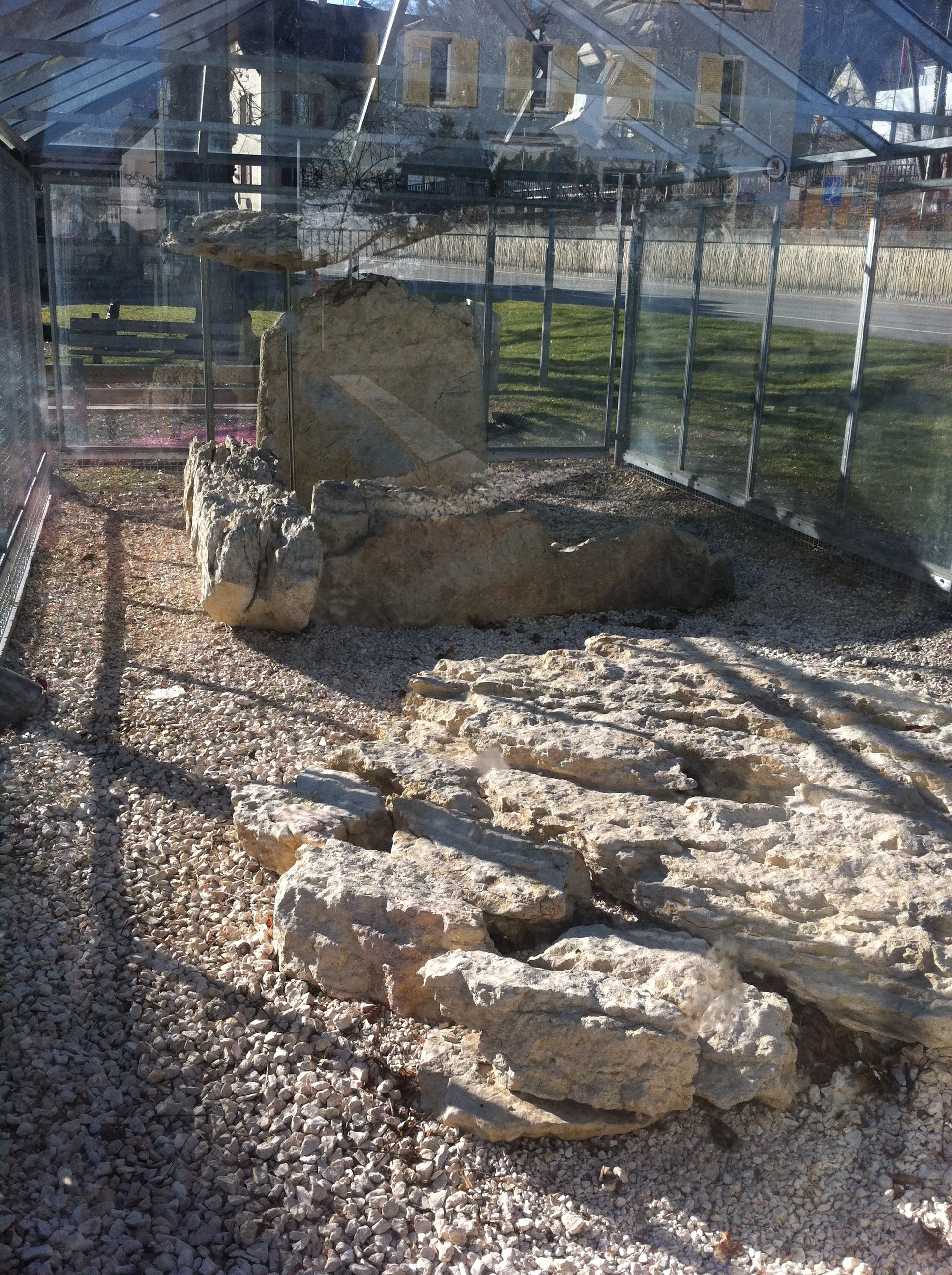
Dolmen in Laufen
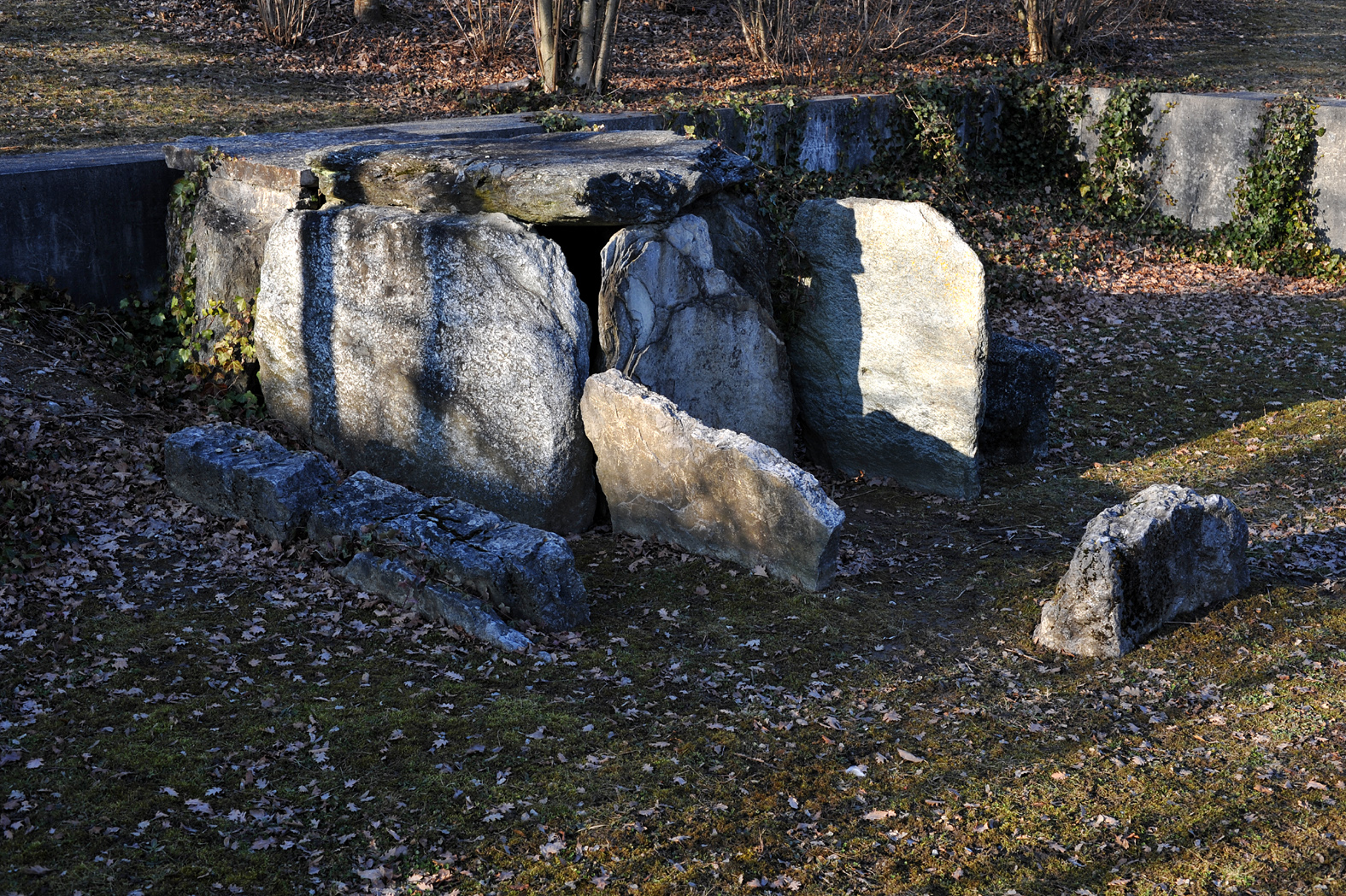
Dolmen Auvernier in Hauterive (Neuchâtel)
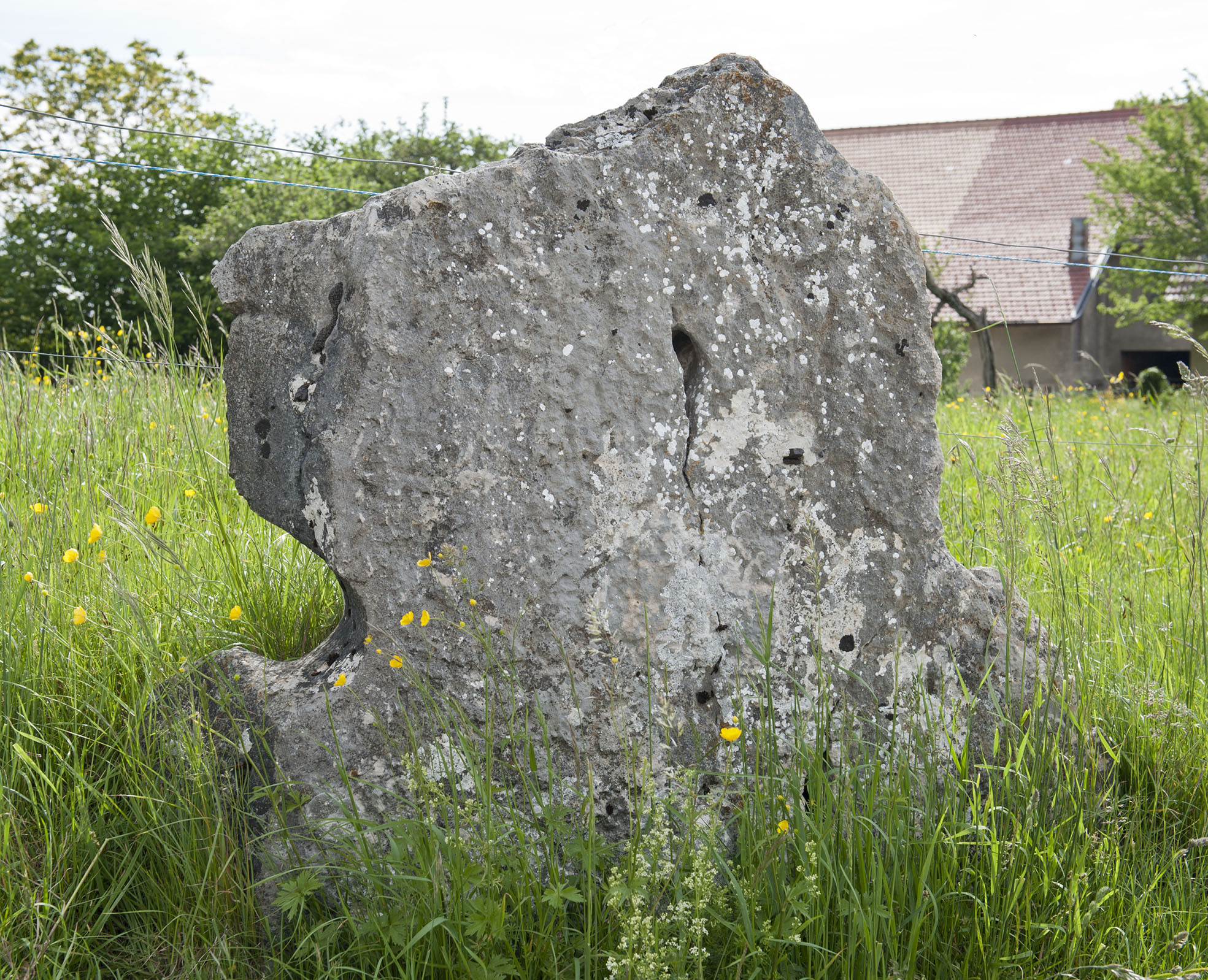
Steen afkomstig van een hunebed, de andere stenen liggen in de nabijheid (Fresens)
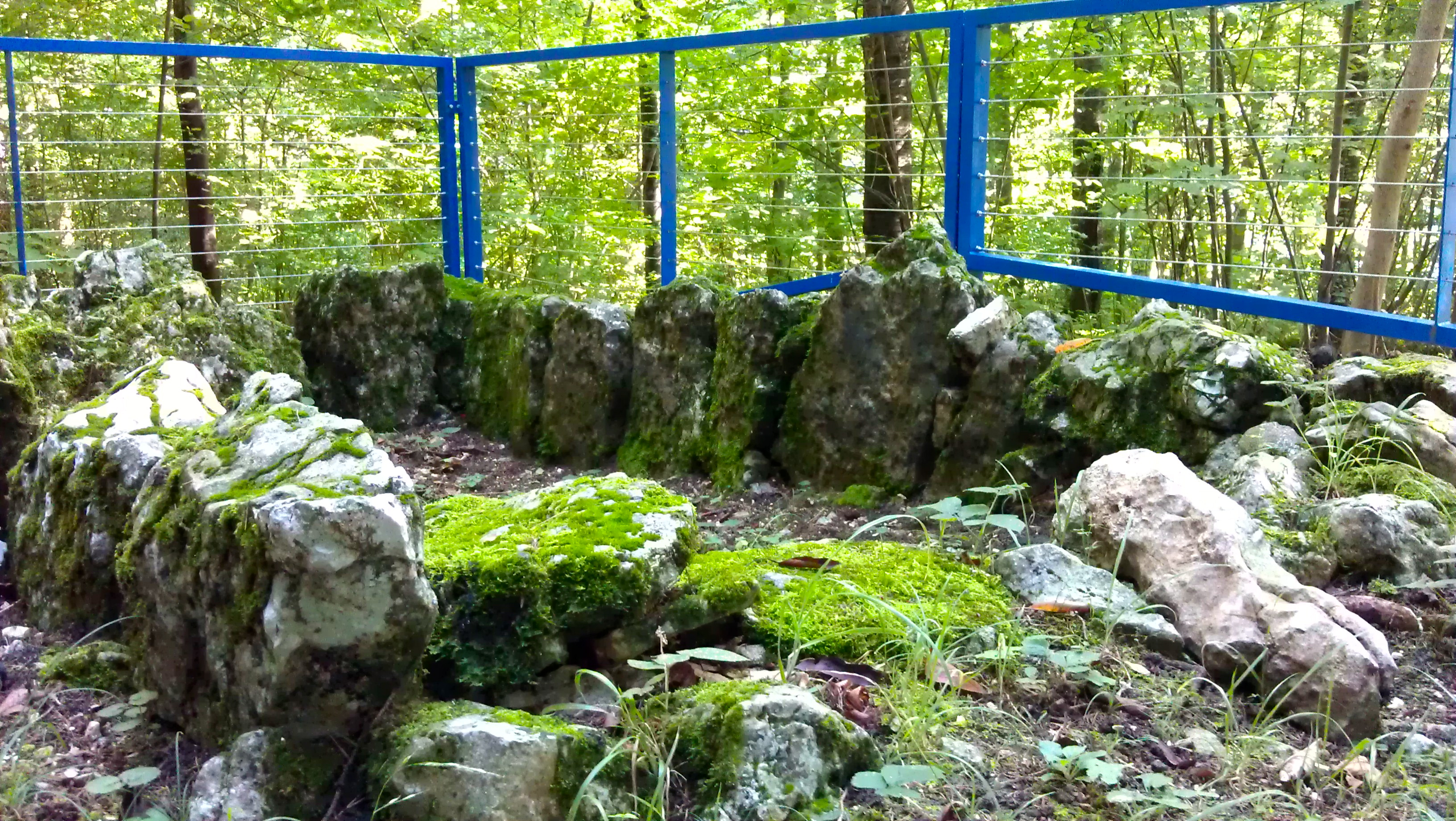
Overblijfselen van de dolmen van Aesch

### Middellandse Zeegebied

#### Italië

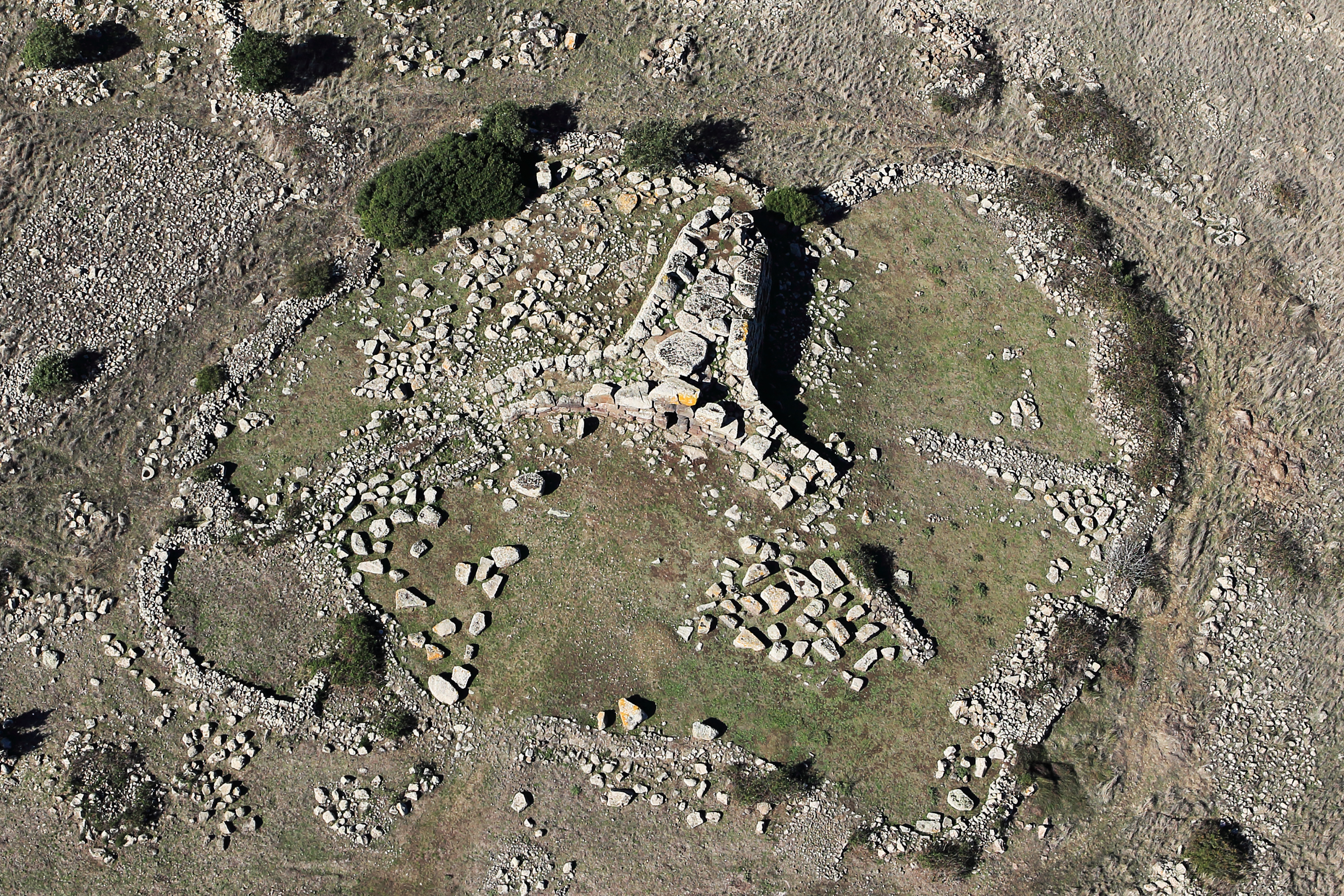
Tomba dei Giganti Sa Domu 'e S'Orku

Rondom Bisceglie zijn vele dolmens te vinden. De grootste, Chianca, heeft een deksteen van 2,5 bij 4 meter. Ook op Sicilië werden dolmens aangetroffen. Deze waren klein en rechthoekig of veelhoekig, vergelijkbaar met die in Apulië en in Malta. Ze dateren uit de Siciliaanse bronstijd, die samenvalt met de cultuur van Castelluccio (2200-1800 v.Chr.)
Er ligt een dolmen bij Cisternino.
Rondom Bisceglie zijn vele dolmens te vinden. De grootste, Chianca, heeft een deksteen van 2,5 bij 4 meter.
Op Sardinië zijn ook vele Tumbas de sos zigantes (Sardijns) of Tombe dei Giganti (Italiaans) te vinden. Deze reuzengraven behoren tot de laatst gebouwde megalitische bouwwerken van Europa.

Verspreiding van de Tumbas de sos zigantes op Sardinië
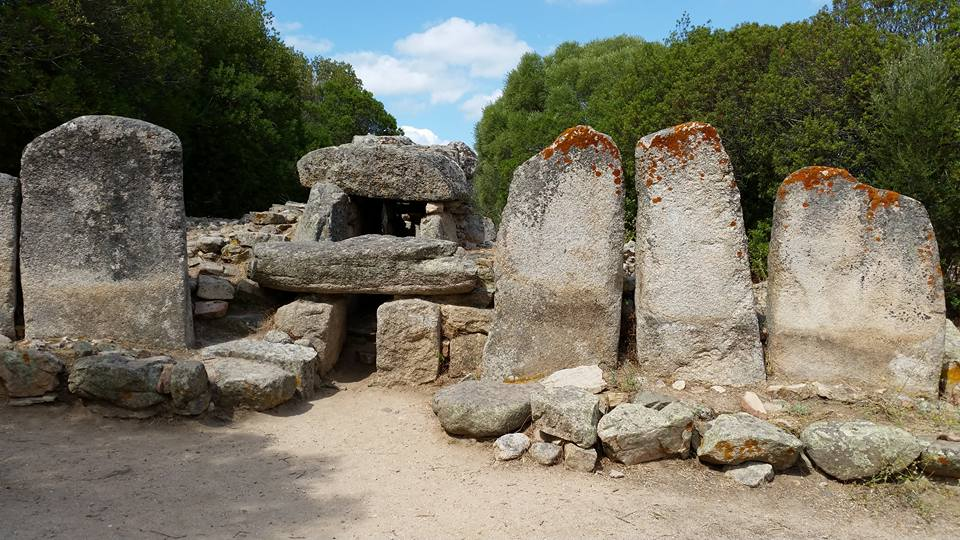
Tomba dei Giganti Su Monte de s'Ape
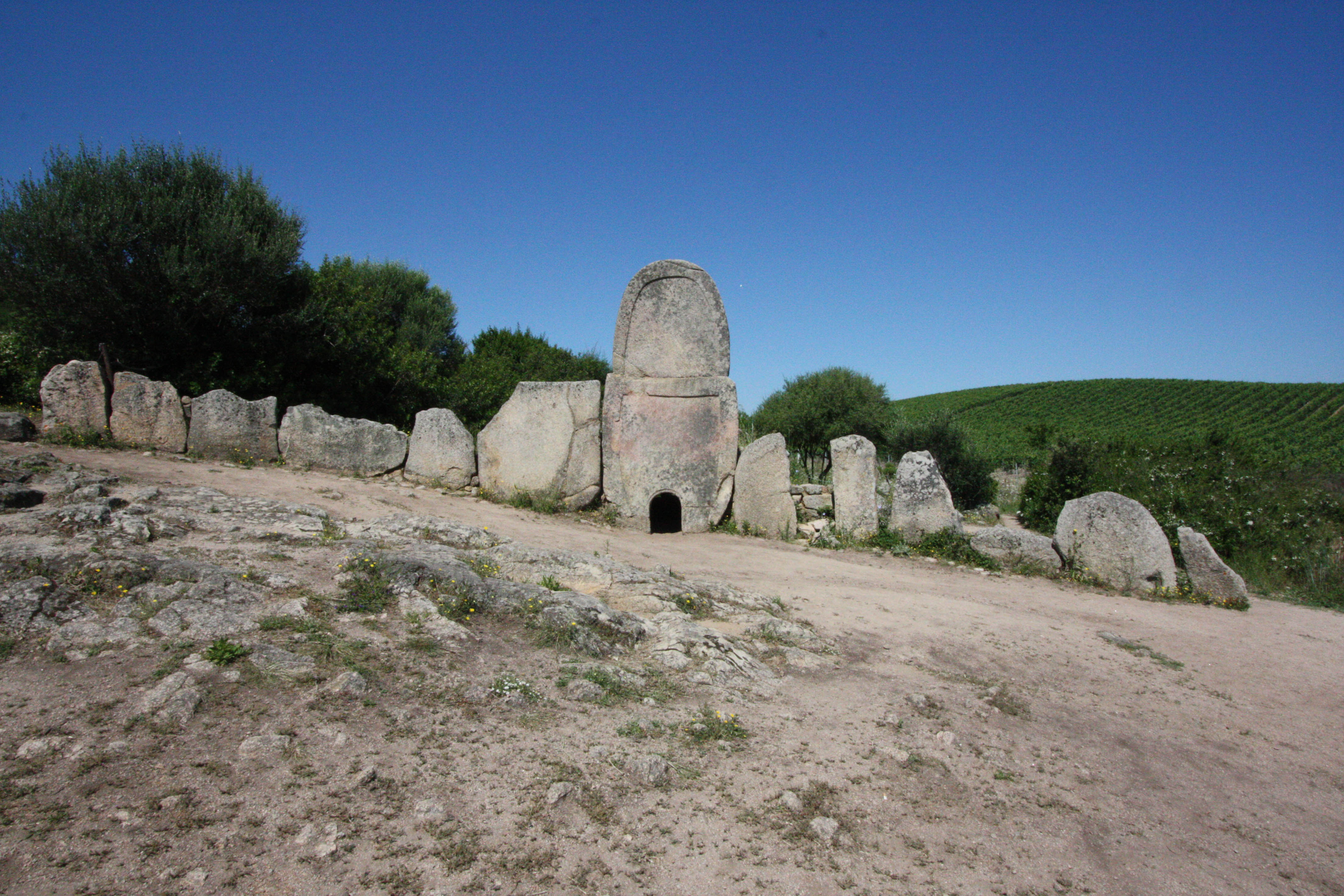
Tomba dei Giganti di Coddu Ecchiu
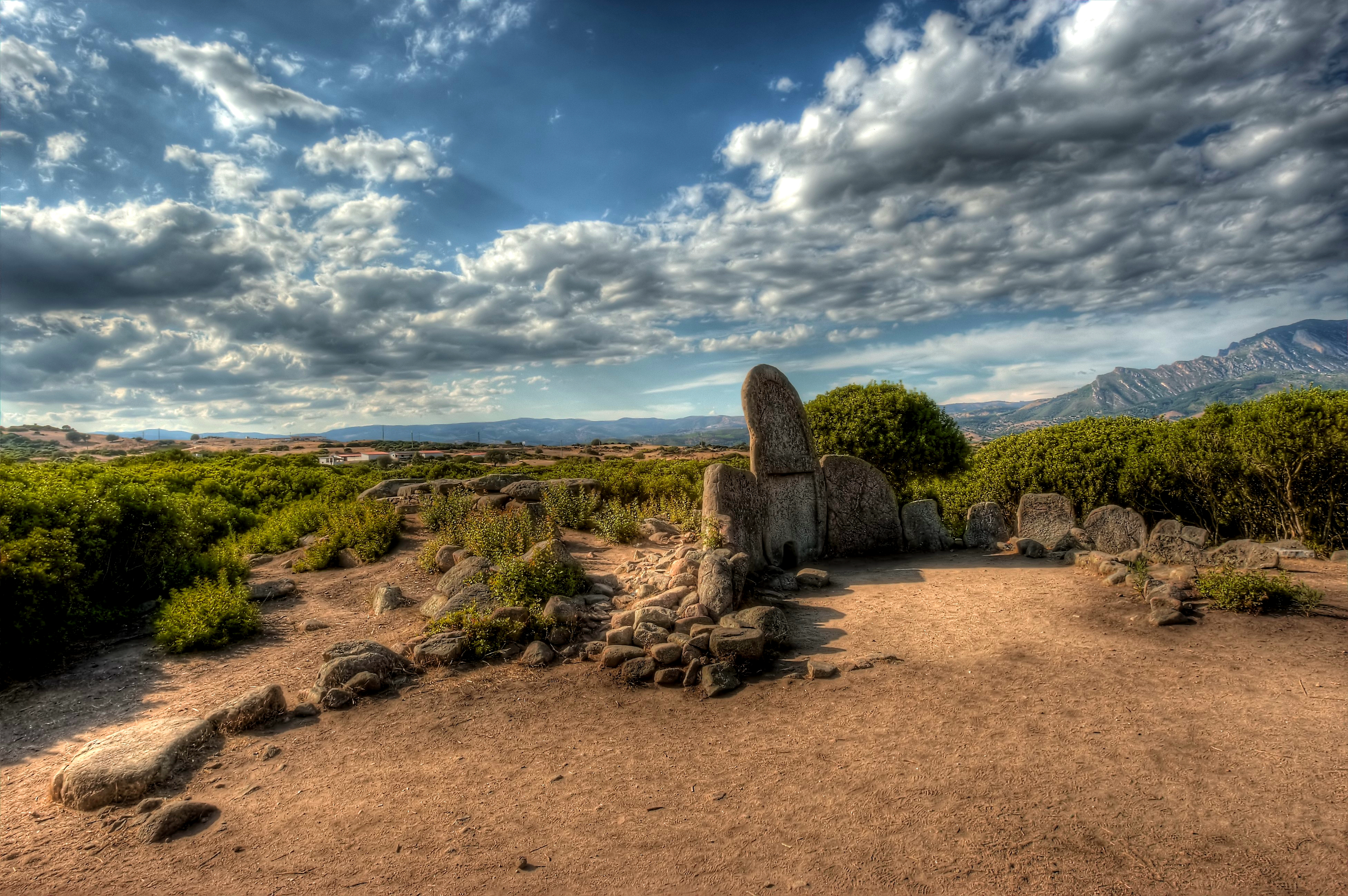
Tomba dei giganti S´ena ´e Thomes Dorgali
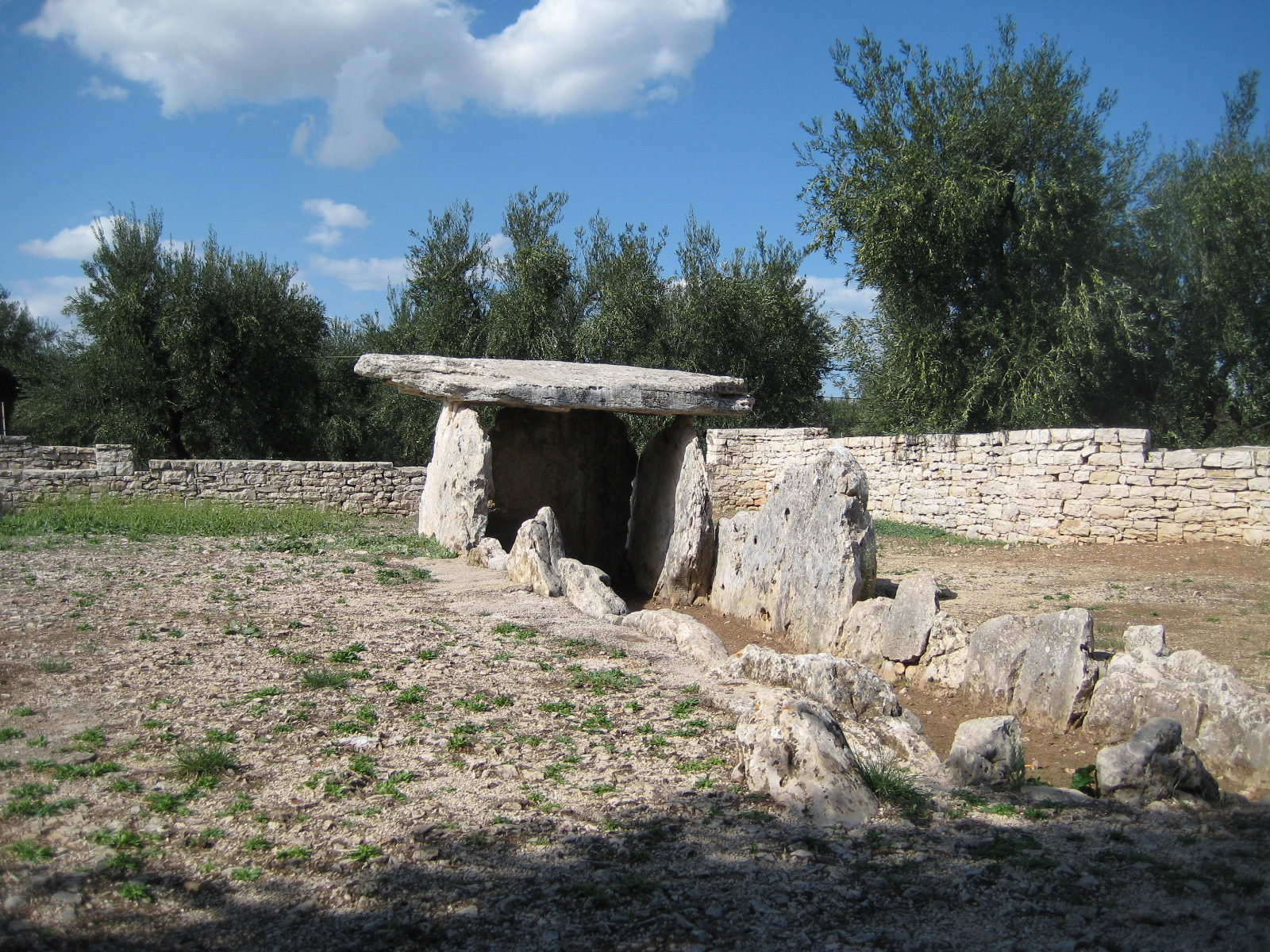
De dolmen della Chianca bij Bisceglie
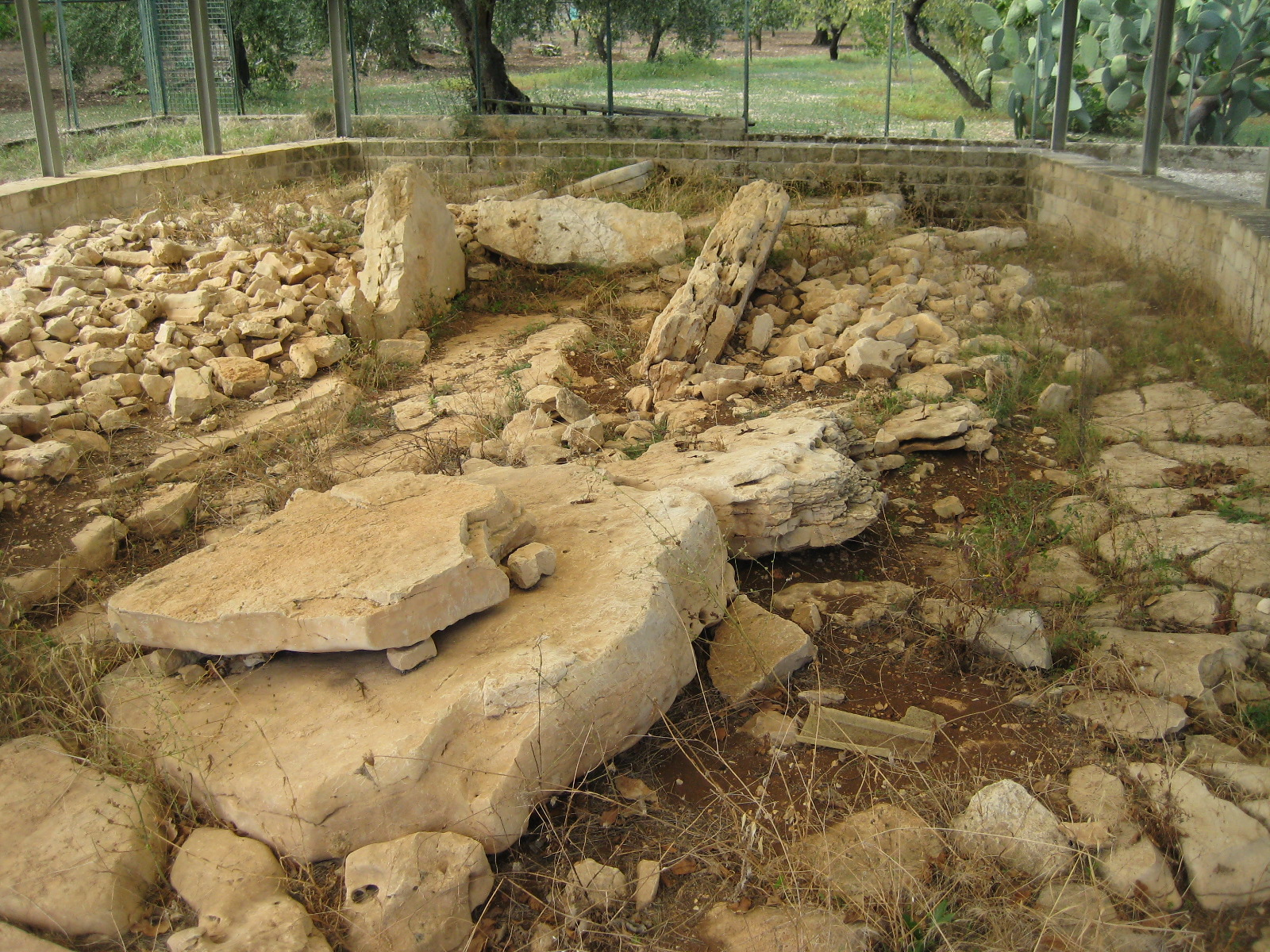
Dolmen Frisari bij Bisceglie
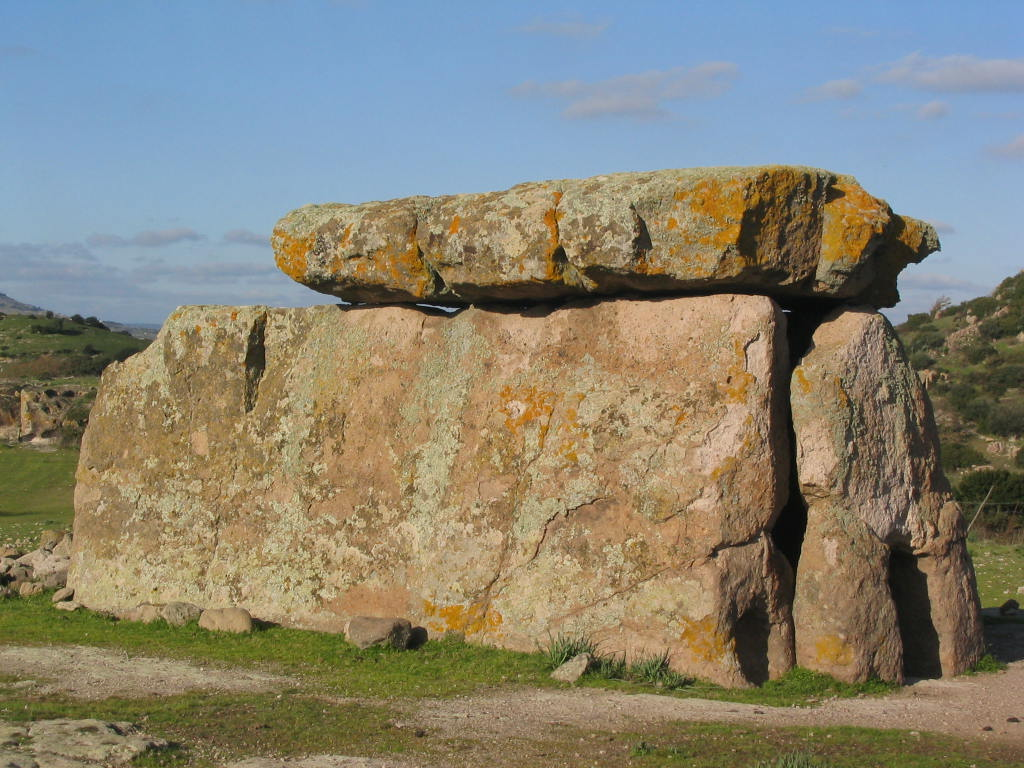
De dolmen de Sa Coveccada in Mores
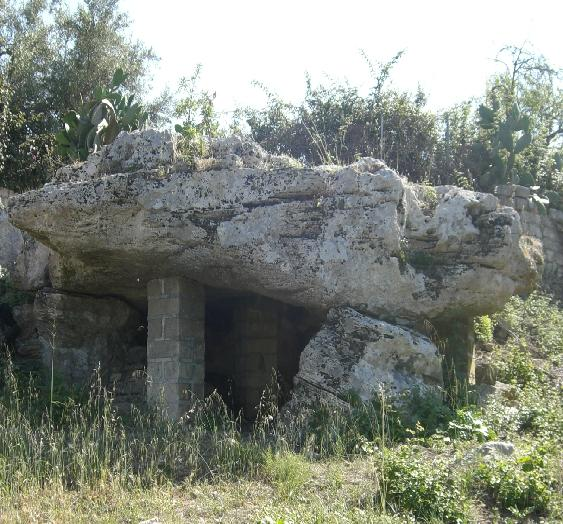
De pseudo-dolmen van Avola, in de buurt van de stad Syracuse (Sicilië)
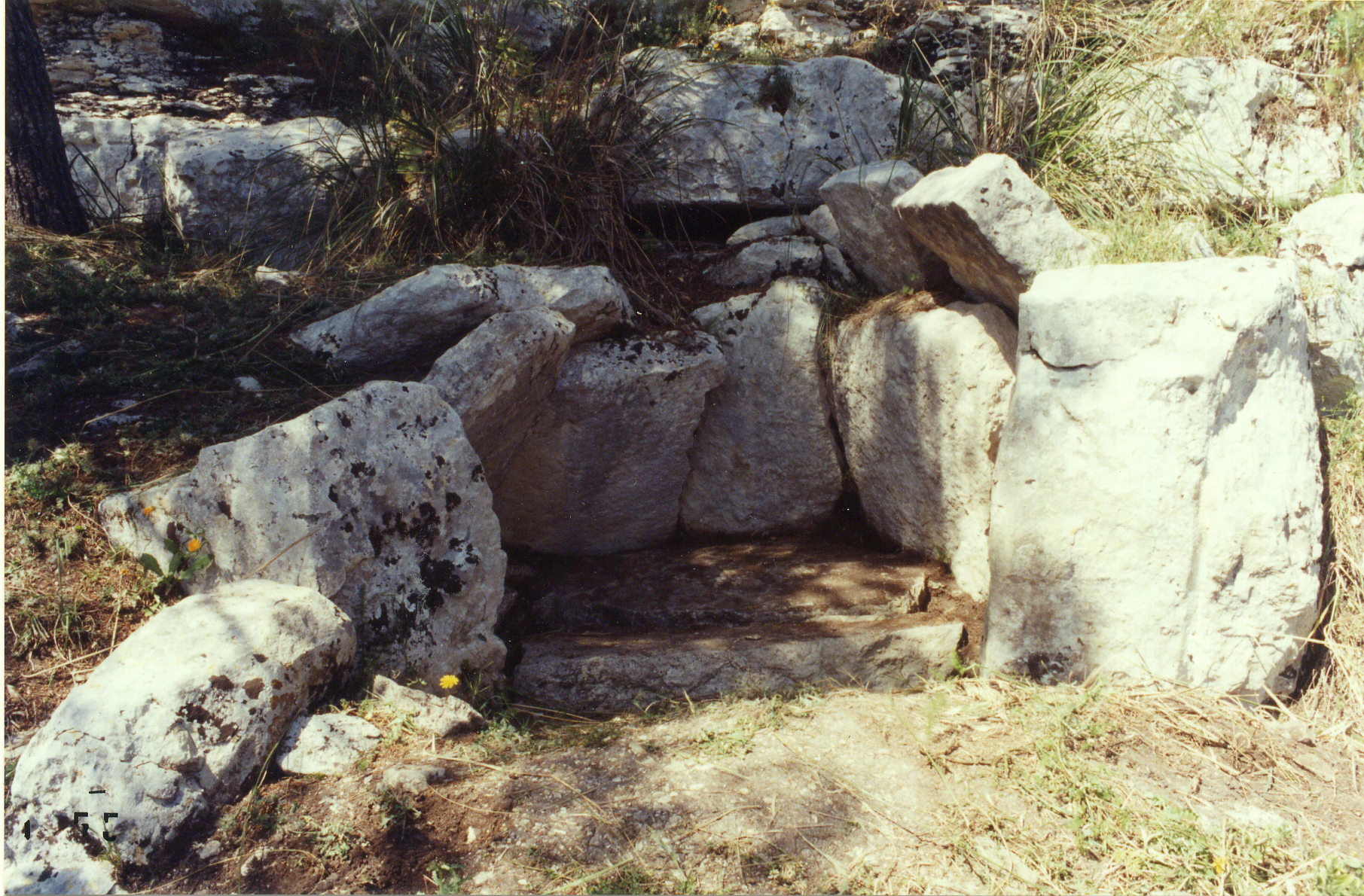
Dolmen van Cava dei Servi (Sicilië)
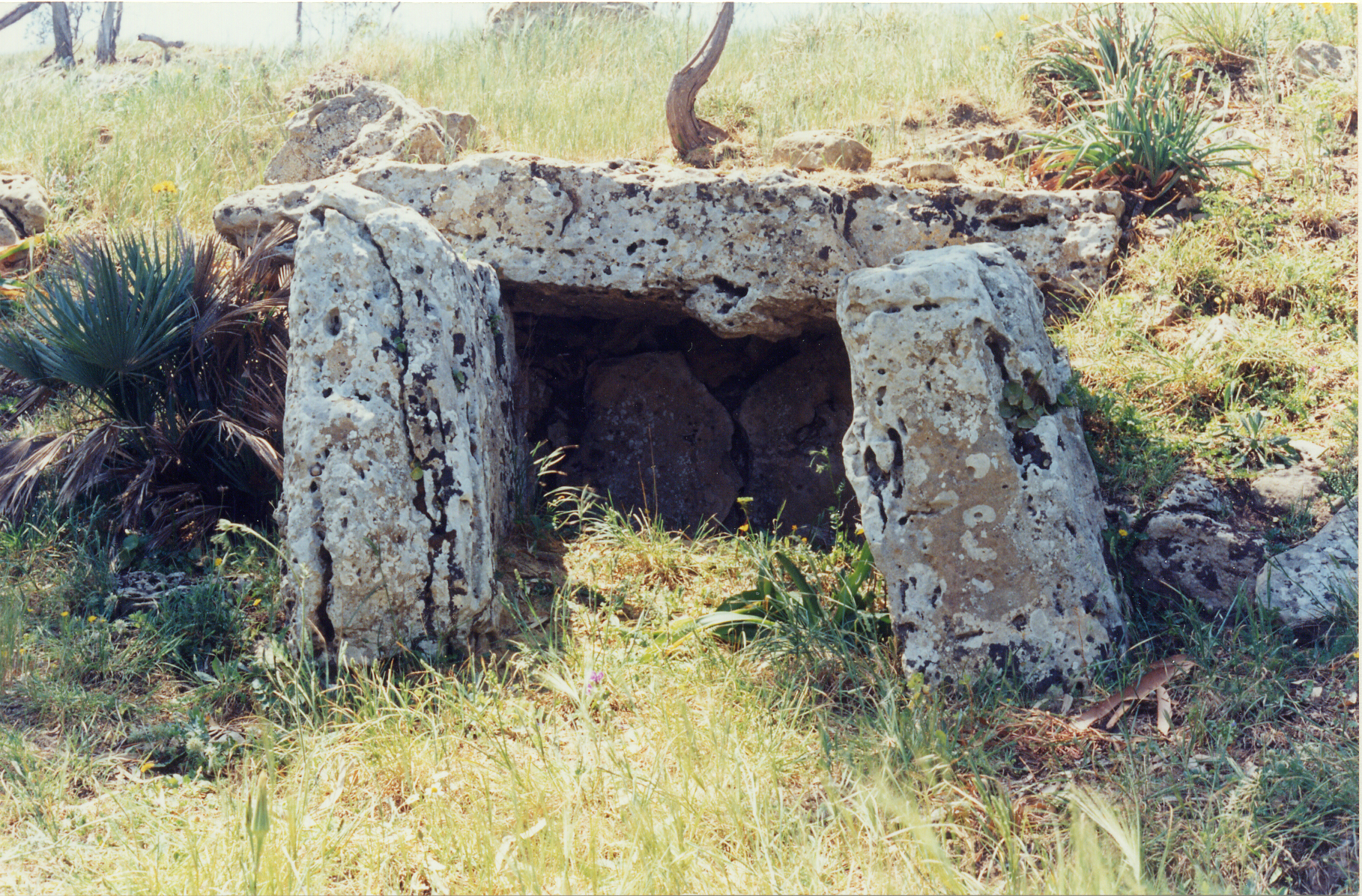
Dolmen van Monte Bubbonia (Sicilië)

#### Malta
In Malta ligt bij Qawra een dolmen.

### Rusland en de Kaukasus

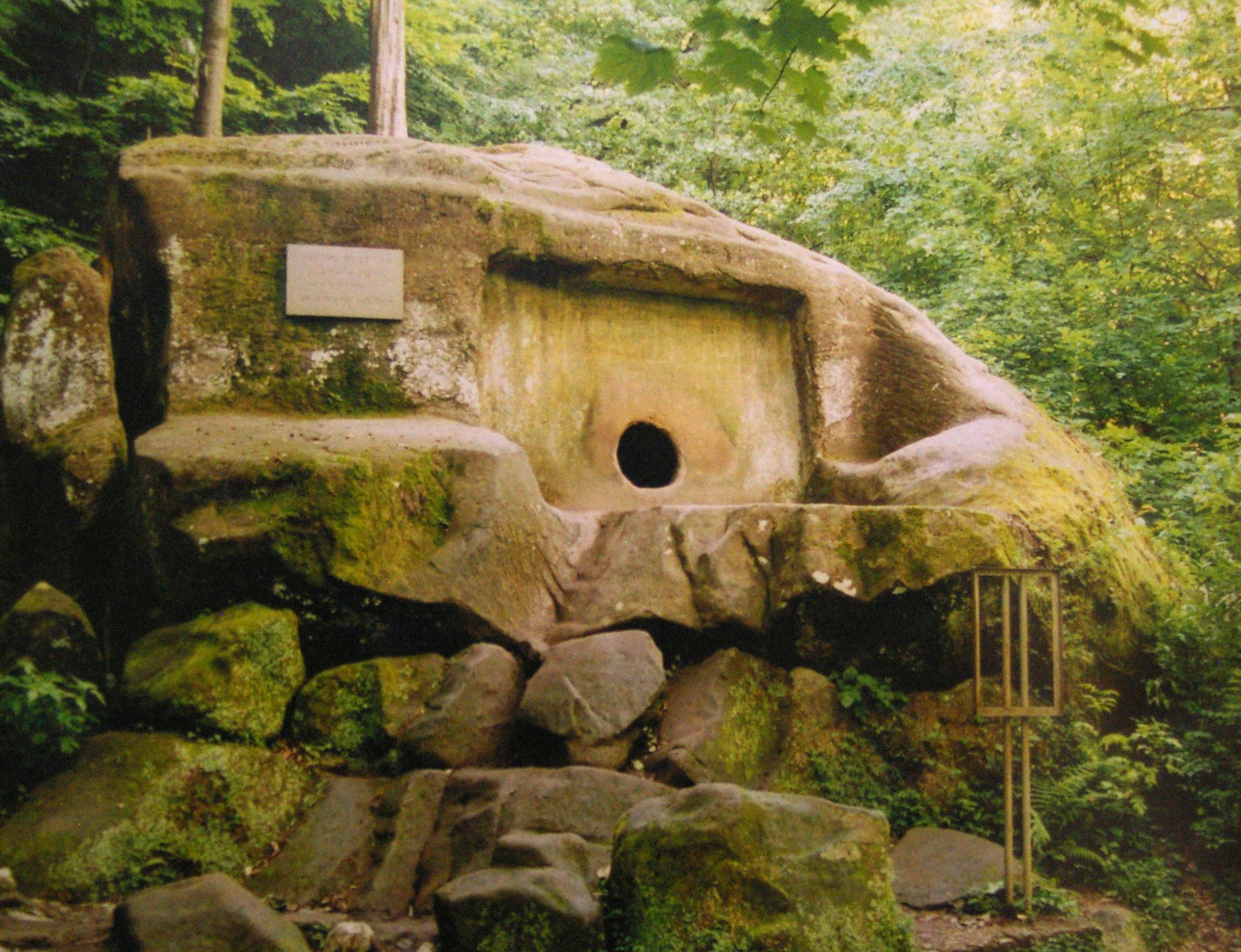
de Volkolnski-dolmen bij Sotsji

In Rusland liggen dolmens bij Sotsji en Toeapse (een bekende dolmen is Psynako 1).
De Dolmencultuur van de Westelijke Kaukasus (midden-bronstijd, 2900-2800 tot 1400-1300 v.Chr.) was verspreid over het berggebied en voorgebergte aan beide zijden van de Grote Kaukasus. De cultuur is bekend door het grote aantal megalithische monumenten. Er zijn meer dan 300 dolmens en andere monumenten en nog elk jaar worden dolmens ontdekt. Deze dolmens worden in verband gebracht met de Majkopcultuur.
In Abchazië zijn diverse dolmens, bijvoorbeeld bij Pschoe. De benaming in het Abchazisch is Adamra en in het Adygees Ispun.
In Azerbeidzjan liggen onder andere bij Şuşa dolmens.

## Vergelijkbare monumenten elders op de wereld

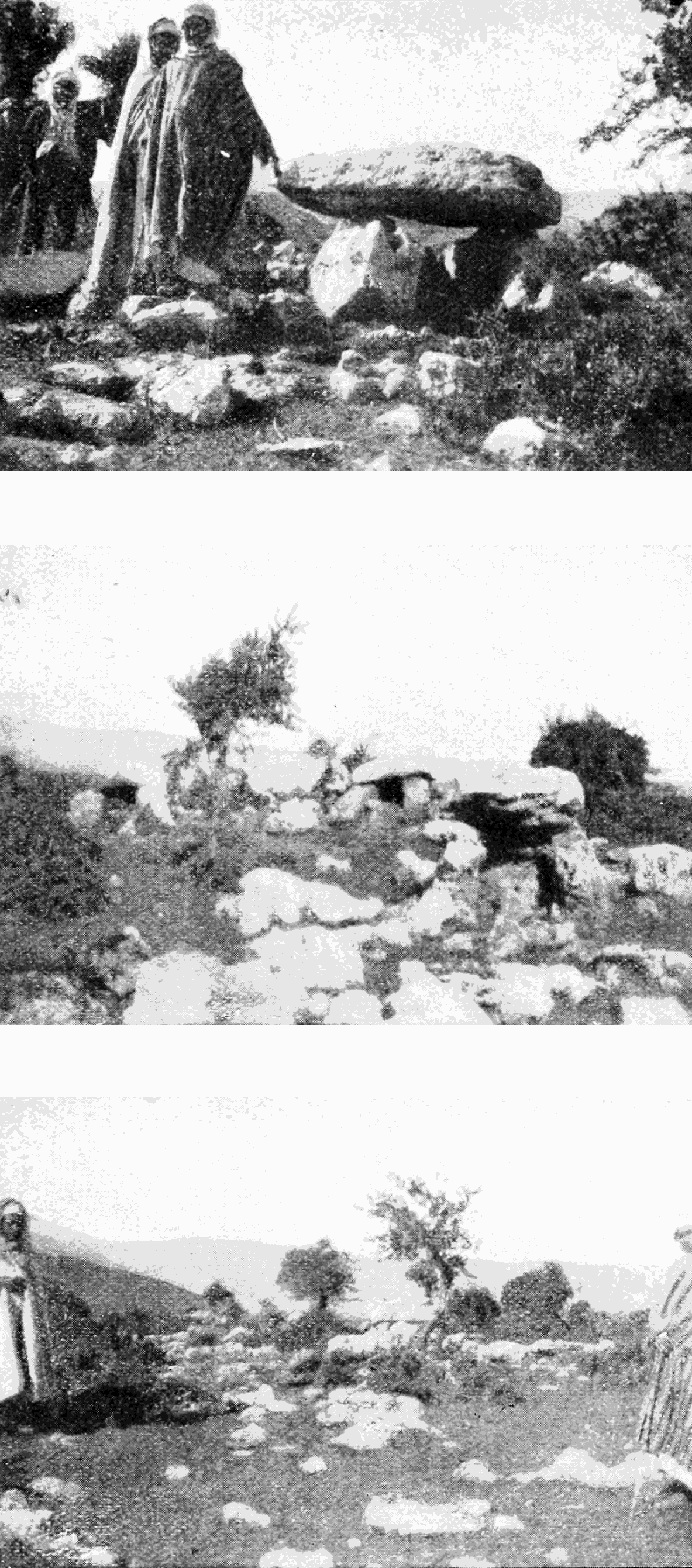
Dolmens in Algerije, 1900-1901

- In Zuid-Korea staan vele honderden hunebedden[31] onder andere in Gochang, Hwasun en Ganghwa (met zo'n 100 hunebedden). Naar schatting zijn 35.000 dolmens aanwezig op het Koreaans Schiereiland. Deze zijn gebouwd door een megalithische cultuur vanaf het eerste millennium v. Chr. Ze behoren thans tot het Werelderfgoed.[32] De benaming in het Koreaans is 고인돌 (goindol). Er wordt onderscheid gemaakt tussen de noordelijke en zuidelijke typen. De noordelijke typen zijn bovengronds gebouwd, hebben vier zijden en worden van boven afgesloten door een megaliet. De zuidelijke typen zijn in de grond gebouwd en bevatten een kuil. De zuidelijke typen worden in verband gebracht met begrafenissen, maar het doel van de noordelijke typen is onzeker.[33] In Ganghwa is een hunebed met de grootste megaliet van het land. In Gochang liggen in één vallei 447 verschillende dolmens verspreid. De dolmens in Korea worden toegeschreven aan het Mumuntijdperk (1.500 – 300 v.Chr.).[34]
- India heeft ook dolmens. In Karnataka zijn er meer dan 50 aangetroffen op de top van Pandavara Betta en in Tamil Nadu zijn er meer dan 100 aangetroffen in Moral Pari. Er zijn ook dolmens aangetroffen in Andhra Pradesh en Kerala. In Muniyara zijn 15 typen domens[35] De grootste concentratie hunebedden is in Hire Benakal, waar ook menhirs en steenkisten worden aangetroffen.
- Ook in Jordanië zijn hunebedden aangetroffen. Ook daar worden ze bedreigd, boeren breken ook in dit land de bouwwerken af om meer land te kunnen gebruiken.[36]
- In Noord-Afrika worden dolmens gevonden in Algerije (meer dan 7000 in Roknia) en Tunesië.
- Indonesië kent hunebedden op de eilanden Nias en Sumba. Op Sumba worden tot op de dag van vandaag hunebedden gebouwd, vaak met eenvoudige middelen. Wel wordt eventueel gebruik gemaakt van vrachtauto's voor het transport van stenen. Dekstenen van beton zijn niet ongebruikelijk. Een plaats met veel megalietgraven is Anakalang.
- Rujm al-Hīrī ligt op de Golanhoogten te midden van een ruim plateau met honderden dolmens.

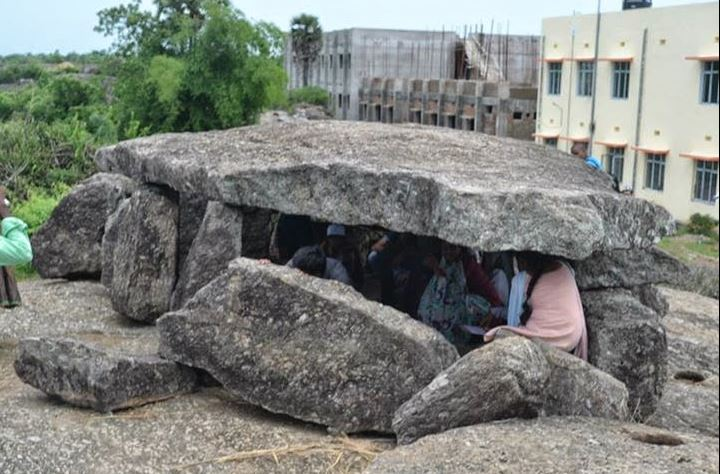
Mensen in een dolmen in Amadalavalasa, India
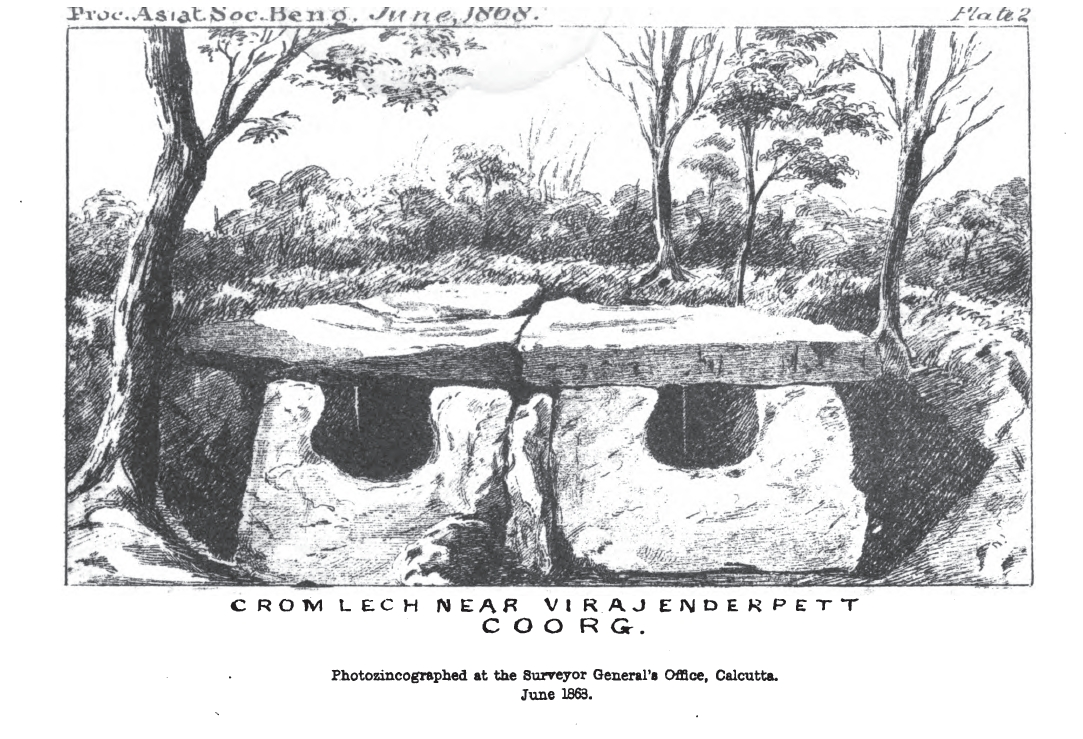
Dolmens nabij Virarajendrepet, Karnataka, India, 1868
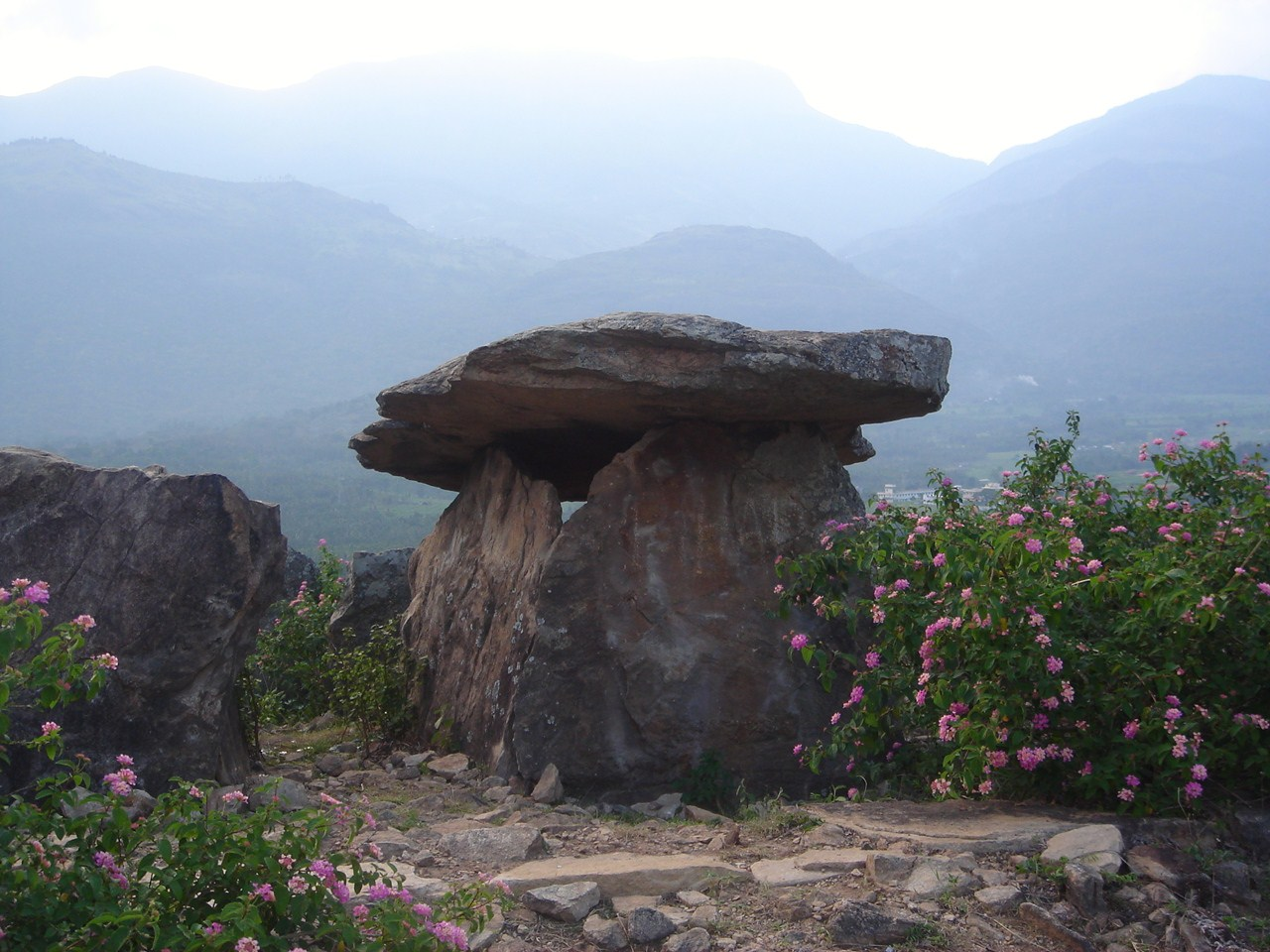
Dolmen opgericht in Marayur, Kerala, India.
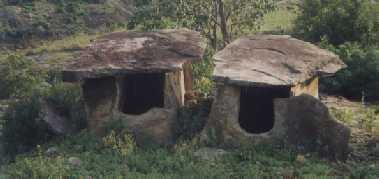
Muniyara dolmens bij Marayoor
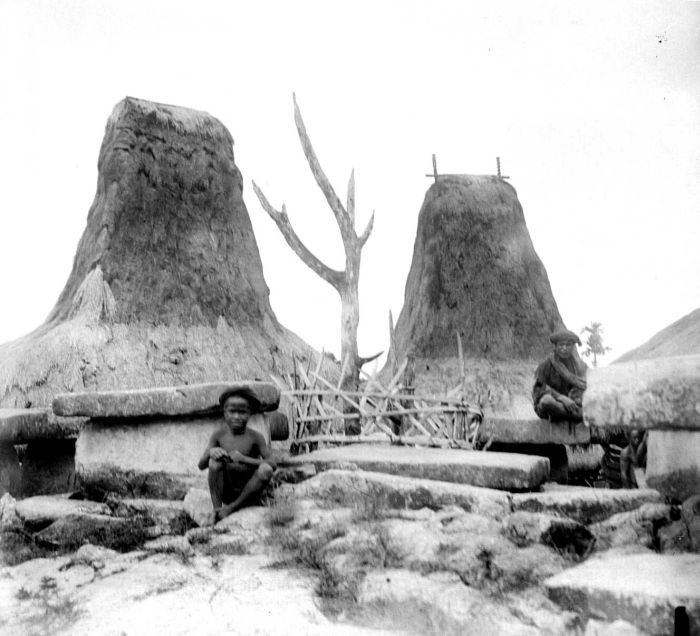
Dolmen en een dodenboom (andong) in kampong Taroeng, West-Soemba
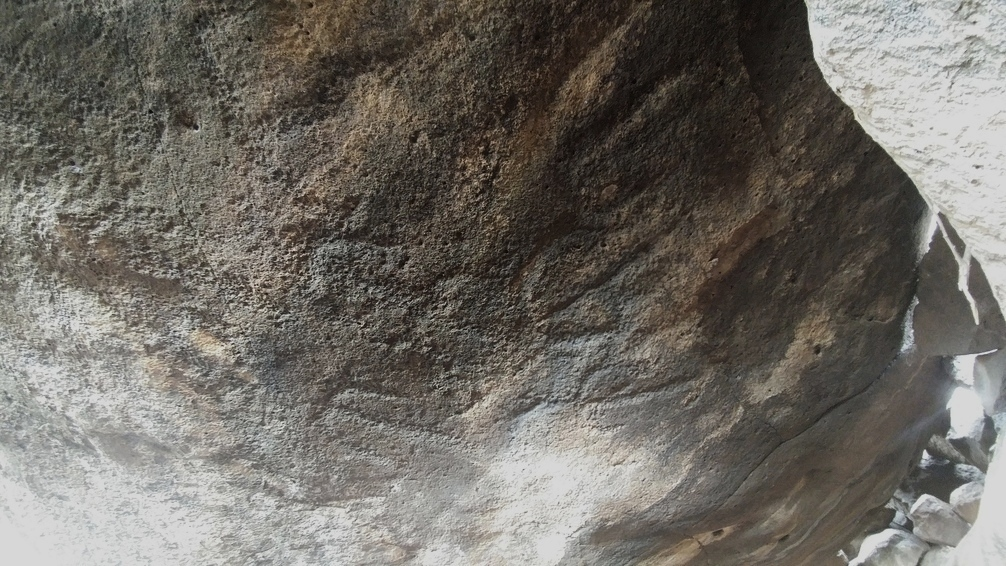
Petrogliefen op de binnenkant van een dolmen in Israël
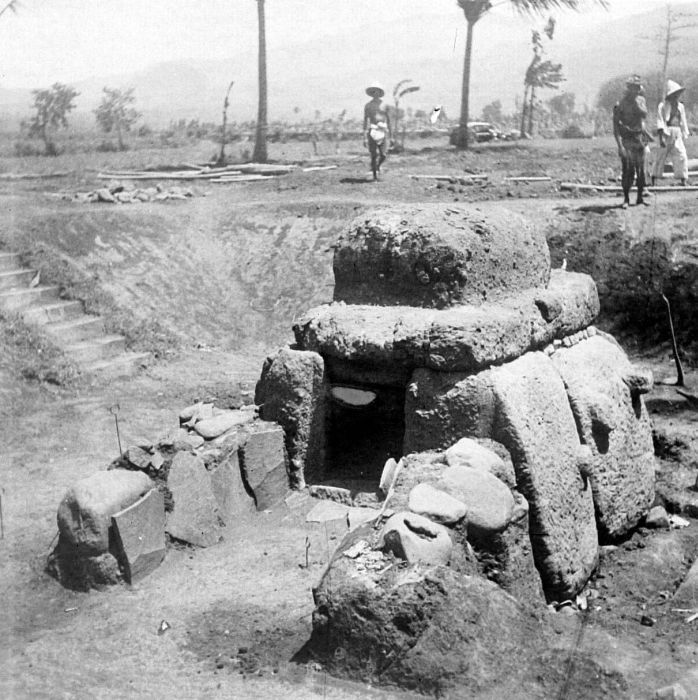
Een dolmenachtige grafkelder van de laat megalitische cultuur op Oost-Java
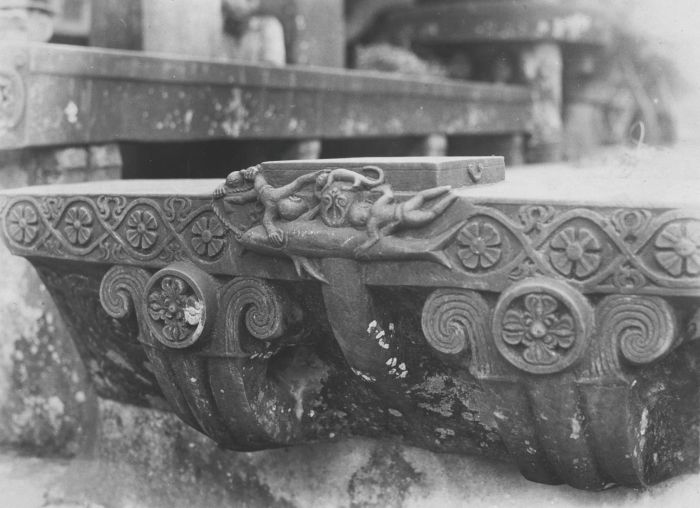
Detail, Wereldmuseum Amsterdam
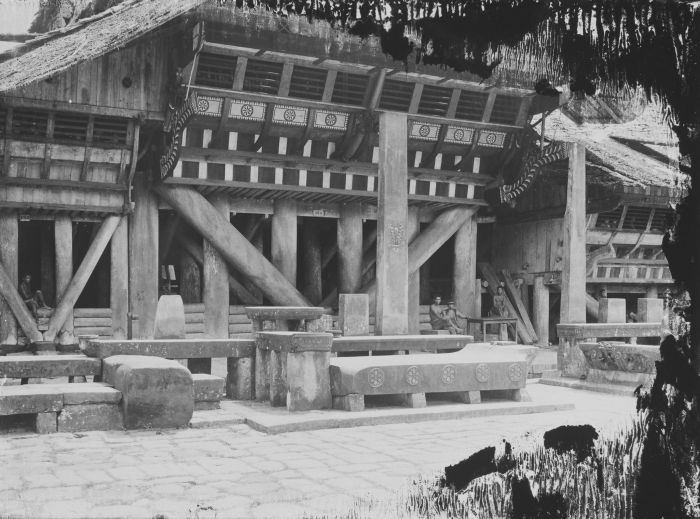
Een adathuis met megalieten in Bawomataloewo
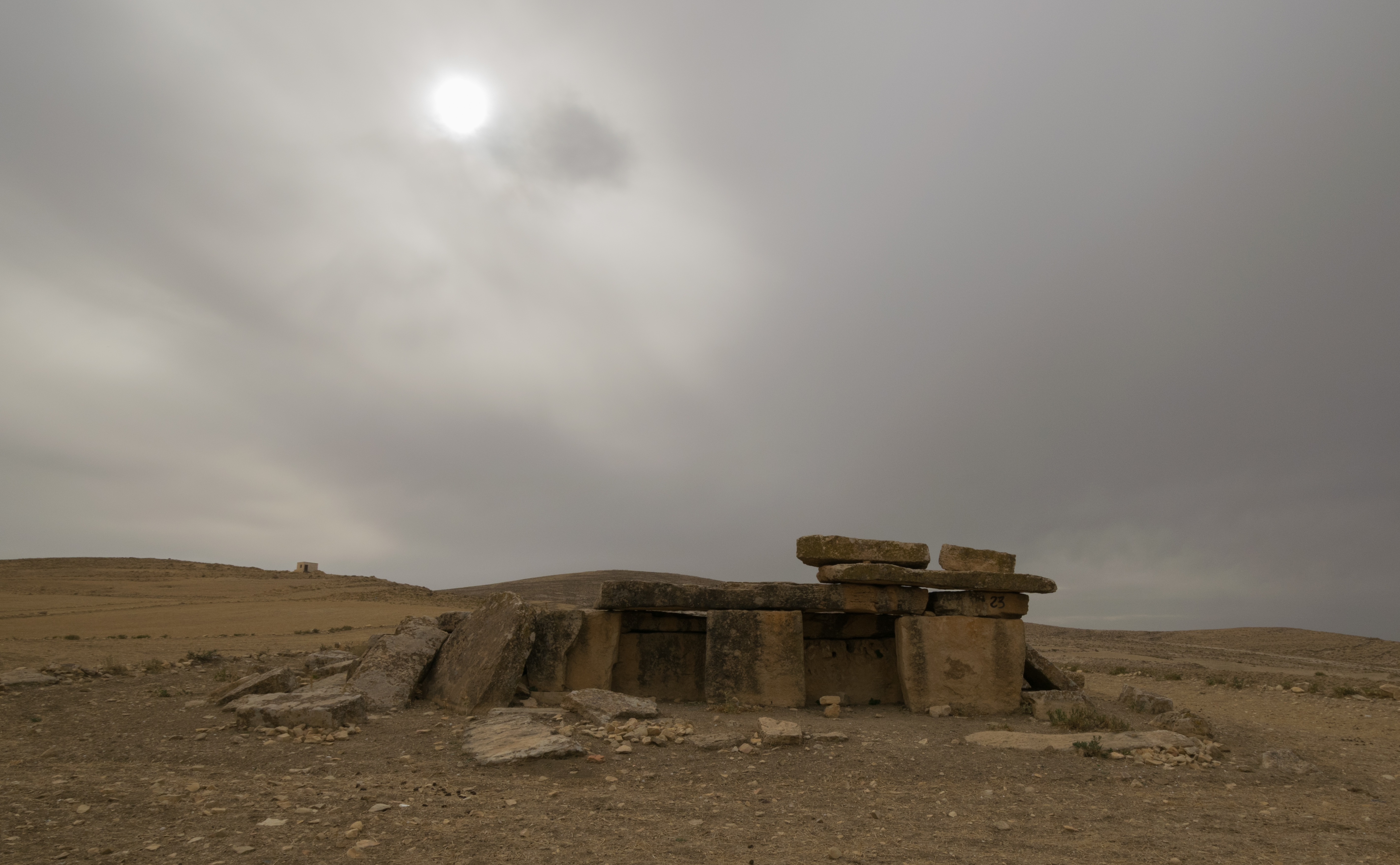
Dolmens in Tunesië
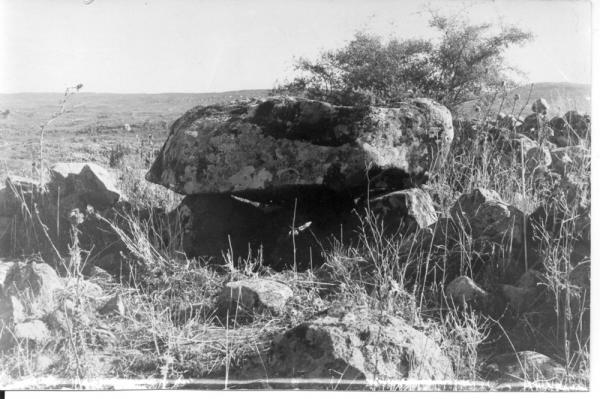
Dolmen in Israël
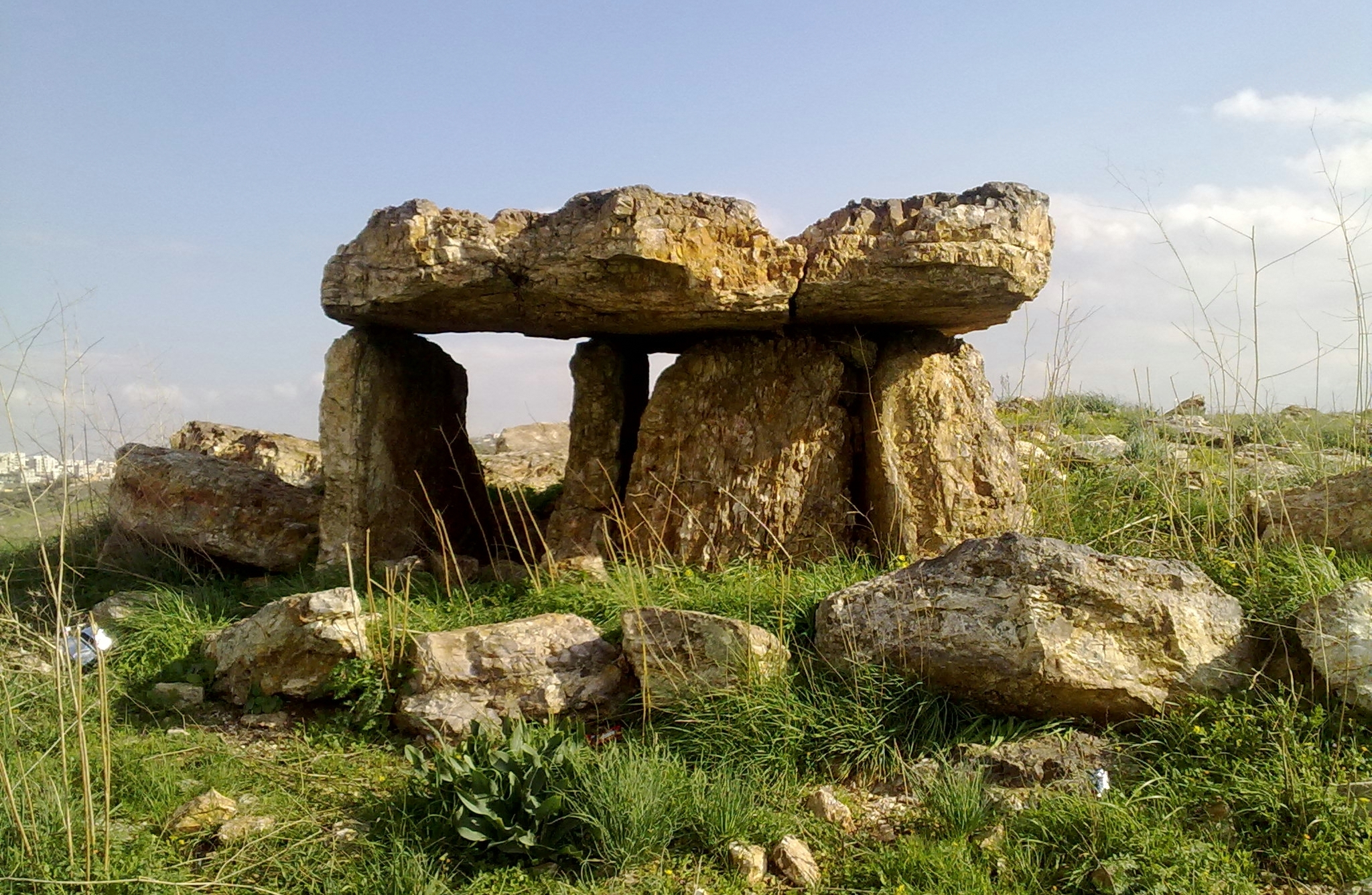
Dolmen in Jordanië
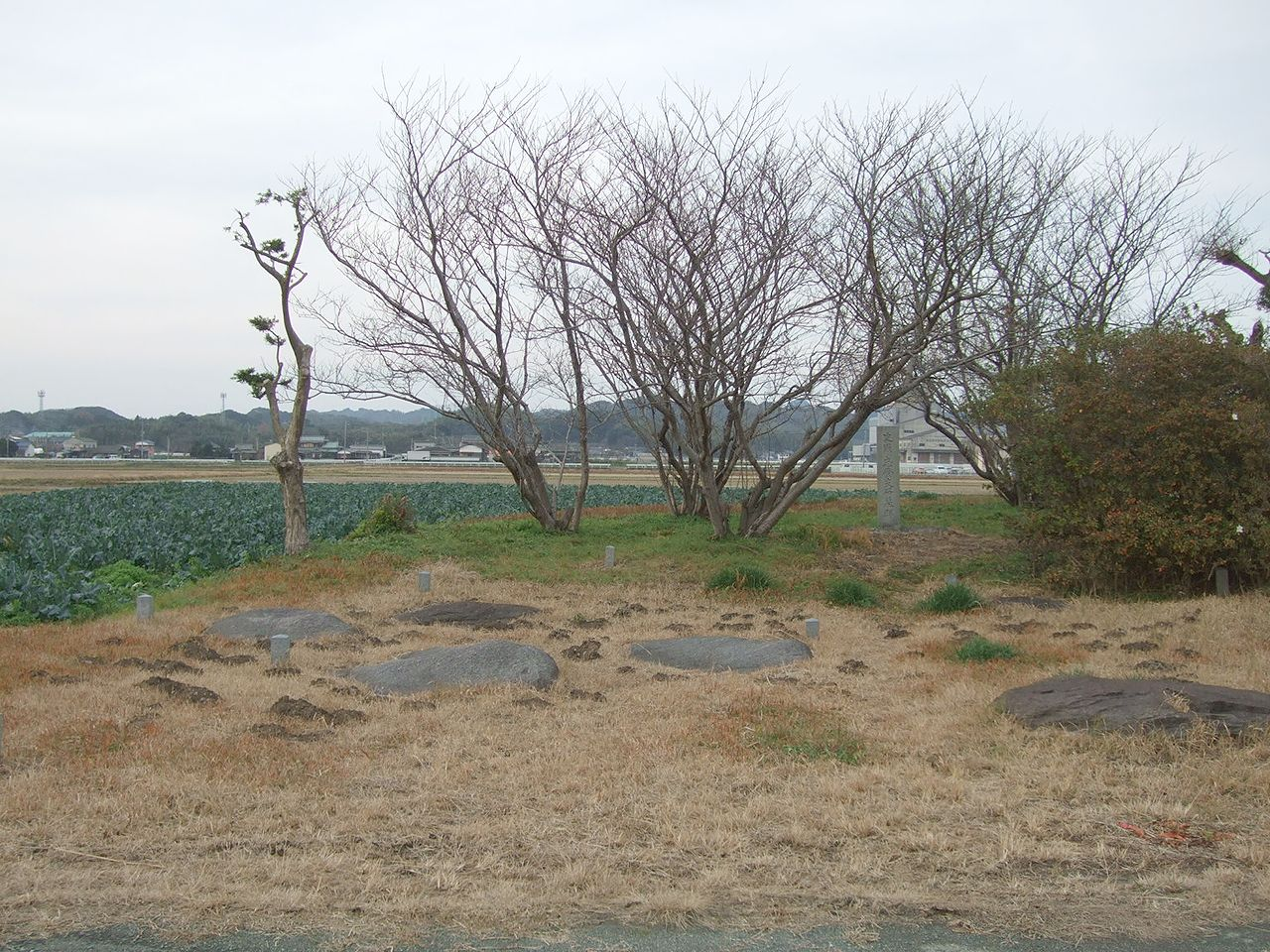
Dolmen in Japan
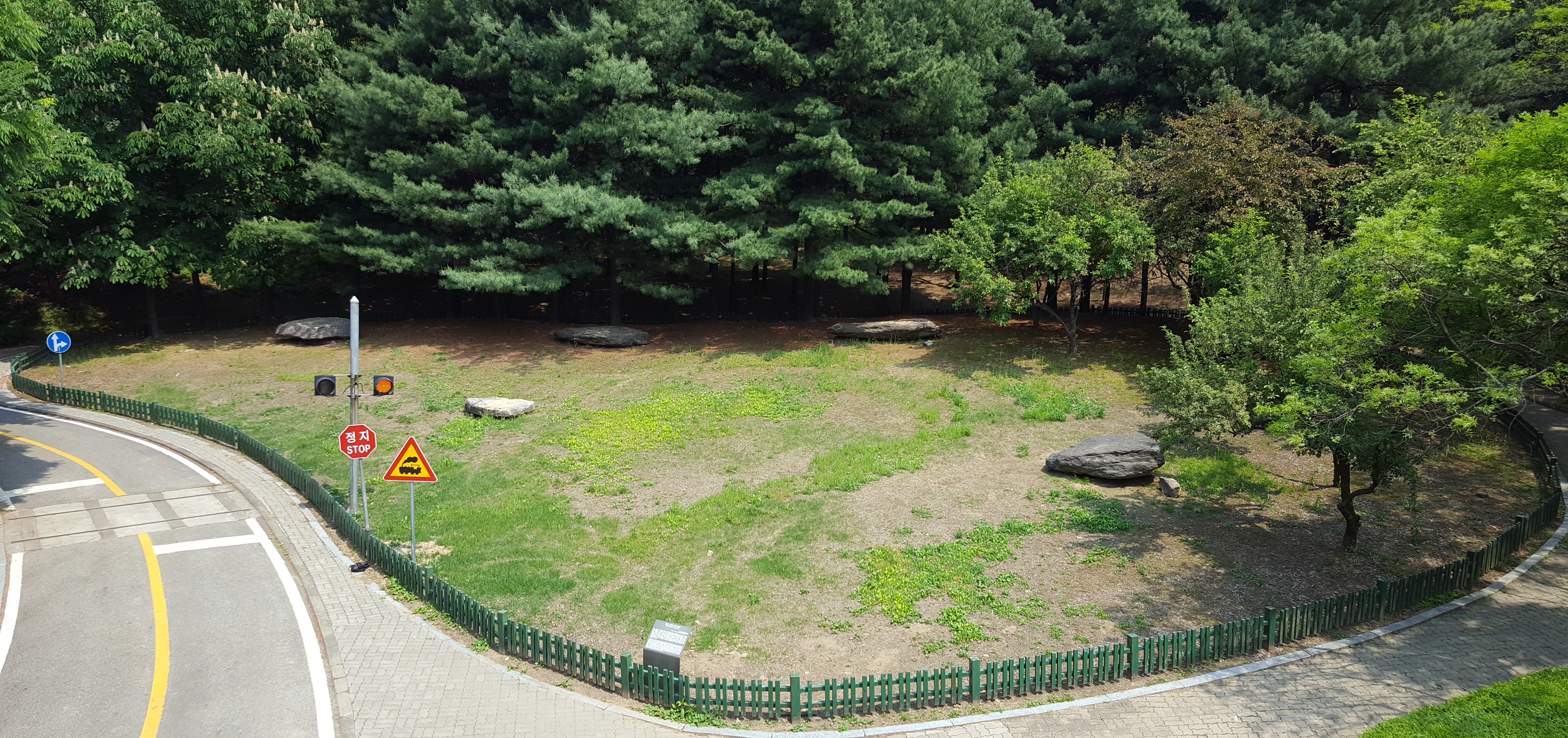
Meerdere dolmens in Zuid-Korea
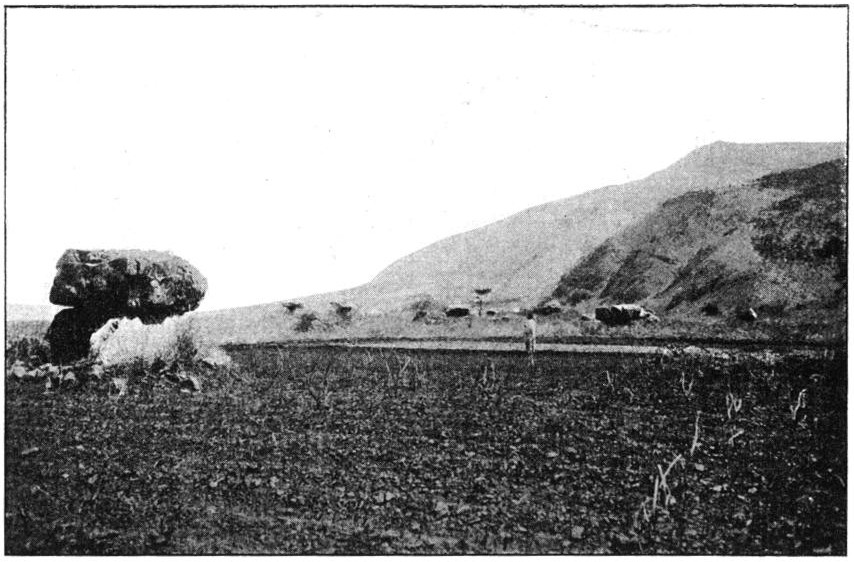
Dolmen in Noord-Korea, 4 juli 1903

## Heraldiek
De hunebedden en dolmens komen ook voor op de wapens van diverse plaatsen en gebieden; zie ook de lijst van wapens met een hunebed. Er komen ook andere verwijzingen voor, zoals een kraaghalskruikje op het wapen van Diever dat verwijst naar het hunebed op het grondgebied. Een soorgelijk kruikje verwijst ook naar de hunebedden op het wapen van Borger. Op het wapen van Havelte, het wapen van Vries en het wapen van Sleen verwijzen wildemannen naar de hunebedden. Op het wapen van Odoorn staan naast de wildemannen blokken op het schild: dit is een symbolische weergave van een hunebed.

Dolmen op het wapen van Fresnicourt-le-Dolmen, Frankrijk
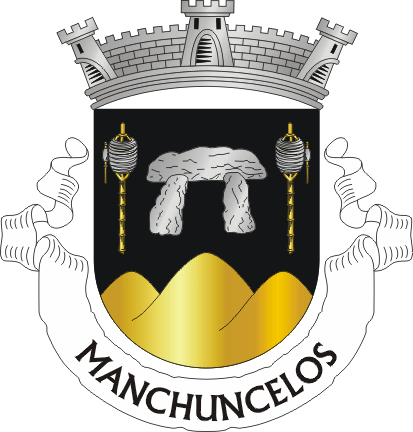
Dolmen op het wapen van Manhuncelos, Portugal
Dolmen op het wapen van Valencina de la Concepción, Spanje
Hunebed op het wapen van Landkreis Emsland, Duitsland
Hunebed op het wapen van Borger-Odoorn, Nederland

## Volksgeloof
Sinistere legenden rondom de dolmens zijn volgens Gary R. Varner overblijfselen van de harde strijd van de kerk tegen de voorchristelijke bouwwerken en gebruiken. Benamingen van dolmens, zoals de smederij van de duivel of Casa di u Lurcu (het huis van de oger) herinneren hieraan.

### Reuzen

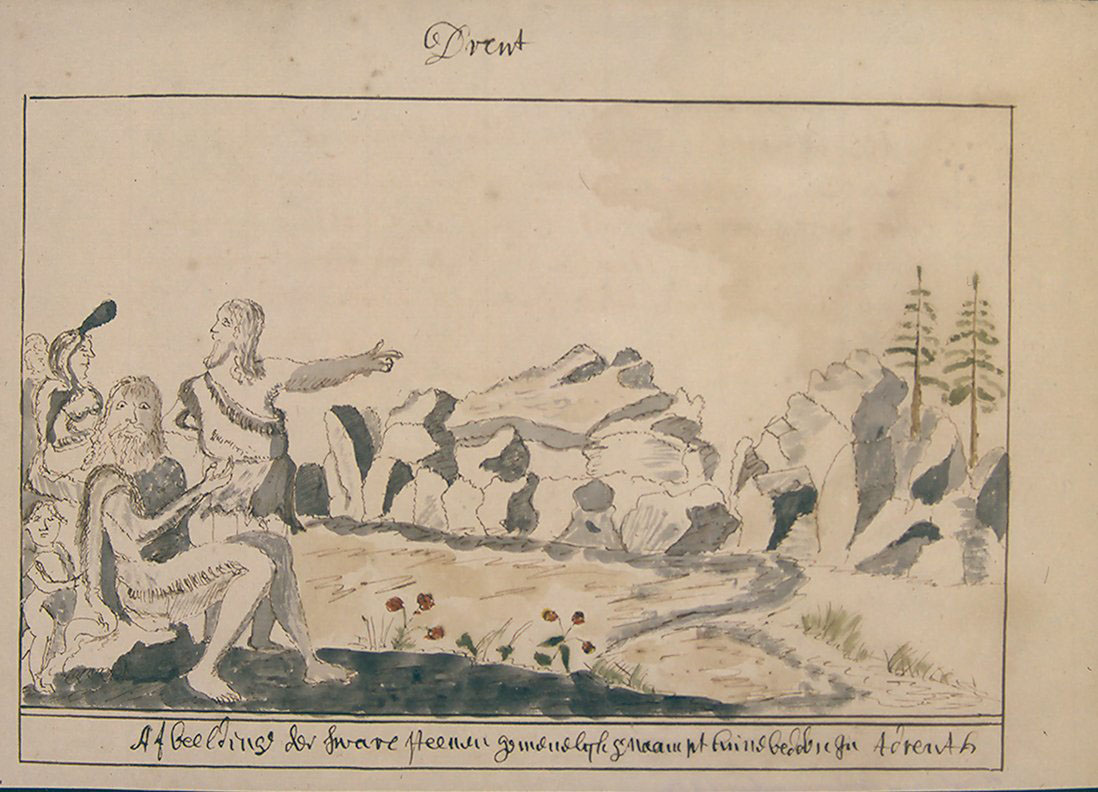
Afbeelding uit Atlas Schoemaker: Drenthe, tussen 1710 en 1735

Saxo Grammaticus schreef het oprichten van dolmens toe aan de Jötun.
De in Noord-Duitsland populaire naam Hünengrab is afgeleid van het Middelhoogduitse hiune en de Nederduitse Hune, met de betekenis van reus. De Coevordense predikant Johan Picardt publiceerde in 1660 zijn Korte Beschryvinge van eenige Vergetene en Verborgene Antiquiteiten Der Provintien en Landen gelegen tusschen de Noord-Zee, de Yssel, Emse en Lippe. In deze tijd worden de steenhopen of stienbargen ook wel Reuzenstenen of Hunesteenen genoemd. Op een kaart van 1637 wordt het megalithische graf bij Diever aangeduid met Hunnebet. Op een kaart uit 1711 wordt de benaming huinebed gebruikt. 

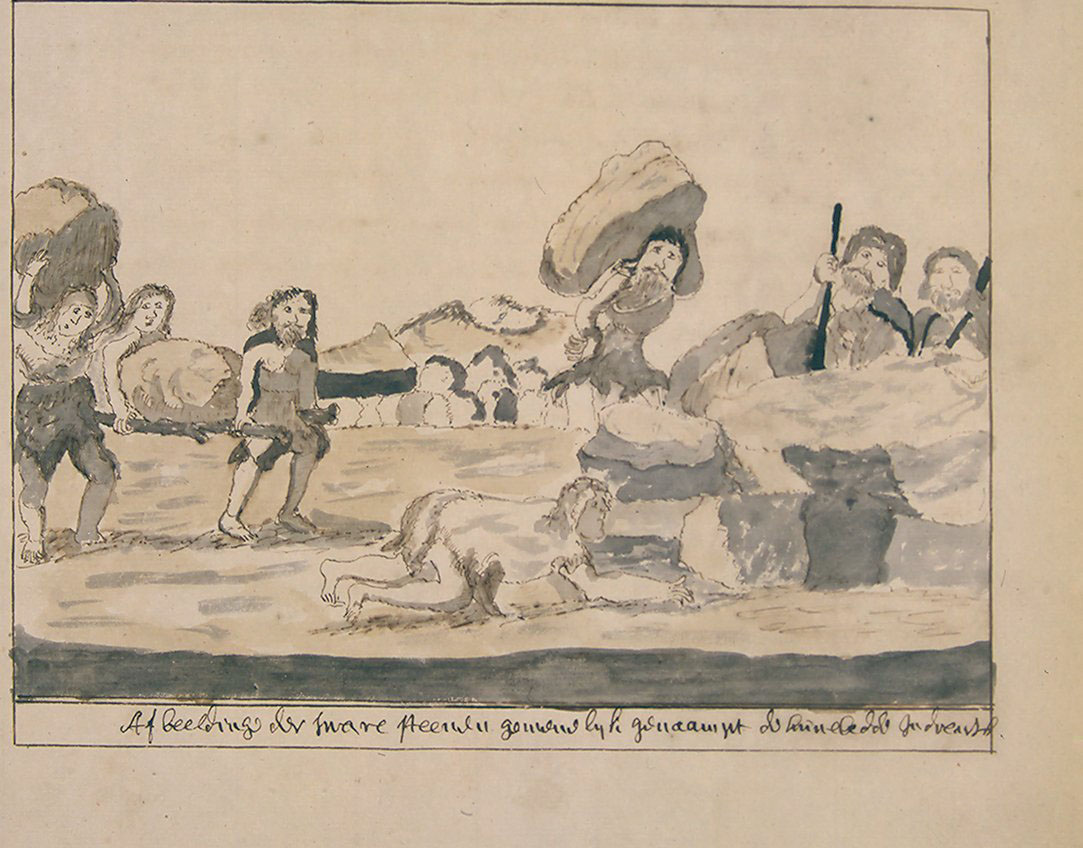
Afbeelding uit Atlas Schoemaker: Drenthe, tussen 1710 en 1735

Reuzen zouden de Dikke Stienen of hunebedden hebben gemaakt, in het Emmer hunebed zou nog een afdruk van een vuist van de reus te zien zijn.
In Duitsland wordt een hunebed ook wel Riesenbett (reuzenbed) genoemd. Het hunebed met Sprockhoff nummer 605 heeft de benaming Riesenhütte (reuzenhut).
Ook in Frankrijk worden reuzen in verband gebracht met de dolmens, zoals bij het graf van de reus en de Nekropole im Bois des Géantes' in de Ardèche.
Jentil, een ras van reuzen uit de Baskische mythologie, zouden volgens volksverhalen ook verantwoordelijk zijn voor de bouw van megalitische bouwwerken, zoals de  jentilarri of jentiletxe.
In Ierland worden dolmen wel giants graves genoemd. Nuada Airgetlám (Nuada of the Silver Arm; de eerste koning van de Tuatha Dé Danann) wordt in verband gebracht met Sligo's Labby rock. Ook worden Diarmait en Grainne in verband gebracht met deze dolmens; ze zouden er geslapen hebben toen ze vluchtten voor de reus Fionn mac Cumhaill.
Nabij Morvah ligt Lanyon Quoit. Deze quoit werd in 1824 gerestaureerd. Een andere benaming is De Tafel der Reuzen; volgens een legende zijn er beenderen van reuzen gevonden. In de verhalen over koning Arthur wordt verteld dat hij hier op de vooravond van zijn laatste gevecht heeft gedineerd.
Op Sardinië zijn ook vele Tumbas de sos zigantes (Sardijns) of Tombe dei Giganti (Italiaans) te vinden. Deze reuzengraven behoren tot de laatst gebouwde megalitische bouwwerken van Europa.
De dolmen de monte Revincu wordt in verband gebracht met een oger. Het monster met het lijf van een wolf zuigt bloed bij de dieren uit de kudde. De mensen uit de omgeving bepaalden de maat van zijn schoenen aan de hand van voetafdrukken en maakten schoenen en vulden deze met teer. Deze schoenen werden bij zijn drinkplaats gezet. De oger biedt aan het recept voor brocciu te geven in ruil voor zijn leven, maar de dorpelingen vertrouwen hem niet en begraven hem. Volgens de legende gebeurde dit 1500 v.Chr. Volgens andere verhalen luisteren de dorpelingen als hij het recept geeft, maar doden hem daarna alsnog.

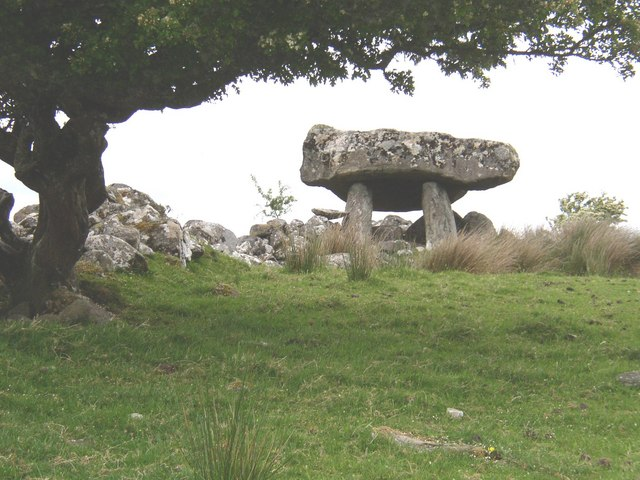
The Giant's Griddle, Tawnatruffaun, Ierland
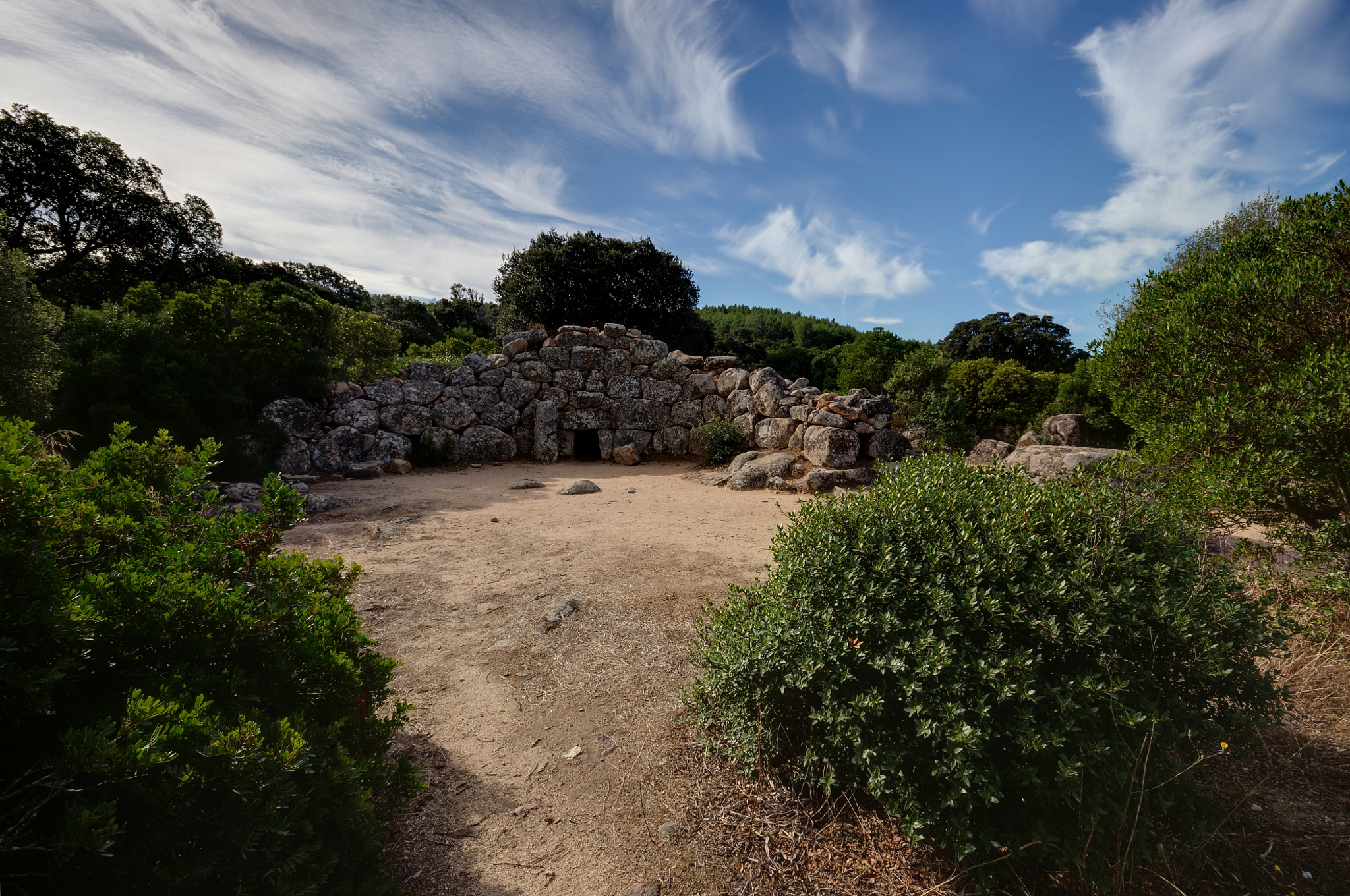
La tomba dei Giganti Is Concias, Sardinië
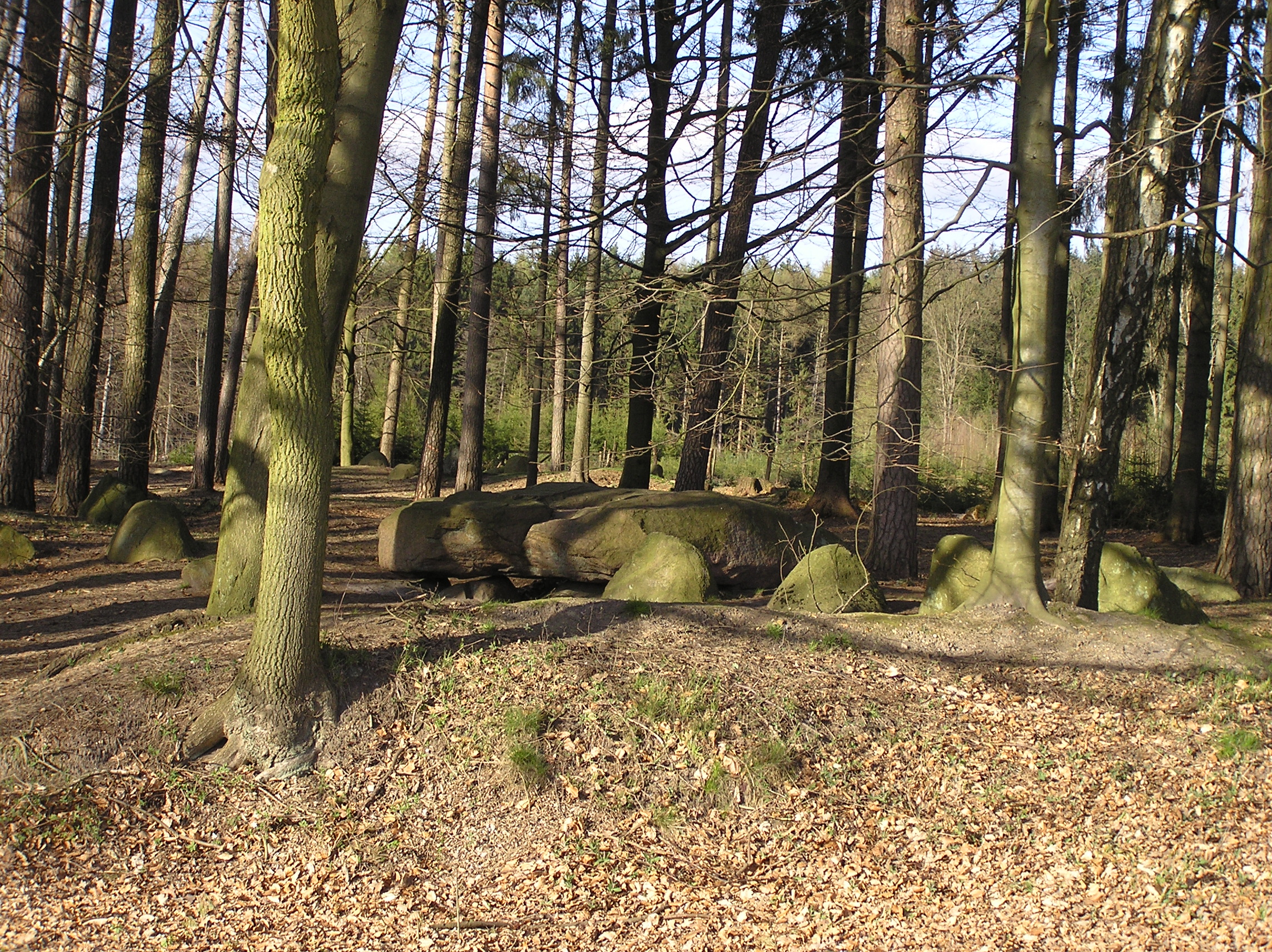
Riesenbett (Sprockhoff Nr. 299), Dassendorf, Duitsland
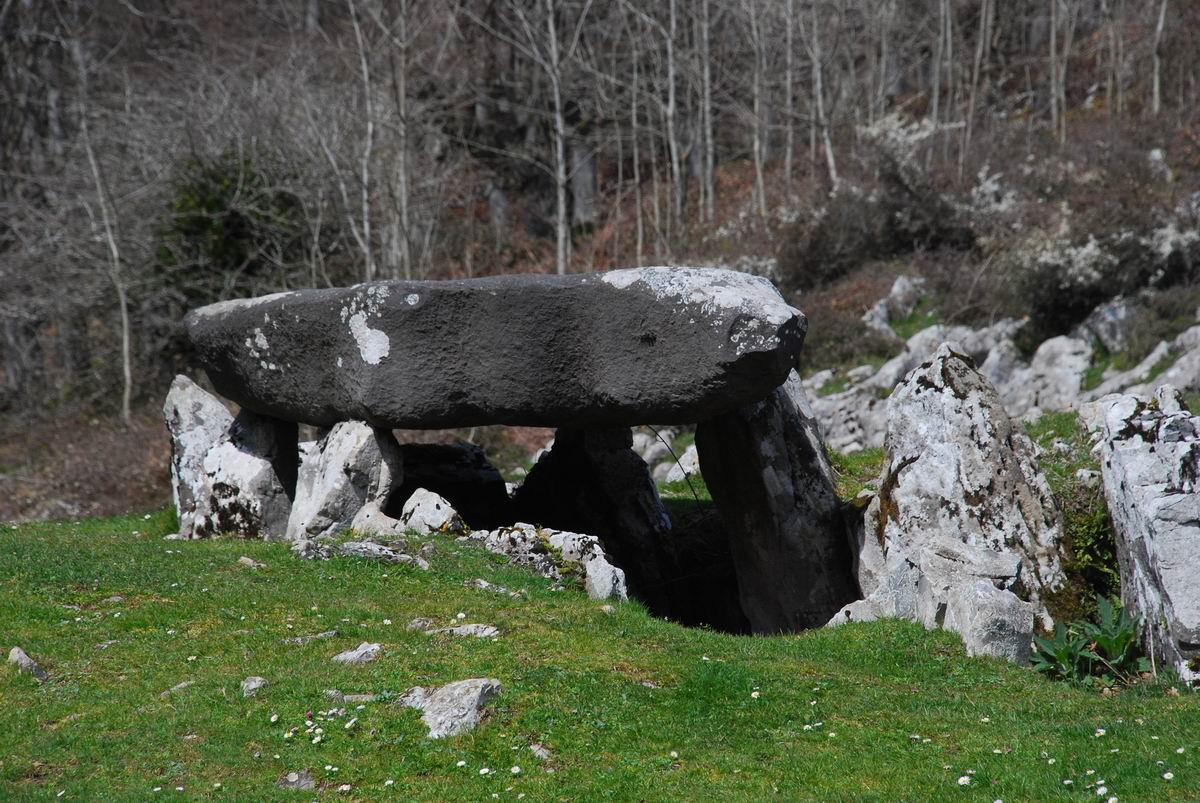
Jentilarri,

### Kabouters, demonen, druïden, tovenaars, heksen en feeën

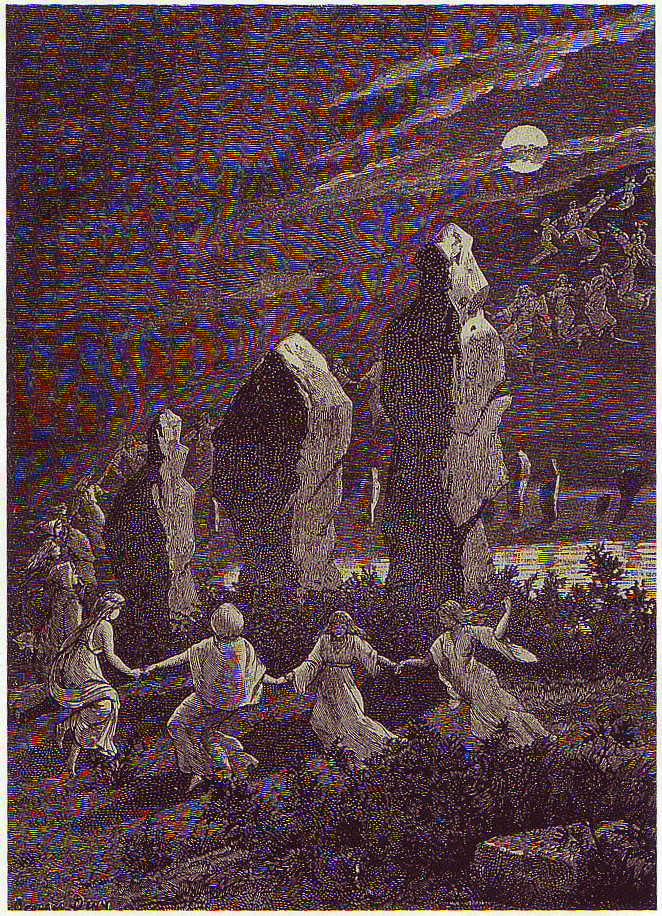
La danse des korriganes, Fées, korrigans & autres créatures fantastiques de Bretagne, 1887

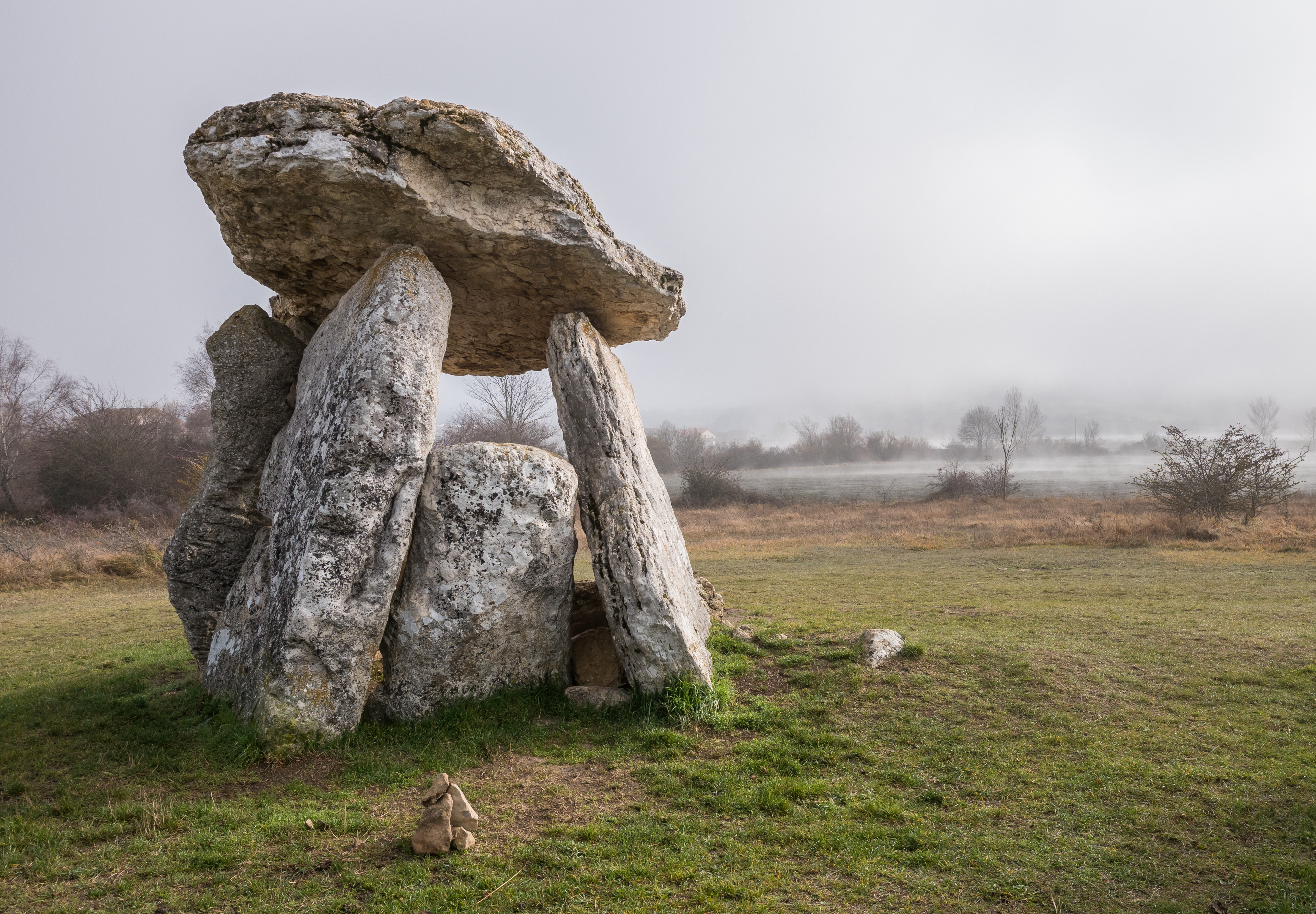
Dólmen Sorgiñetxe (casa de brujas; heksenhuis), Álava, Spanje

Er wordt gezegd dat in de nacht van 31 oktober (Samhain/Halloween) korrigans in de nabijheid van hunebedden en dolmen zijn om slachtoffers op te wachten. Dit type kabouter wordt o.a. in Frankrijk in verband gebracht met dolmens en menhirs. Zo zouden ze de dolmende Quélarn in Finistère bezocht hebben, wat zorgde voor de bijnaam Garenne des Korrigans (Gwarenn ar Korriganed of Goarem ar C'Horriged in het Bretons).
Een ander voorbeeld is Dolmen de la Grotte des Korrigans à Landévant. Ook Ti ar C’horriged verwijst naar de Korrigan; de naam is Bretons voor huis van de Korrigan.
In andere gevallen werd de bouw van een hunebed aan demonen toegeschreven, zoals de duivel bij de Nederlandse Duvelskut. Benamingen in Duitsland zijn o.a. Teufelssteine. Ook zijn veel dolmens genoemd naar de duivel, zoals Le Palais au Diable, Menhir Faix du Diable, La Table aux Diables of La Table au Diable, La Pierre du Diable en Pierre du Diable.
Volgens de plaatselijke traditie zou een (vuurspuwend) monsterlijke dier met enge ogen 's nachts rondzwerven rond Dolmen Larocal in de Dordogne. Het monument werd vaak genoemd en geïllustreerd in gravures.
Over de Pierre de druide in Périgny wordt verteld dat de Galliërs er rituele handelingen uitvoerden en een slangdraak de stenen 's nachts achtervolgt.

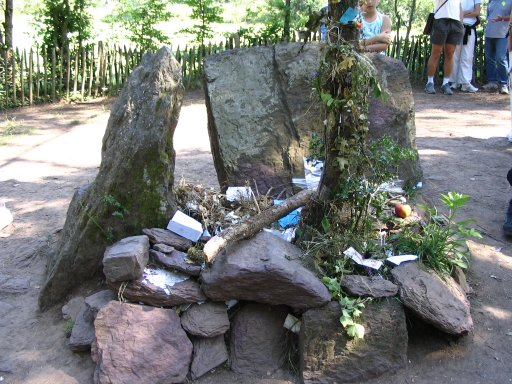
Offers bij Graf van Merlijn, bezoekers hopen hun wensen in vervulling te laten gaan

Ook feeën, heksen, druïden en tovenaars worden in verband gebracht met (de bouw van) dolmens, zoals de Bonnes Dames,  de Dolmen de la Combe des Dames (de dolmen van het dal van de dames/feeën), La Roche-aux-Fées, La Pierre des Druides, het Graf van Merlijn en het Huis van Viviane in Frankrijk. In Pas-de-Calais ligt Table des Fées (in Fresnicourt-le-Dolmen) en in Haute-Savoie liggen Cave aux Fées (ook wel Chambre aux Fées) en Pierre-aux-Fées (die in 1 nacht gebouwd zou zijn door feeën). In Ierland is Ballylumford Dolmen ook bekend als Druid's Altar en Quoit is de naam van een nederzetting  die vernoemd is naar Devil's Quoit (ook wel Arthur's Quoit genoemd).
In een sage wordt de dolmen du Calvaire feeënhoed genoemd. Hier leefde een jonge mooie fee met een grote hoed. Ze sprong van steen tot steen, tot ze op een dag merkte dat ze door een beest werd gevolgd. Om zichzelf te redden, gooide ze haar hoed over het beest. Dit is de plek waar de dolmen nu staat.
Volgens de overlevering zou Peyre-Brune het graf zijn van een militaire leider die met een fee was getrouwd en werd gedood in de strijd. De fee richtte op de plaats van de strijd deze dolmen op en vervloekte elke persoon die het graf durfde aan te raken.
Volgens een sage is de Pierre de la Fée in Provence-Alpes-Côte d'Azur gebouwd door een fee om een liefdeskoppel te beschermen tegen regen en storm.
Een andere benaming voor fee is Fados, Fades of Fadas ; zo betekent Lo Morrel dos Fados de heuvel van de fee.
In de folklore wordt Allée couverte du Chêne-Hut in verband gebracht met de Margot (een klasse van feeën); een andere benaming is Grotte-aux-Fées. Er zijn meerdere dolmens die in verband gebracht worden met Margot, zoals Le Coffre à Margot. Ook Groac'h is een type fee (met walvistanden), ze verschijnt soms als oude vrouw. Ook wordt ze gezien als jonge vrouw (een rijk geklede prinses), begeleid door korrigans. De daul ar groac'h wordt met deze fee in verband gebracht.
De witte wieven wonen volgens het volksgeloof in hunebedden; ze bergen er ook hun kostbaarheden in op.

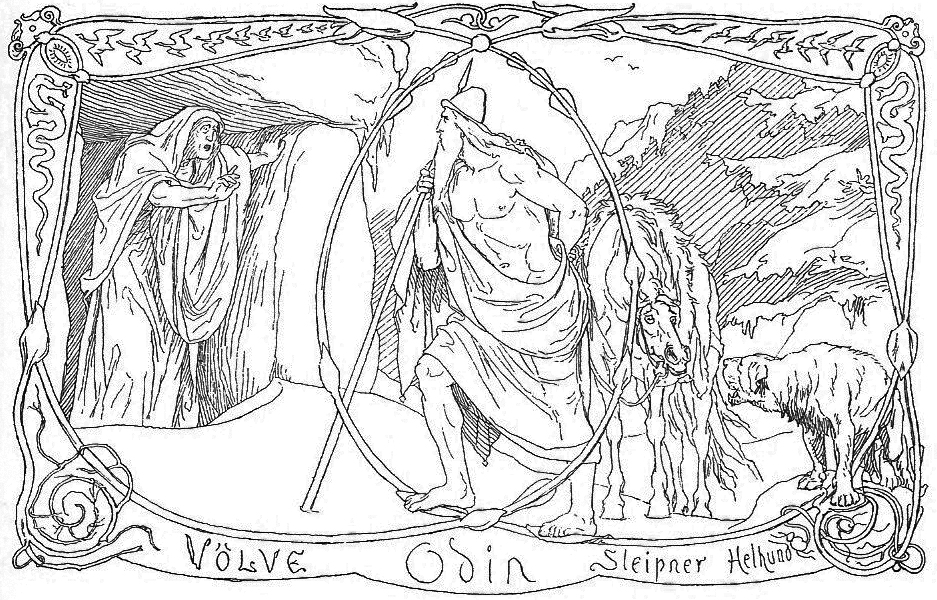
Odin bezoekt de völva, Sleipnir en de hellehond Garm kijken naar elkaar, 1895

Ook völva, zoals Gróa, worden in verband gebracht met de dolmens.
De Mouras Encantadas in Portugal waren onsterfelijke wezens, ze waren de bouwsters en beschermsters van de bouwwerken. De legenden veranderden in de loop van de tijd en meer recente verhalen vertellen over de mouras als zijnde moorse vrouwen die door een betovering door hun vaders in een eeuwige onveranderlijke staat zijn gebracht. Zie dolmens in Portugal.
De Tuatha Dé Danann uit de Ierse mythologie of Keltische mythologie worden in verband gebracht met dolmens. De Kelten zagen dit volk als een ander soort mensen, niet zo zeer hoger of beter dan zijzelf, maar meer als figuren die dingen konden doen die ze zelf niet konden. Zo was dit volk ook niet onsterfelijk, maar stond bijvoorbeeld wel in contact met de zielen van de doden en de geesten van de natuur. Later zijn ze in vele verhalen afgebeeld als elfen, of stonden ze er model voor. Zij leefden als Sídhe in Tír na nÓg (land van de jongelingen) of Tír na mBan (land van de vrouwen). De dood was geen vereiste om toegang tot deze andere wereld te krijgen. In vertaling worden de Sídhe vaak feeën, elfen of goden genoemd. Ze zouden afkomstig zijn uit een bovennatuurlijke wereld die onder andere te bereiken zou zijn via de zogenaamde elfenheuvels, sprookjesheuvels, dolmen of toverterpen (Oudiers: síd).
De benamingen vertonen overeenkomsten, ook als het om verschillende mythische wezens gaat. Zo worden in Frankrijk feeën verantwoordelijk gehouden voor de bouw van hunebedden (huis van de fee (la maison des feins) of de oven van de fee (four des feins)), waar dit in Duitsland de duivel is (het bed van de duivel (Teufelsbett) en de oven van de duivel (Teufels Backofen)). In Portugal worden de Moren genoemd (huizen van de Moren (casas de mouros) en fornuizen van de Moren (fornos de mouros)).

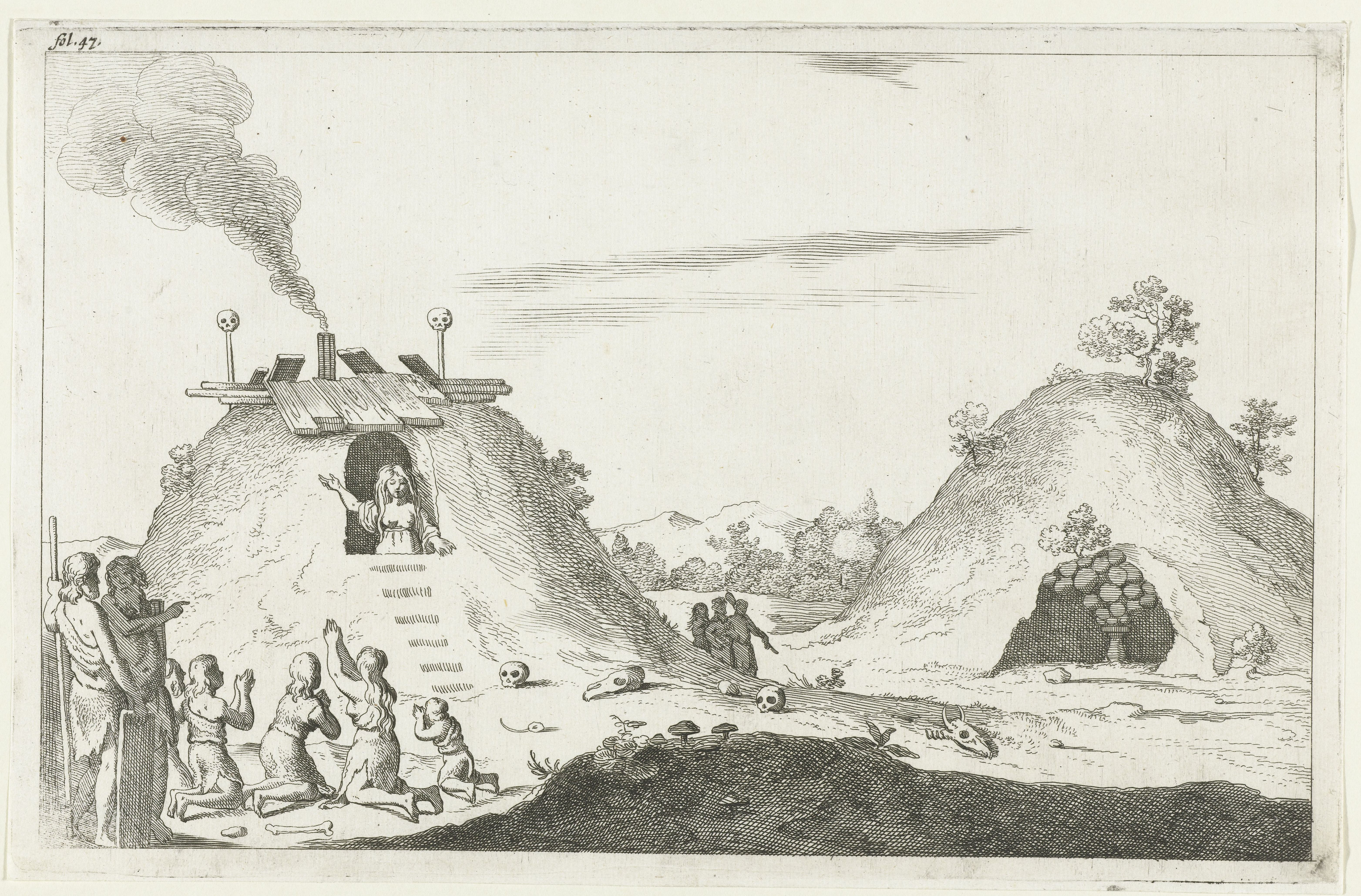
Witte wieven die, volgens Johan Picardt, grafheuvels bewonen op een ets, 1660
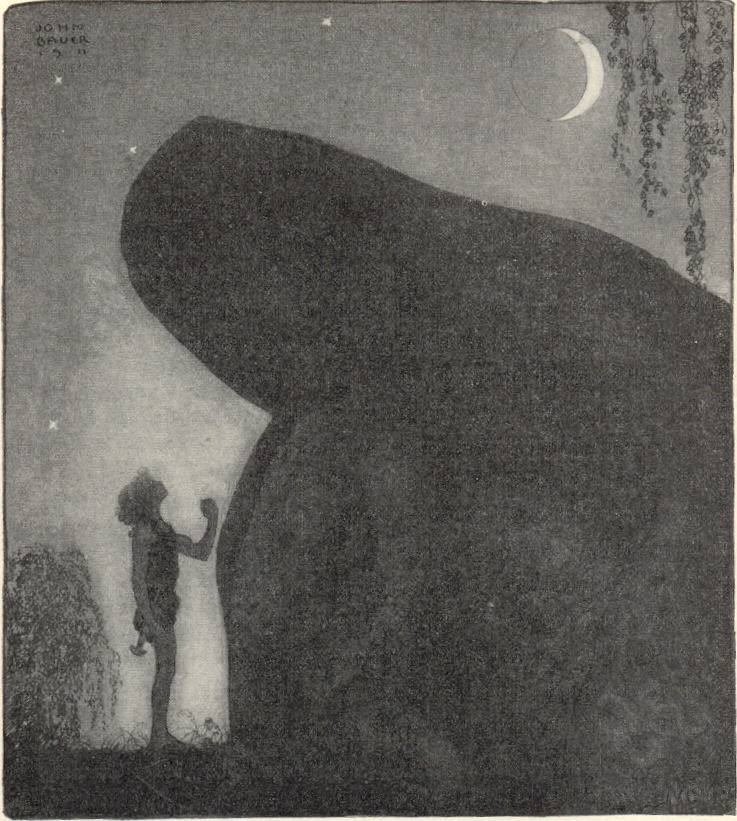
Afbeelding bij Grogaldern, John Bauer, 1911
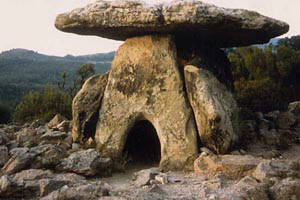
Ostalet de las fadas (het kleine huis van de feeën) in Hérault
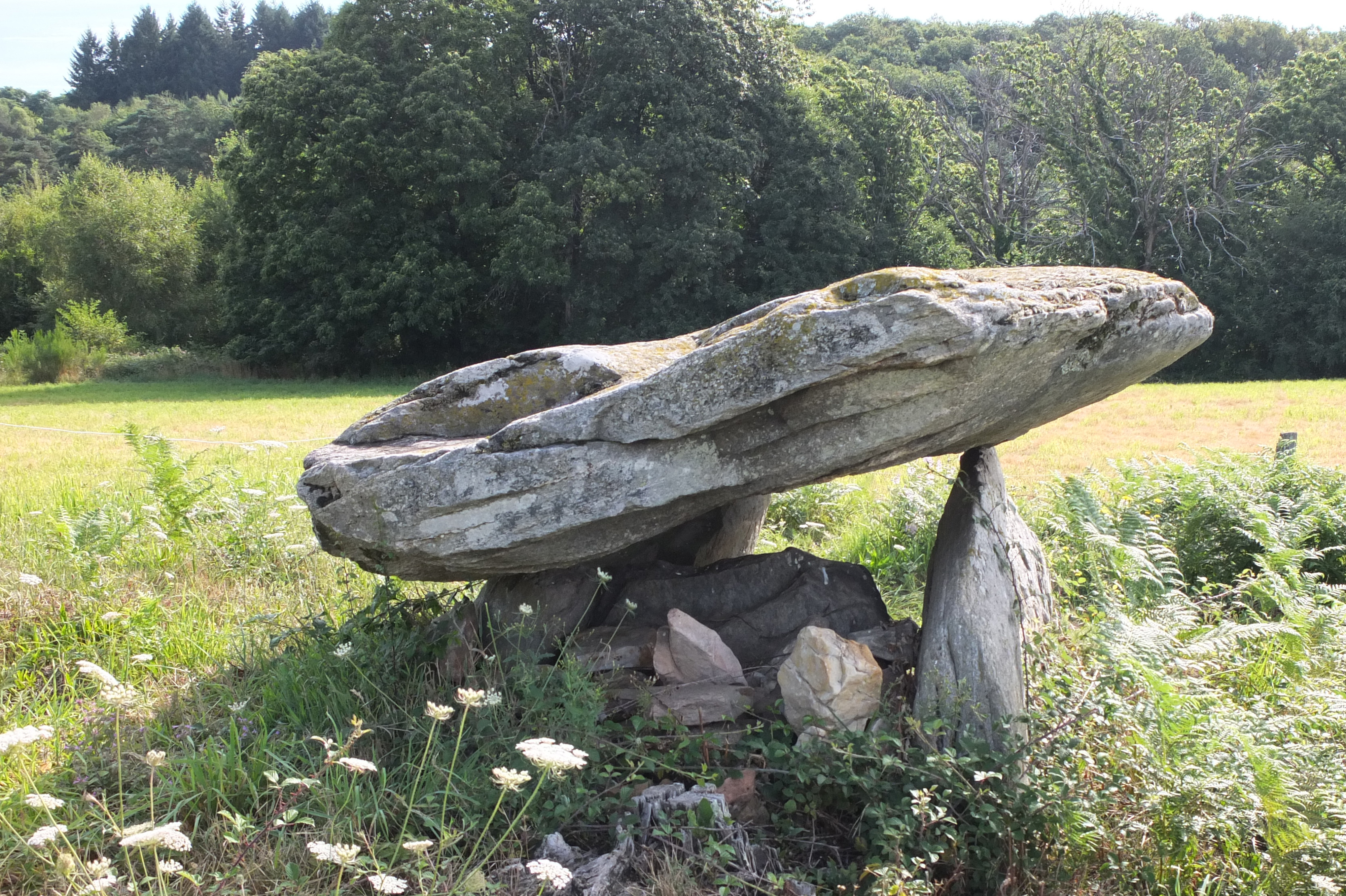
La Cabana de la Fée, Beynat
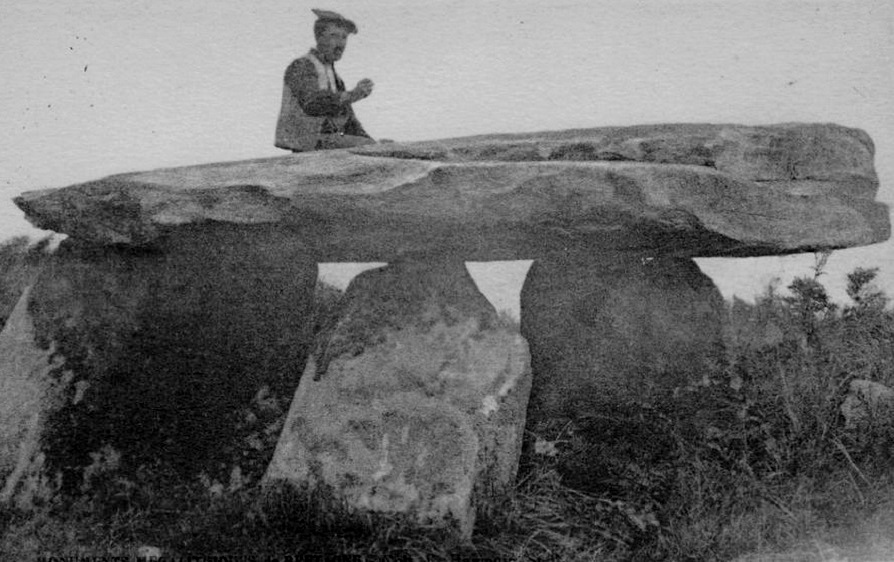
Dolmen Goarem-an-Diaoul of de Garenne du diable in Kerlouan geeft volgens verhalen een metalen geluid
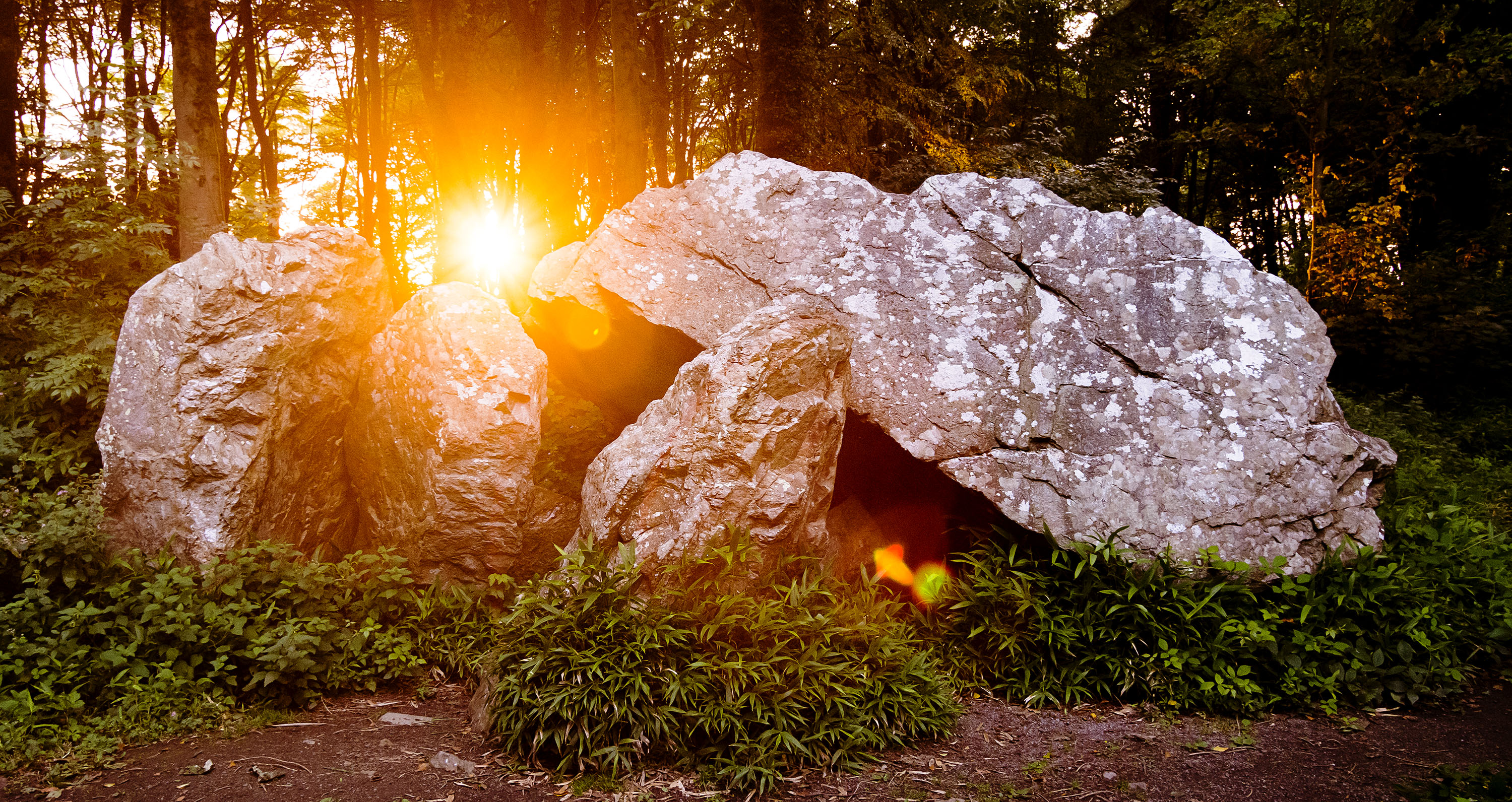
Volgens verhalen ligt Étaín, de  vrouw van  Oscar (de kleinzoon van Fionn MacCumhaill), in deze dolmen in Howth begraven
Mynydd Cefn Amlwch (of Coetan Arthur) afgebeeld in  An archaelogical index to remains of antiquity of the Celtic, Romano-British, and Anglo-Saxon periods, 1847

### Schommelende stenen

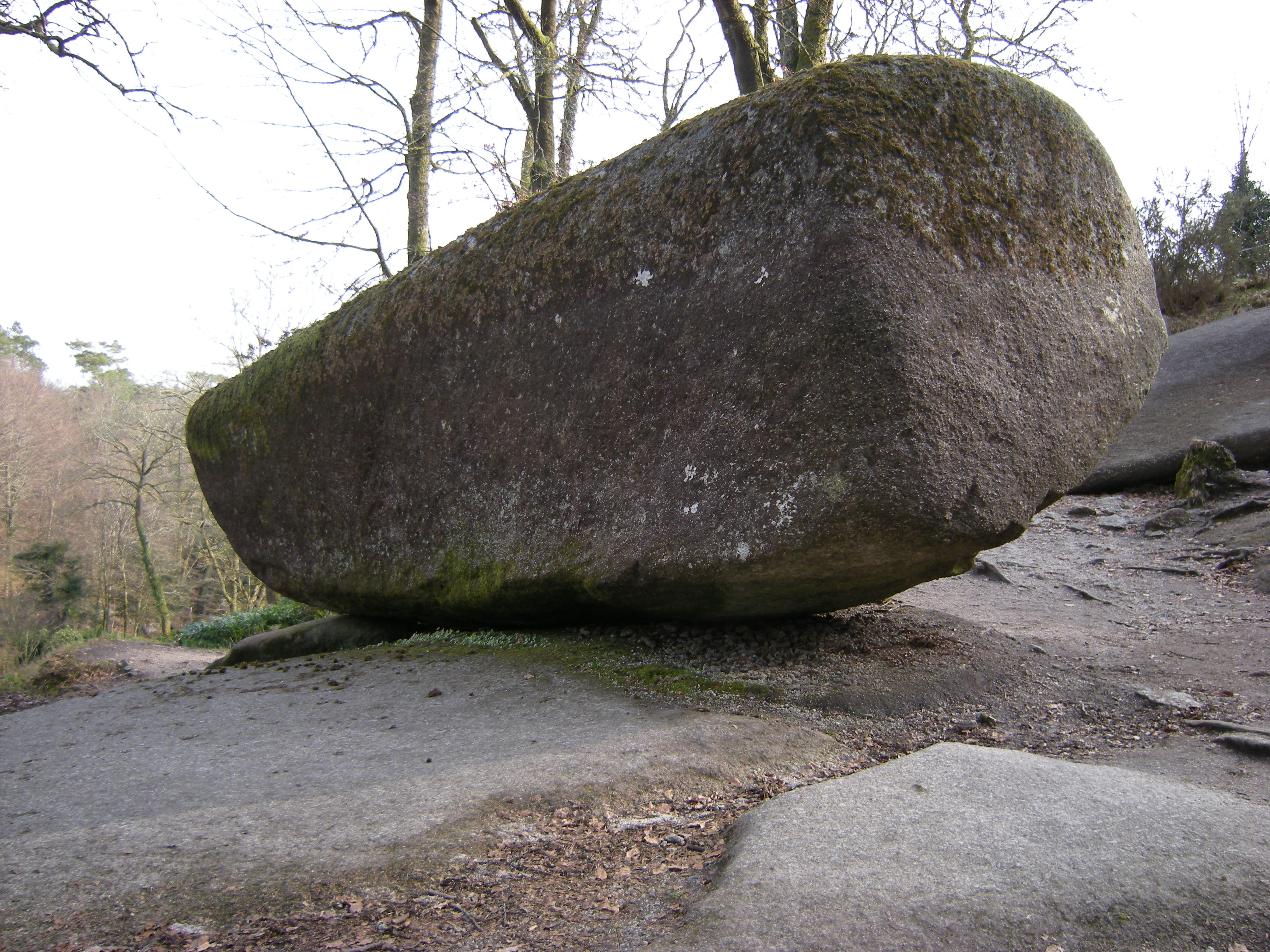
La Roche tremblante (de schommelende steen) van Huelgoat, Finistère, Frankrijk

Er zijn diverse verhalen over schommelende stenen. Een voorbeeld is De Pierres Branlantes. Deze dolmen heeft meer dan 60 cupmarks. Volgens een legende schudden de stenen als de klok van de parochiekerk luidt om middernacht of twaalf uur 's middags. Zoals met vele andere opmerkelijke stenen werd verteld dat er schatten begraven lagen en de grond werd er tevergeefs verplaatst. Er wordt ook gezegd dat de dolmen een kleine grot zou bevatten: de kamer van de feeën.
Over de Dolmen de la Grotte aux Fées in Centre-Val de Loire wordt in de folklore verteld dat het bouwwerk in één nacht is gebouwd door drie vrouwelijke wezens. Als men durft om de stenen te verplaatsen, gaan ze 's nachts weer terug naar hun oorspronkelijke plek. Een andere traditie wil dat feeën hun intrek hebben genomen in de dolmen.
Volgens de folklore zou een hoeksteen van Pierre-qui-Vire in Bourgogne-Franche-Comté zichzelf elke honderd jaar omdraaien.

### Dolmengodin

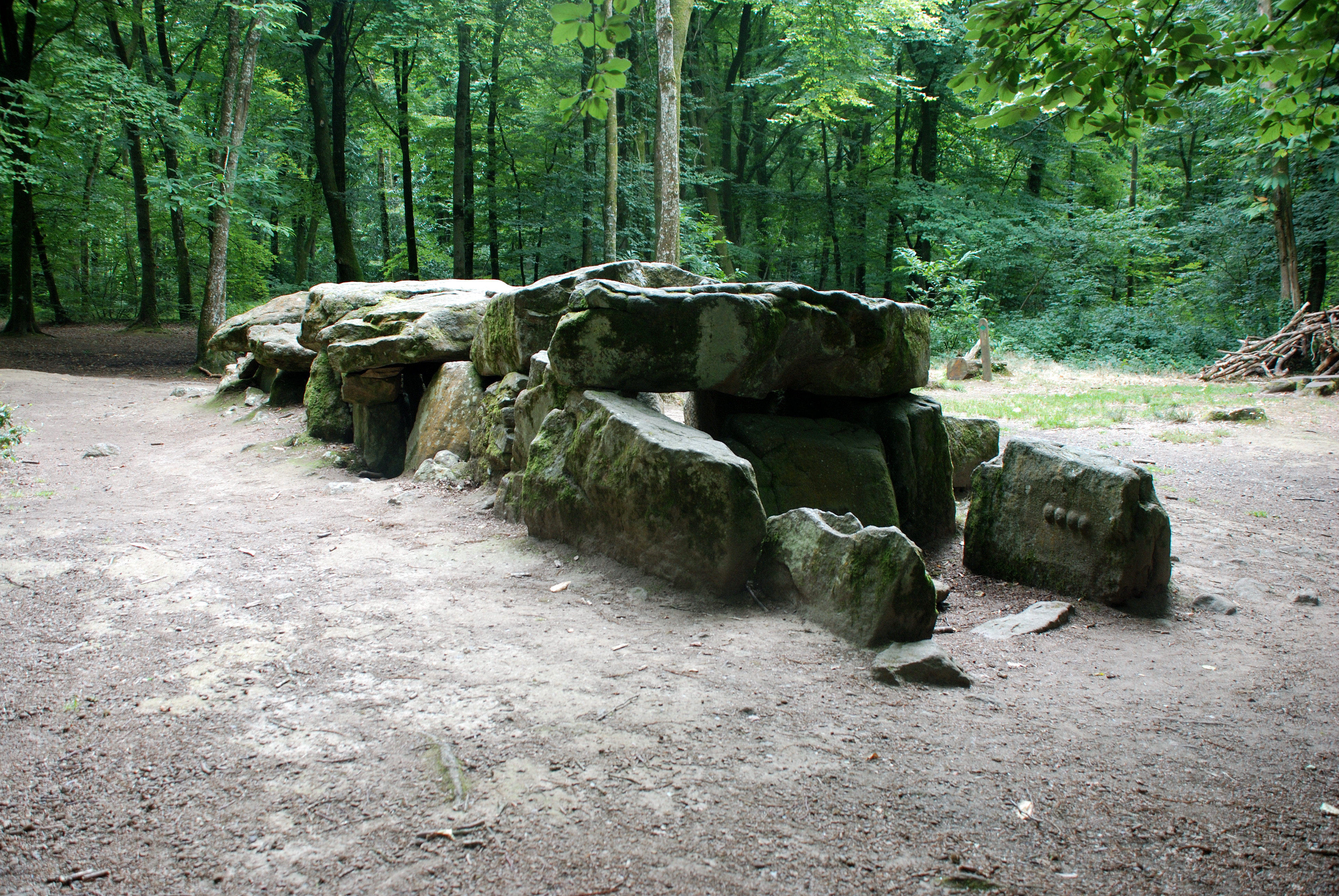
Maison des fées au bois de Mesnil met op de steen rechts een afbeelding van de Dolmengodin

De Dolmengodin (in Duitsland Dolmengöttin genoemd en in Frankrijk Déesse Mère (moedergodin) of Déesse des Morts (doodsgodin)) wordt op meerdere dolmens afgebeeld.

### Historische figuren
Volgens verhalen heeft Napoleon zijn paard op de deksteen laten staan De Wilde hoorde het verhaal over de voetafdrukken van het paard van Napoleon over hunebed D9, D17, D18, D14, D28, D29, D27 en D45. Een veldwachter laat hem de voetafdruk zien op D45.
In Duitsland worden ook verhalen verteld over personen die hun macht tonen bij een hunebed, maar dan gaat het over Karel de Grote. In Frankrijk worden soortgelijke verhalen verteld over Julius Caesar.
De naam Caixa de Rotllan betekent graf van Roland in het Catalaans. Volgens de legende zou de ridder Roland hebben geleefd in het gebied van Vallespir. Zijn lichaam zou na zijn dood in de slag van Roncesvalles, teruggebracht zijn op zijn paard en begraven onder het hunebed.
Een expeditie onder leiding van Nero Claudius Drusus bereikte in 9 v. Chr. de Elbe. Drusus stierf na een val van zijn paard. Volgens latere volksverhalen zou hij zijn begraven in de hunebed van Drosa.

### Religie

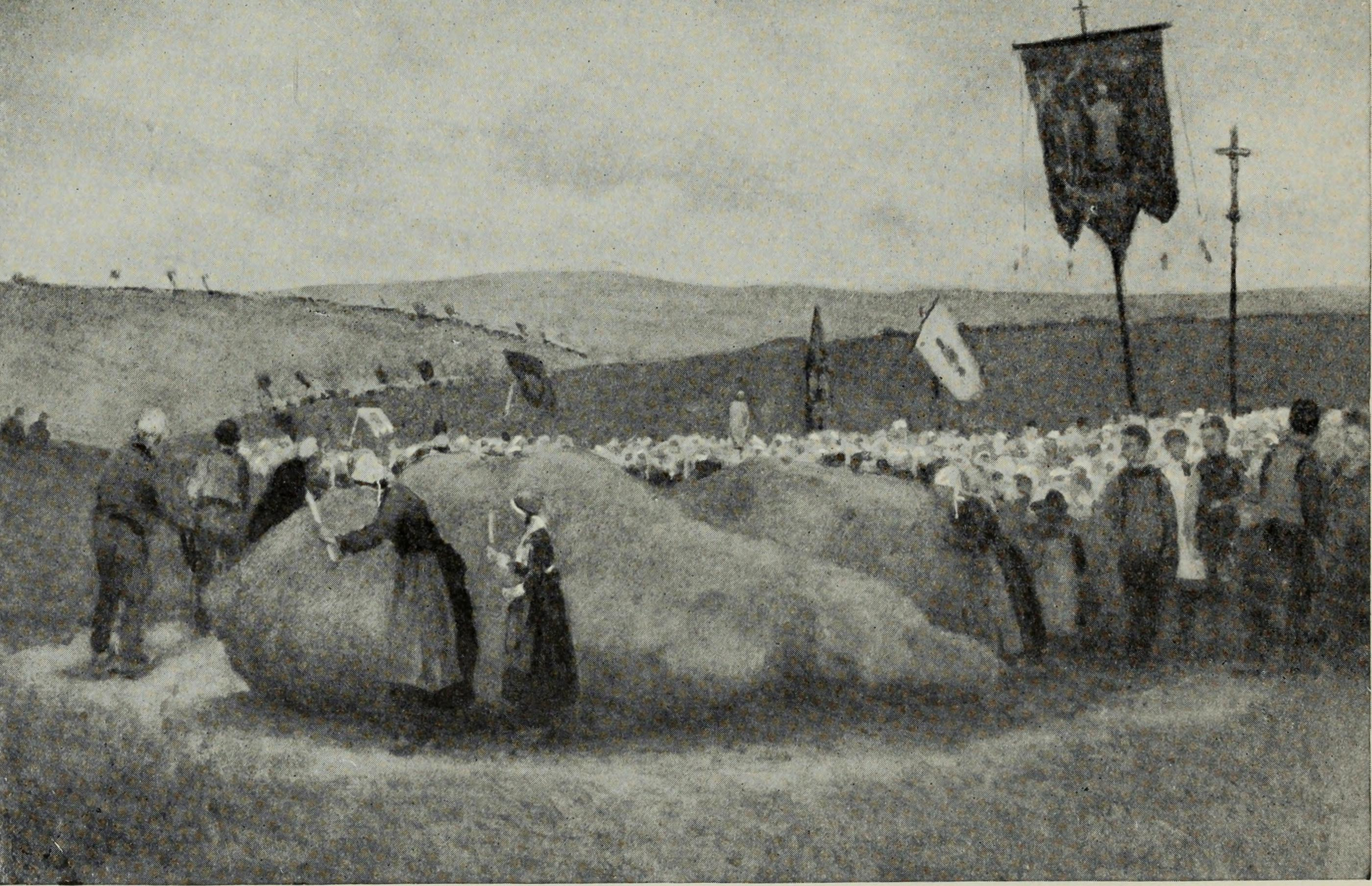
Moderne steenaanbidding in Locronan (Bretagne), een processie komt langs een hunebed, Myths and legends; the Celtic race (1910)

Ook worden hunebedden in verband gebracht met religieuze figuren, zoals de Zevenslapers van Efeze in de Dolmen de la Chapelle des Sept-Saints. Deze dolmen is gekerstend in de zesde eeuw.
Een legende zegt dat Maria Magdalena een voetafdruk heeft achtergelaten op de Dolmen de la Madeleine in Nouvelle-Aquitaine. Deze dolmen werd in de middeleeuwen omgevormd tot een kapel.
Er zijn meerdere dolmens in gebruik als kapel.

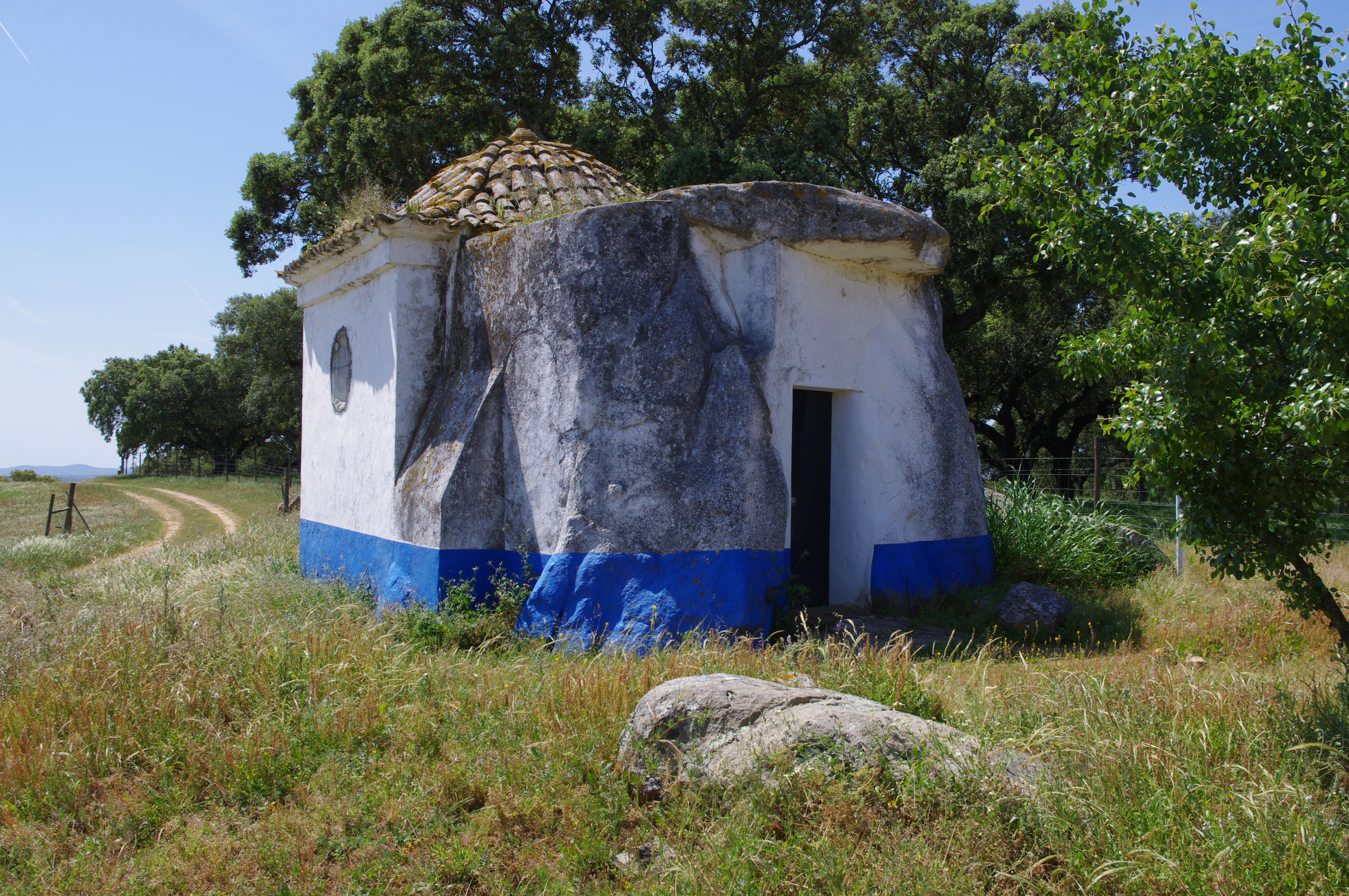
De Dolmen-kapel van São Brissos (Beja)

### Hunebed als kinderbrenger
Hunebedden waren volgens het volksgeloof plekken waar kinderen uit tevoorschijn zouden komen. Dit is vergelijkbaar met kinderbomen. Het hunebed werd gezien als een plek van reïncarnatie.
Er zijn vele varianten bekend; zo zou er met een sleutel een kind gehaald kunnen worden uit Der Steinerne Schlüssel.
Zie ook De sage van de Ommelebommelestien uit Urk en de Poppesteen (poppe betekent baby) bij Bergum.